# Basilique primatiale Saint-Trophime d'Arles
La basilique primatiale Saint-Trophime d'Arles est une église romane de la ville d'Arles située place de la République. Bâtie sur des vestiges de l’Antiquité tardive à partir de 1100, c’est l’un des plus importants édifices du domaine roman provençal.
Elle présente une haute nef de cinq travées voûtées en berceau brisé, flanquée d’étroits bas-côtés voûtés, qui date du milieu du XIIe siècle, avec un court transept dont la croisée, surmontée d'une coupole, supporte le clocher. Le chœur et le déambulatoire datent du XVe siècle. Le clocher primitif a été remplacé au début du XIIIe siècle par la tour carrée actuelle dont le dernier étage a été refait au XVIIe siècle. Le portail historié est réalisé vers 1180-1190. Les deux portes à fronton qui le flanquent ont été ajoutées à la fin du XVIIe siècle.
Adossé à l'église se trouve le cloître Saint-Trophime. Les galeries nord et est, de style roman, sont ornées de sculptures de grande qualité qui datent de la seconde moitié du XIIe siècle. Les galeries sud et ouest, voûtées sur croisées d'ogives et réalisées vers la fin du XIVe siècle, sont de style gothique. L’accès se fait par la cour du bâtiment situé à côté de l'église.
Un temps primatiale des Gaules, Saint-Trophime est restée le siège de l'archidiocèse d'Arles jusqu'en 1789, la Constituante faisant du diocèse d'Aix le siège de l'évêché départemental des Bouches-du-Rhône. Le Concordat de 1801 entérine la fusion avec l'archidiocèse d'Aix-en-Provence, appelé depuis 1822 l'archidiocèse d'Aix-en-Provence et Arles. Cependant les titres de basilique mineure, primatiale et cathédrale[réf. nécessaire] restent maintenus même si Saint-Trophime n'est aujourd’hui qu'une église paroissiale. C'est le lieu de culte principal de la paroisse d'Arles, qui comporte aussi les églises Notre-Dame-la-Major, Saint-Pierre de Trinquetaille, Saint-Césaire, Saint-Julien, Sainte-Famille, et de l'Emmanuel, et est confiée à la Communauté Saint-Martin depuis 2017.

## Histoire

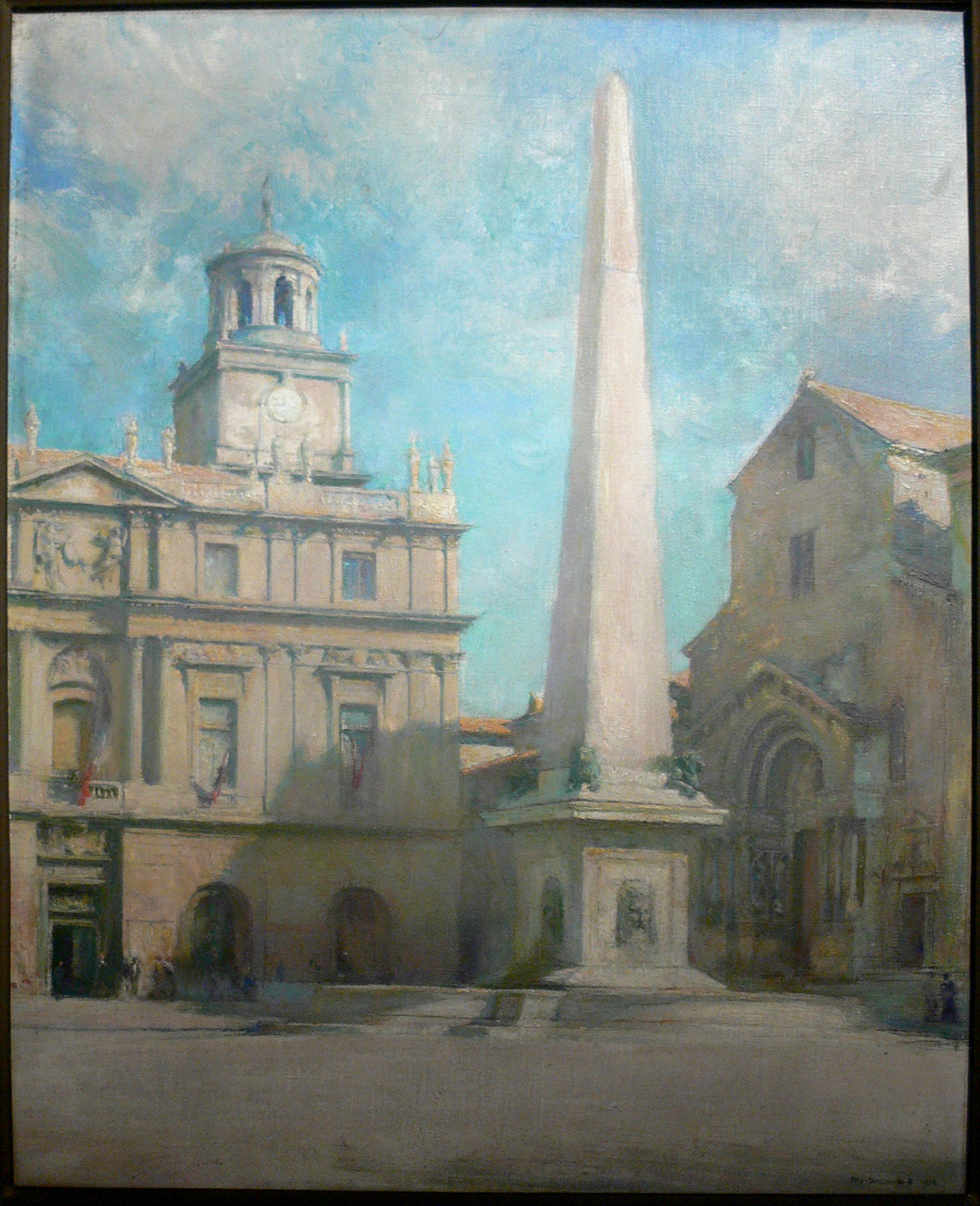
Tableau daté de 1914 réalisé par l'artiste Pascal Dagnan-Bouveret exposé au musée Jean-Léon Gérôme de Vesoul.

Construite au XIIe siècle, elle est bâtie sur l'emplacement d'une basilique initiale du Ve siècle, appelée « Saint-Étienne », elle-même déplacée d'une église paléochrétienne située dans l'enclos Saint-Césaire au sommet de la colline de l'Hauture. C'est une des plus anciennes de Gaule. Concernant la cathédrale Saint-Trophime, un chœur gothique a été ajouté au XVe siècle.
Au cours de son histoire, elle est le cadre de plusieurs événements : 
- Au cours du Ve siècle, deux conciles s'y déroulent : celui de 427 auquel participèrent 44 évêques et qui condamna Pélage, et celui de 475, avec 30 évêques, organisé pour juger un prêtre de la province d'Aix nommé Lucide[5].
- le 17 novembre 597, Augustin de Cantorbéry de retour à Arles après avoir converti le roi, la reine et les principaux officiers d'Angleterre, est consacré archevêque de l'Église d'Angleterre à Saint-Trophime par l'archevêque d'Arles, Virgile, alors vicaire du Saint-Siège en Gaule.
- le 29 septembre 1152, Raimon de Montredon organise la translation des reliques de saint Trophime, des Alyscamps à la basilique Saint-Étienne, le vocable actuel Saint-Trophime, en hommage au premier évêque légendaire de la cité, s'étant imposé progressivement à partir de la fin du Xe siècle.
- le 30 juillet 1178, l'empereur romain germanique, Frédéric Ier Barberousse, est couronné par l'archevêque d'Arles Raimon de Bollène.
- le 4 juin 1365, l'empereur Charles IV se fait couronner, comme son prédécesseur Frédéric Barberousse, roi d'Arles à la cathédrale Saint-Trophime.
- le 2 décembre 1400, mariage de Louis II et de Yolande d'Aragon dans la cathédrale Saint-Trophime[6].

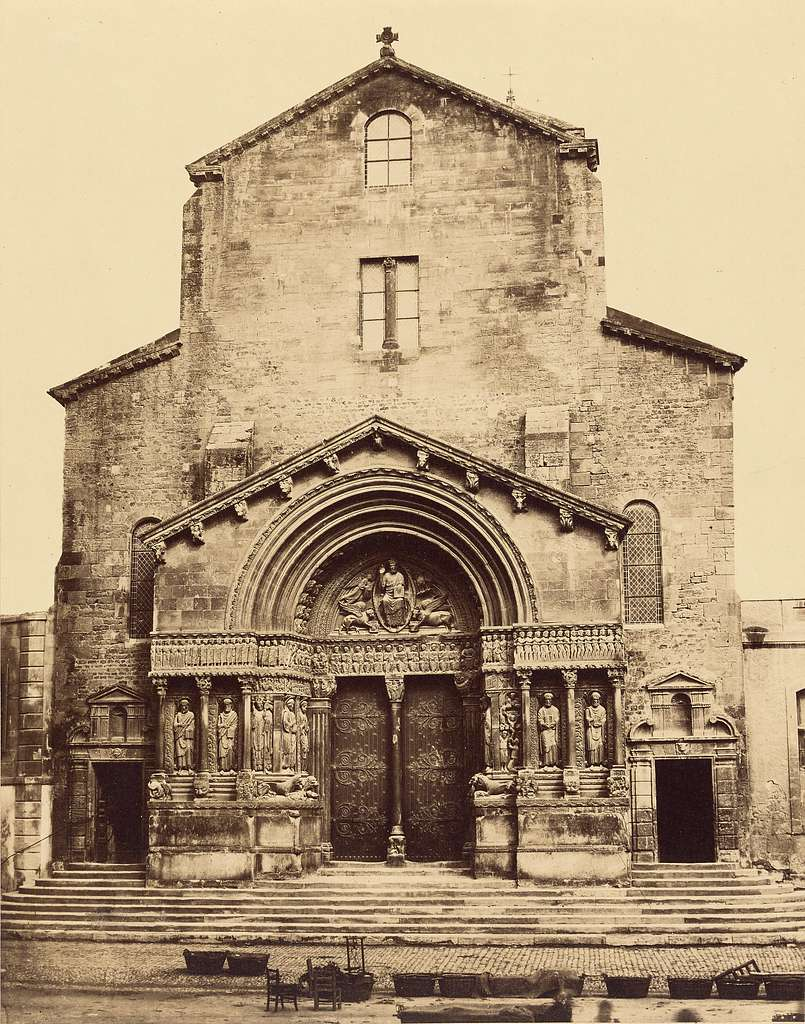
Église Saint-Trophime au XIXe siècle. Tirage sur papier albuminé par Edouard Baldus, ca. 1850-1859.

- Église Saint-Trophime au XIXe siècle. Tirage sur papier albuminé par Edouard Baldus, ca. 1850-1859.le 3 septembre 1455, l’archevêque d'Arles, Pierre de Foix, célèbre dans la ville d'Arles, en l'église métropolitaine, le mariage en secondes noces du roi René avec Jeanne de Laval. Il y a à cette occasion, durant huit jours, de grandes fêtes publiques, bals, festins, feux de joie, tournois, cavalcades, etc.[7].

Cette ancienne cathédrale de l'archevêché d'Arles, transformée en temple de l'Être suprême sous la Révolution puis déclassée en simple église paroissiale en 1801, est érigée en basilique mineure en 1882 par le pape Léon XIII.
Grâce à Prosper Mérimée, alors deuxième inspecteur général des Monuments historiques de l'Histoire, elle fait l’objet d’un classement au titre des monuments historiques dans la liste de 1840. Elle est également inscrite au patrimoine mondial de l'UNESCO au titre des monuments romains et romans d'Arles depuis 1981.

## Plan de l'église
Légende

Plan de Saint-Trophime.

A- Nef, B- Collatéral droit (sud), C- Collatéral gauche (nord), P- Chaire à prêcher
Chapelles :
D- saint Antoine de Padoue, E- saint Joseph ou des âmes du Purgatoire, F- saint Genès, G- Sainte Croix, H- saint Antoine du Désert, I- des reliques, J- du Sacré-cœur, K- de la Vierge Marie, L- du Saint-Sépulcre, M- saint Roch, N- saint Étienne, O- des Rois mages.
Tapisseries du cycle de la Vierge :
1- Conception et Couronnement de la Vierge, 2- Dormition, 3- Déploration ou Stabat Mater, 4- Noces de Cana, 5- Jésus au milieu des docteurs de la Loi, 6- Présentation de Jésus au Temple, 7- Adoration des rois mages, 8- Naissance de Jésus, 9- Annonciation et Visitation.
Tableaux :
10- Lapidation de Saint Étienne Étienne (Finson), 11- Annonciation (Finson), 12- Adoration des mages (Finson), 13- Pietà, 14- Martyre de Saint Étienne, 15- Concile d'évêques présidé par la Vierge.
Sarcophages :
16- Sarcophage à deux registres ayant servi de fonts baptismaux, 17- Sarcophage de la traversée de la mer Rouge et bas-relief en pierre de l'Assomption de la Vierge, 18- Sarcophage de Paulus Geminius et groupe sculpté de la Mise au tombeau.
Sculptures et tombeaux :
19- Vierge à l'Enfant du lombard Leonardo Mirano, 20- Vierge à l'Enfant en calcaire peint dans une niche en bois polychrome, 21- Gisant du cardinal Pierre de Foix, 22- Tombeau de Robert de Montcalm, 23- Tombeau de Gaspard du Laurens, 24- Chaire en marbre polychrome du lisbonnais Emmanuel Carvalho.
Vitraux :
25- Saint Étienne et Saint Virgile, 26- Sainte Vierge et Saint Trophime, 27- Saint Honorat et Saint Genès.

## Description de l'église
La basilique primitive d’Arles était probablement située dans un quartier appelé aujourd’hui l’Hauture et était dédiée à saint Étienne. Le transfert de la cathédrale à son emplacement actuel longtemps attribué à saint Hilaire ou à son prédécesseur Patrocle, n’a pu avoir lieu qu’après l’épiscopat de Césaire. En effet cette église primitive disparaît dans la tourmente des invasions du VIIe siècle puis est reconstruite à son emplacement actuel à l’époque carolingienne. Elle est à nouveau reconstruite à la fin du XIe siècle avec la construction d’un chœur et du transept puis de la nef. Le chœur sera reconstruit au XVe siècle avec la création d’un déambulatoire. Sa période de construction est incertaine : entre le XIIe siècle et le XVe siècle

### Époque romane

#### Le transept et le clocher

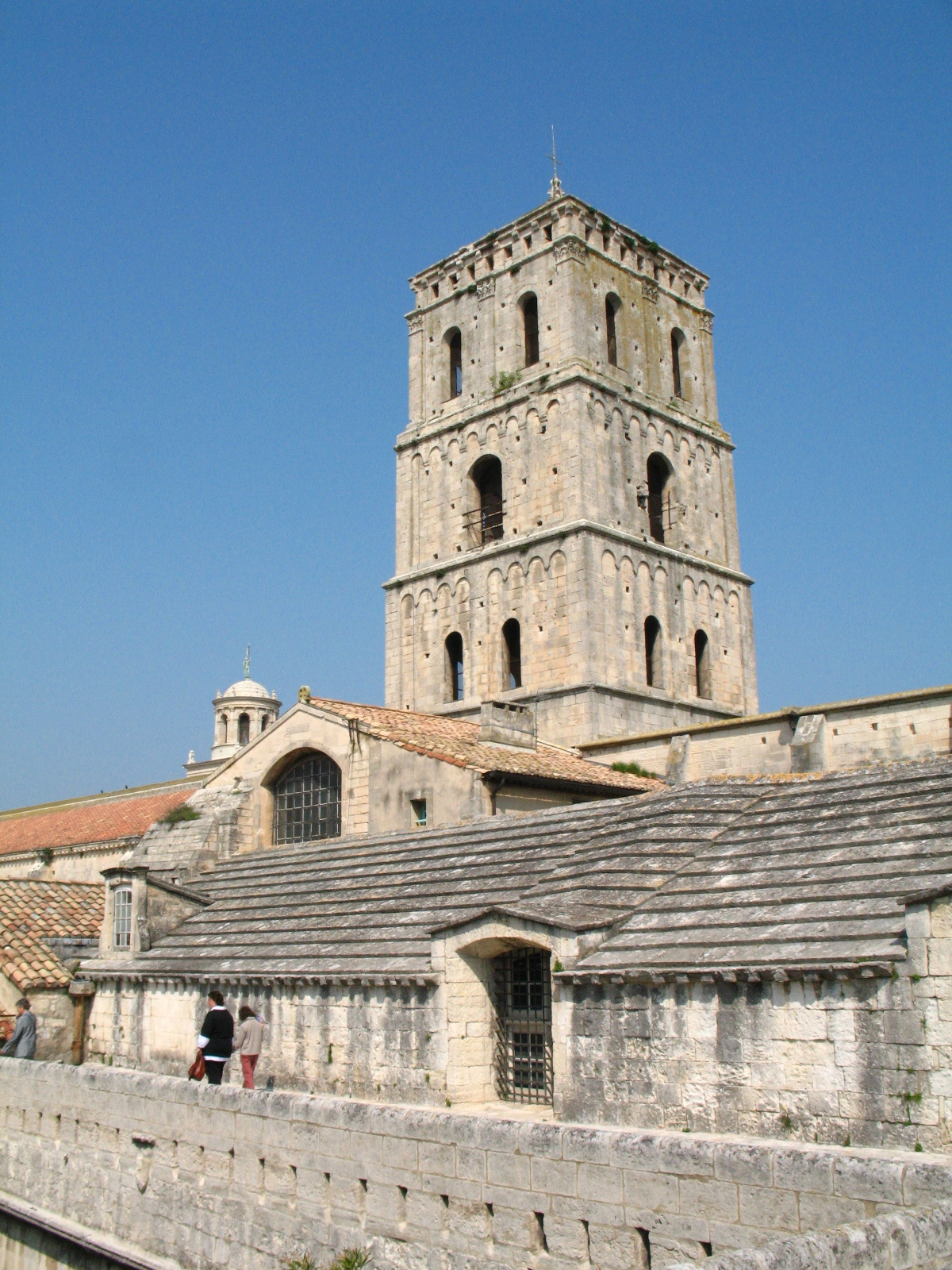
Cathédrale Saint-Trophime : le clocher roman.

Le transept, partie la plus ancienne, est réalisé en appareils grossiers, à joints épais, sans marque de tâcherons. À la croisée du transept s’élève une coupole surmontée d’un clocher roman, haut de 42 m et de section carrée. Cette tour comprend trois étages en retrait les uns sur les autres et un quatrième étage très court. Les deux premiers étages sont ornés de bandes lombardes, le troisième de pilastres à chapiteaux corinthiens. Ce clocher ressemble à ceux de Moustiers-Sainte-Marie et de Castellane.

#### La nef et ses bas-côtés
La nef centrale mesure 40 m de long, 15 m de large et 20 m de haut. Elle est divisée en cinq travées. Cette nef se caractérise par des appareils sur lesquels sont gravées de nombreuses marques de tâcherons. Elle est couverte d’une voûte en berceau brisé dont l’insertion sur les murs latéraux est décorée d’une imposte ornée de feuilles d'acanthe. Cette voûte repose sur des doubleaux à ressaut dont les piédroits sont décorés de colonnettes cannelées ou torses, terminés par des chapiteaux corinthiens. Le chantier de la nef s’effectue durant le second quart du XIIe siècle, époque où plusieurs églises sont édifiées ou réédifiées. Il faut faire abstraction des anciennes hypothèses qui ont voulu identifier à tort les murs d’un édifice antérieur réutilisé dans la nef, la façade et la sacristie à partir d’une interprétation erronée des maçonneries.
La nef est éclairée par des fenêtres hautes ouvertes au-dessus des grandes arcades qui la font communiquer avec les bas-côtés.

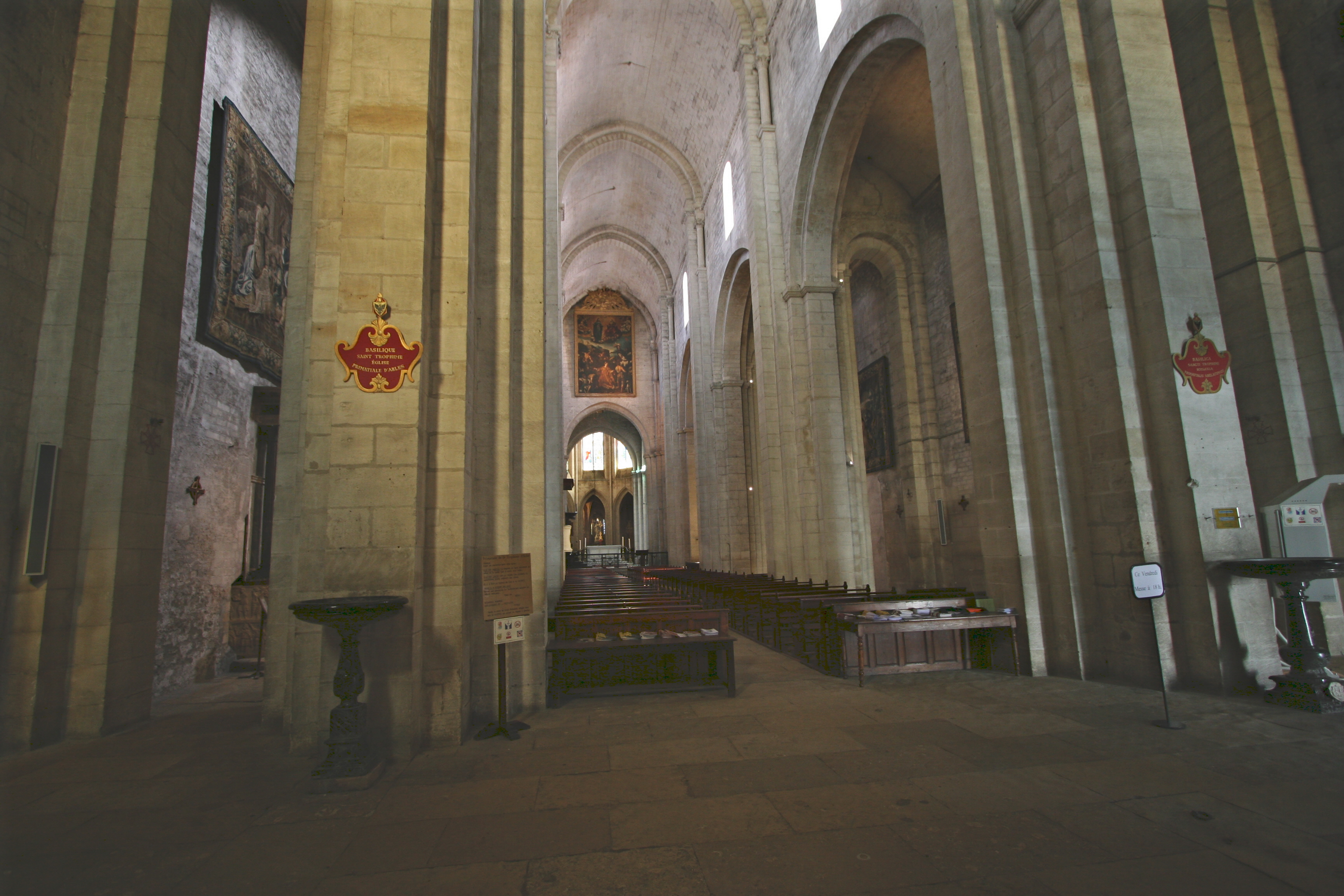
Cathédrale Saint-Trophime : nef et collatéral romans.
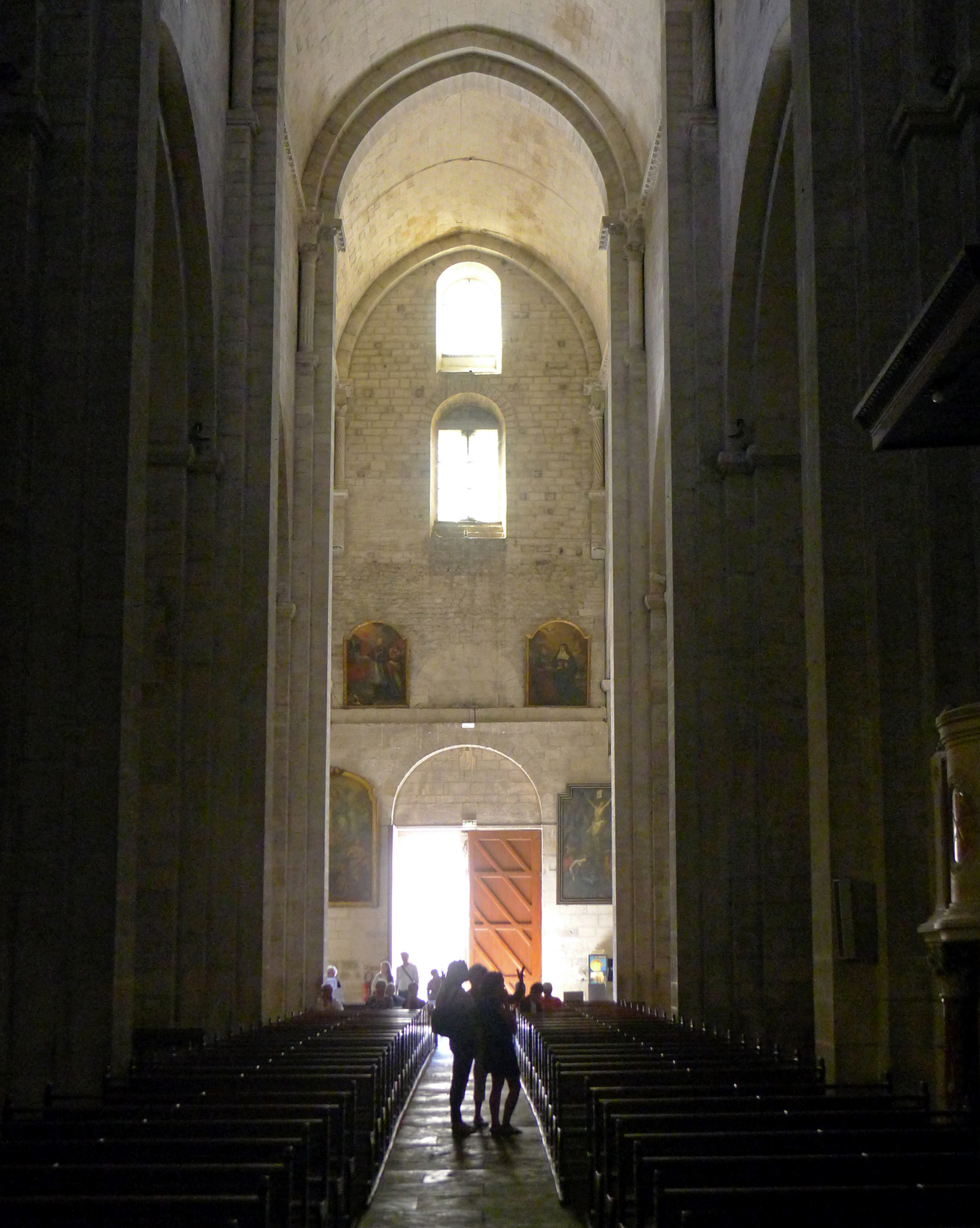
Nef.
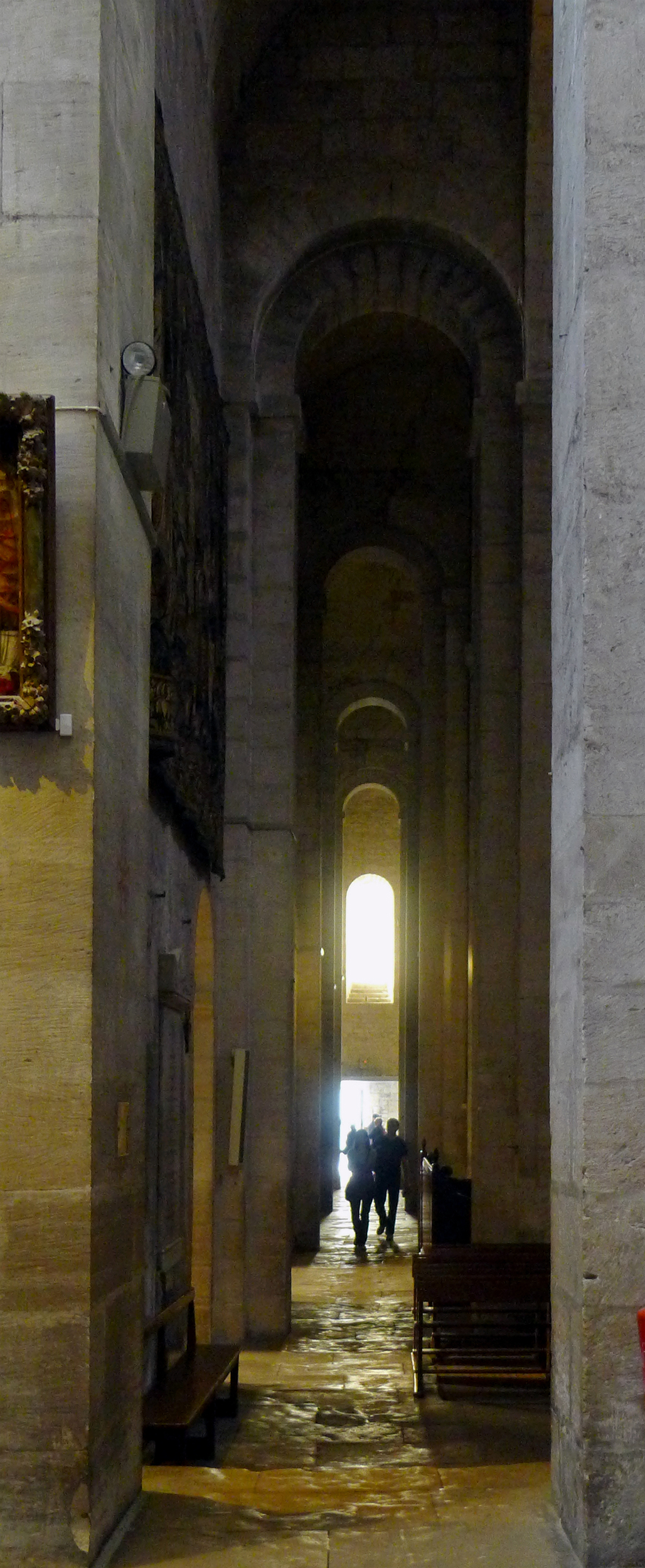
Collatéral.

En 1835 sont découverts, sous les deux premières travées de la nef, des vestiges consistant en trois espaces parallèles d’axe est-ouest, voûtés en berceaux, communicant entre eux. Cet ensemble rectangulaire de 15 m de long et 9 m de large a fait l’objet d’interprétations diverses : vestiges de l’église primitive, substruction d’un monument du Bas-Empire. Pour Marc Heijmans la meilleure hypothèse serait celle d’un entrepôt datant de la fin de l’Antiquité ou du début du haut Moyen Âge.
De même, des fouilles de 1870 ont mis au jour quelques vestiges d’une crypte dont les rares observations ont été consignées par Revoil. Cette crypte débutait au début de la quatrième travée et se prolongeait jusqu’au carré du transept, voire sous l'abside. Au même niveau que celui de l’ancienne nef (bien plus bas que le niveau actuel) qu’elle prolongeait, elle supportait le chœur et les absides auxquels on accédait par un escalier de 18 marches (environ 4 m). D’après l’historien Jacques Thirion, cette crypte, probablement d’origine carolingienne, aurait été l’élément structurant de la reconstruction générale de la seconde église romane au XIIe siècle. Quoi qu’il en soit, elle fut détruite au milieu du XVe siècle, lors de la reconstruction du chœur gothique dont elle bouchait la perspective.

### Époque gothique
La décision de reconstruire le chœur roman a peut-être été prise sous l'archiépiscopat de Louis Aleman (1423-1450), mais la réalisation effective des travaux ne se fera qu’après sa mort, car les pèlerinages dus aux miracles qui se seraient produits sur sa tombe nécessitèrent la transformation de l’église. L’abside et le chœur romans sont détruits pour faire place à un très vaste chœur gothique avec déambulatoire pour permettre la circulation des pèlerins et chapelles rayonnantes.
Le chœur gothique commencé en 1454 par le cardinal archevêque Pierre de Foix est terminé en 1464. Il comprend deux travées droites, une abside à cinq pans et un déambulatoire ouvrant sur huit chapelles dont cinq latérales (trois au nord et deux au sud) et trois rayonnantes, ces dernières à cinq pans.

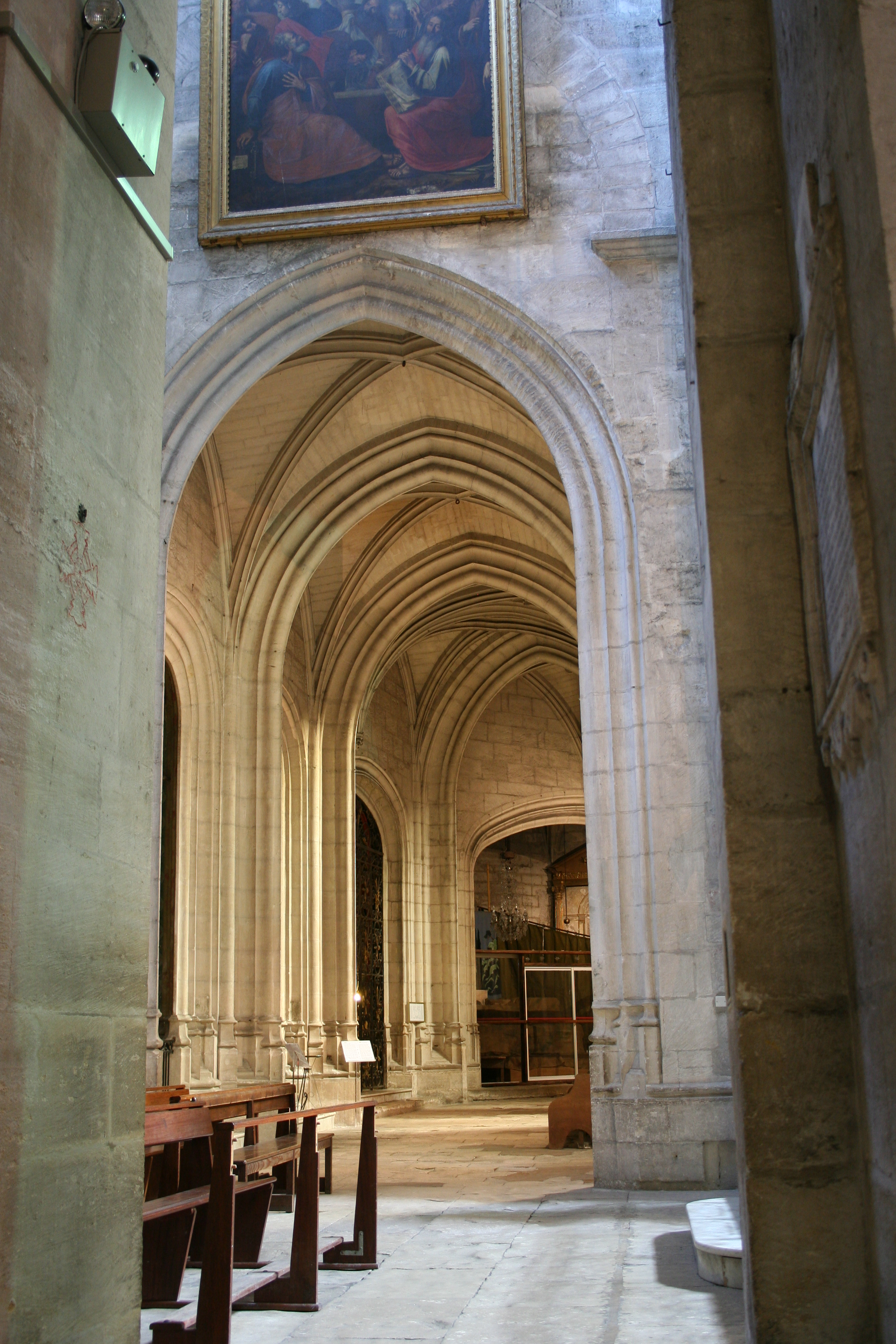
Déambulatoire.
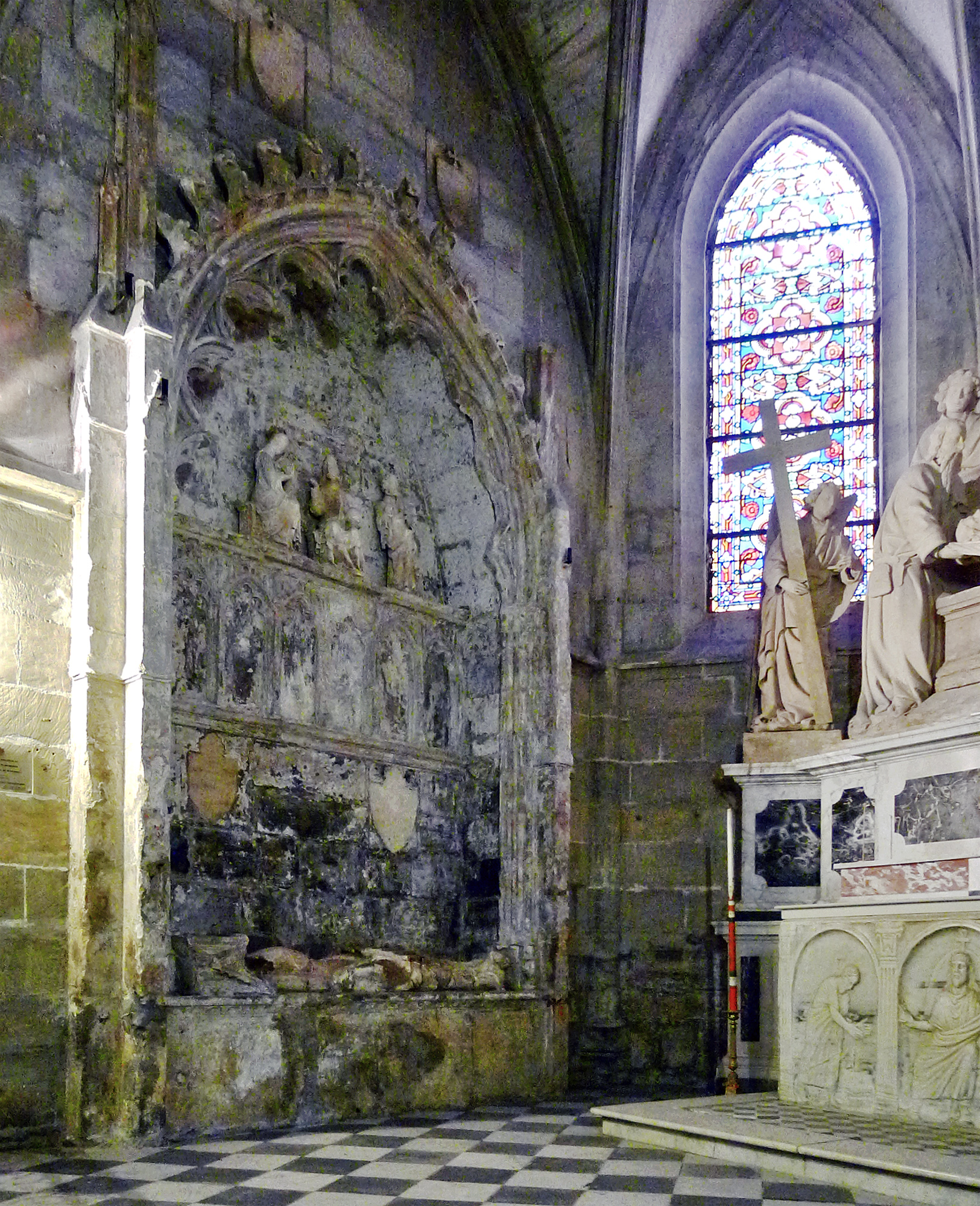
Une des chapelles gothiques, la chapelle du Saint-Sépulcre.

Au XIVe siècle une petite chapelle dédiée à saint André, aujourd’hui chapelle des âmes du purgatoire, est ajoutée au bas-côté nord contre la quatrième travée. De même au XVe siècle une autre chapelle dédiée à saint Pierre, aujourd’hui à saint Antoine de Padoue, est construite contre la troisième travée au nord. En 1620 la chapelle des rois comprenant deux travées couvertes de voûtes d’ogives avec liernes et tiercerons est ajoutée au sud, à hauteur de la quatrième et cinquième travée de la nef, par l'archevêque Gaspard du Laurens qui finança également sa décoration.

## Le mobilier
Bien que le mobilier d’origine de Saint-Trophime ait été en grande partie dispersé à la Révolution, des pièces sont présentées dans cette église ; en effet, à la suite de la restauration effectuée au XIXe siècle sous l'égide d'Henri-Antoine Révoil et Auguste Véran, l’église est décorée par des œuvres provenant de différentes églises, tant paroissiales que conventuelles, supprimées à la Révolution.

### Tapisseries d’Aubusson
Des tapisseries d’Aubusson du XVIIe siècle au décor d'inspiration flamande, classées au titre objet par les Monuments Historiques depuis le 6 juin 1902 et illustrant le cycle des Scènes de la vie de la Vierge Marie, sont exposées sur les murs nord et sud de la nef. Du côté droit en se dirigeant vers le chœur on trouve successivement une tapisserie composée qui représente à gauche l'Immaculée Conception et à droite le Couronnement, puis la Dormition, la Déploration du Christ ou Stabat Mater, les Noces de Cana et enfin Jésus au milieu des docteurs de la Loi. Du côté gauche sont placées l’Annonciation et la Visitation, la Nativité, l’Adoration des rois mages et la Présentation au temple.
Une dixième tapisserie de ce cycle représentant la naissance de la Vierge est placée dans la salle capitulaire du cloître attenant.

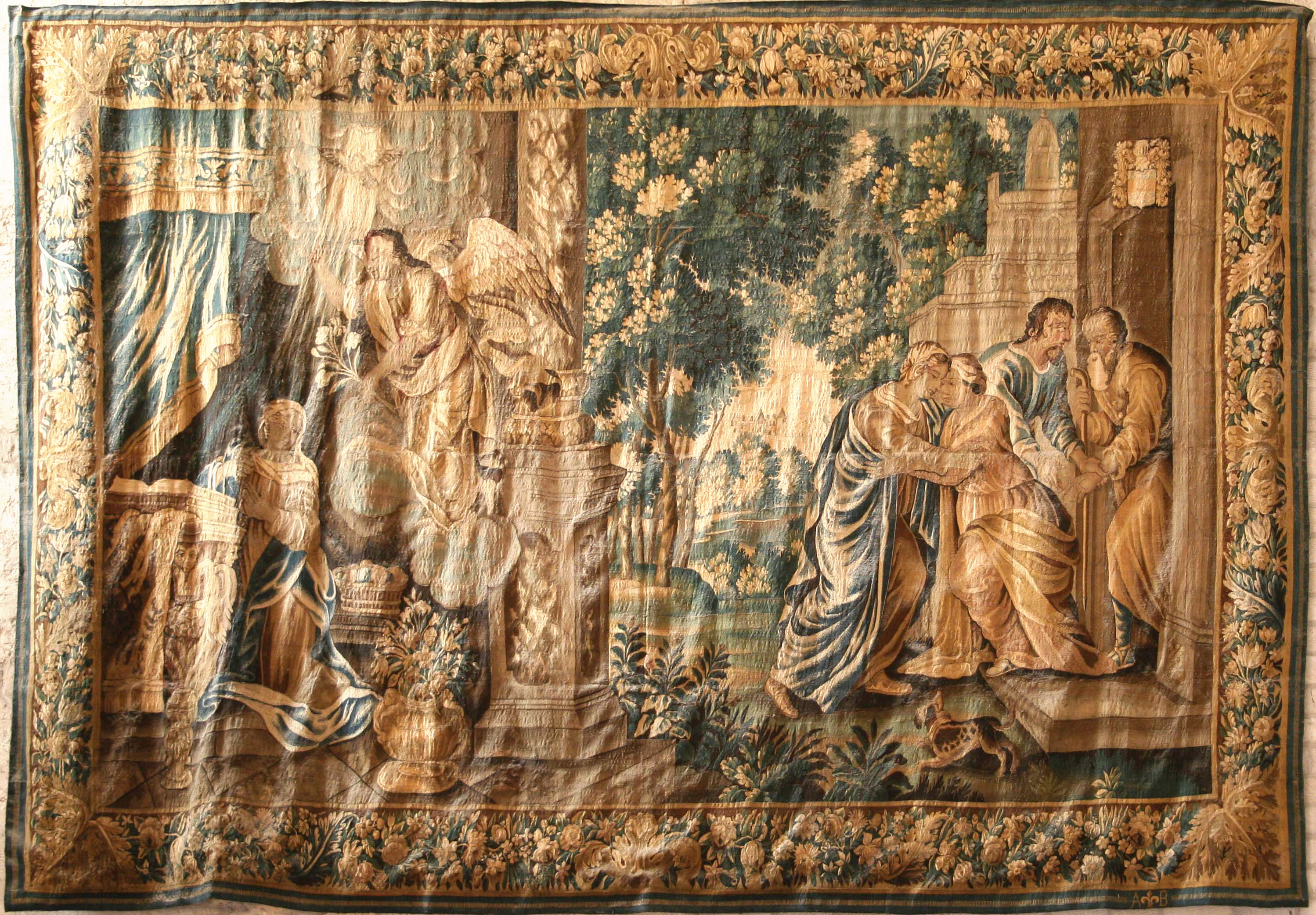
Annonciation et Visitation.
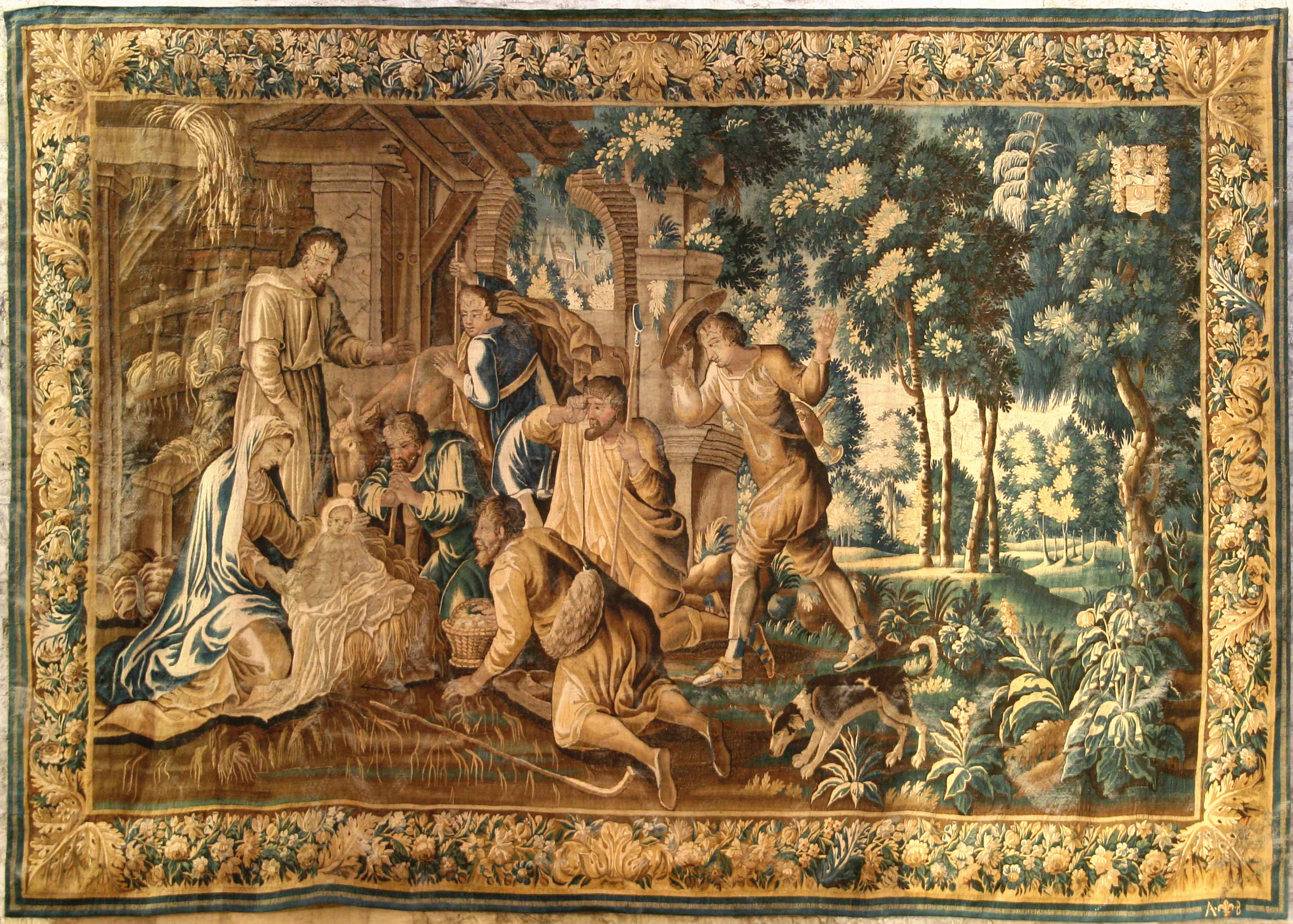
La Nativité avec les bergers.
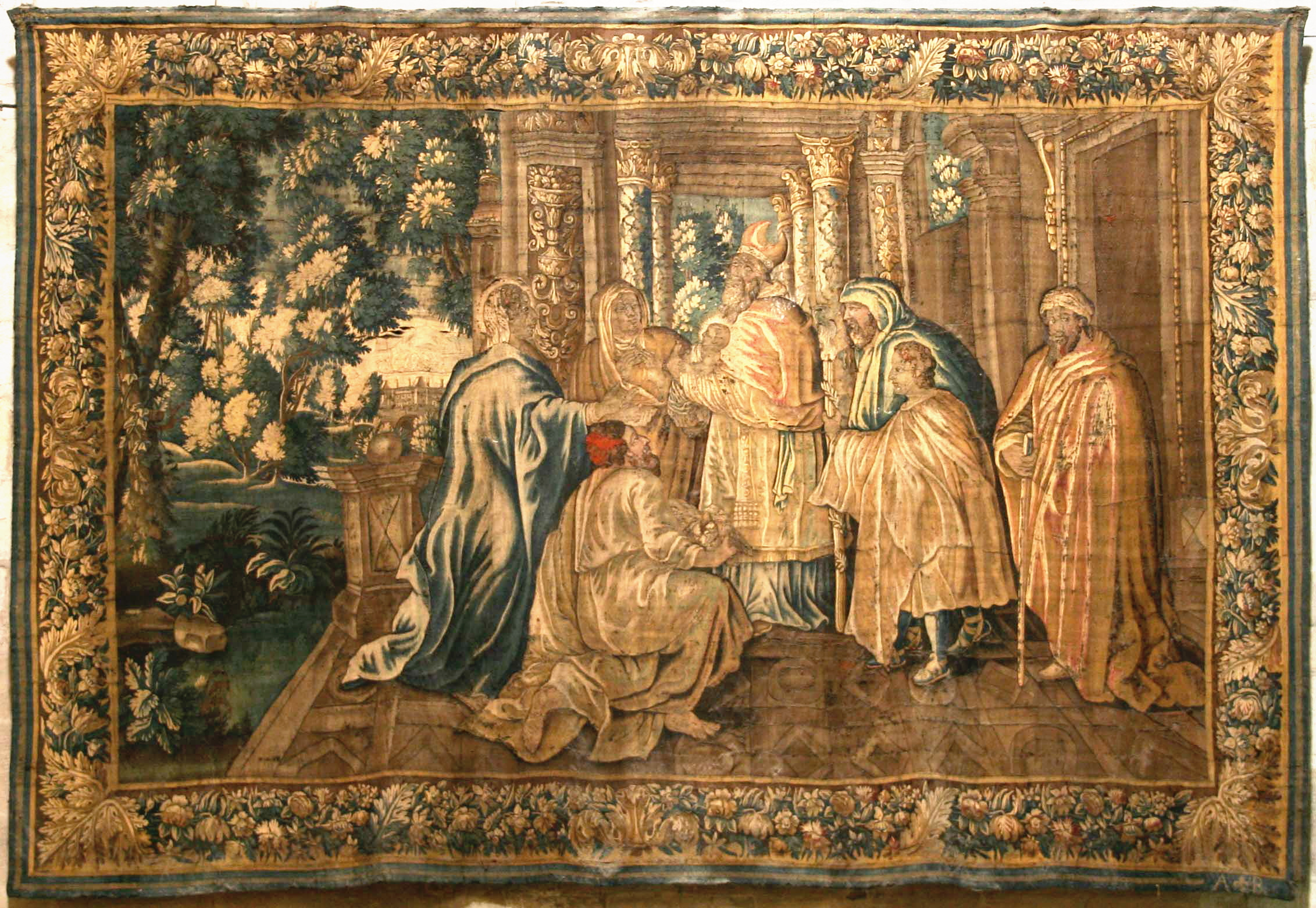
La Présentation de Jésus au Temple.
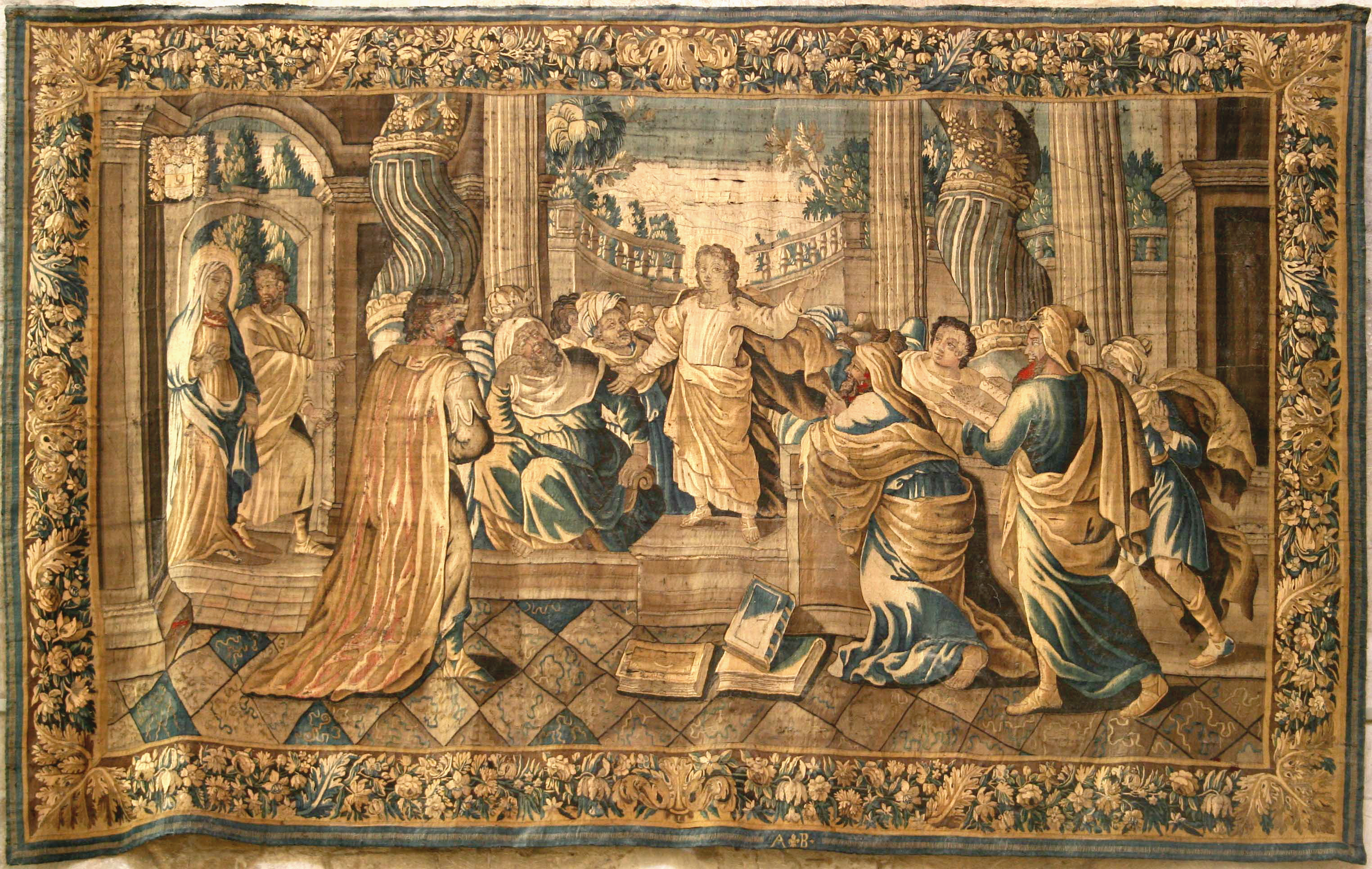
Jésus au milieu des docteurs de la Loi.
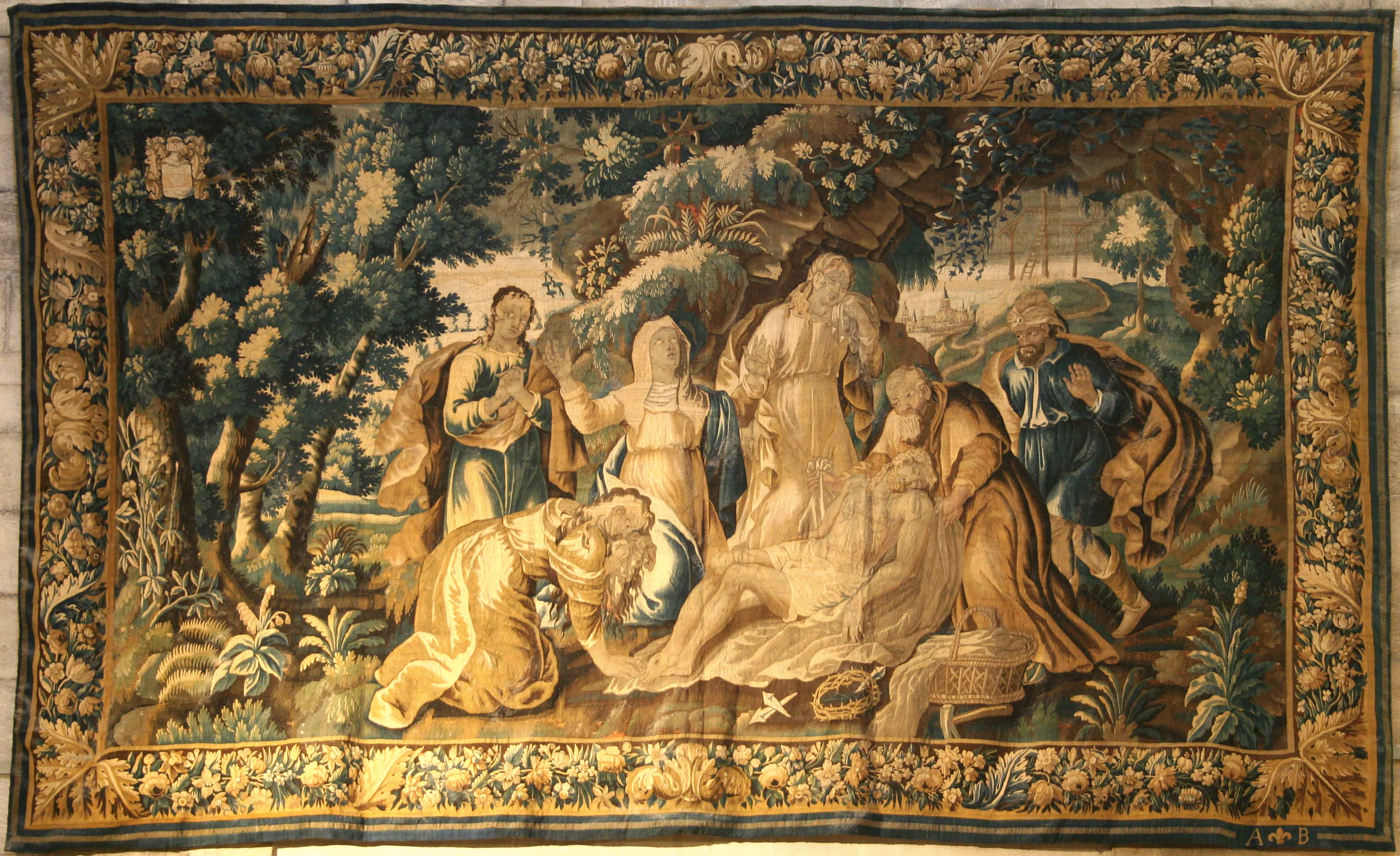
La Déploration ou Stabat Mater.

### Tableaux
L'édifice est orné de nombreux tableaux, dont trois toiles peintes en 1614 par Louis Finson (ou Ludovicus Finsonius), peintre flamand de passage en Provence au XVIIe siècle: 
- La première représente la Lapidation de Saint Étienne et se trouve sur l’arc triomphal séparant la nef du chœur. Cette œuvre, restaurée en 1877, comporte deux parties. Au sommet Dieu le père est représenté vêtu d’une robe pourpre, assis sur un nuage avec auprès de lui Jésus-Christ, la Vierge et deux groupes d’anges. En bas saint Étienne est à genoux au milieu de ses bourreaux ; une femme en bas à droite du tableau apporte des pierres dans son tablier[21]. Elle est classée au titre objet par les Monuments Historiques depuis le 6 juin 1902[22].
- La deuxième se trouve dans le retable de la chapelle des Rois, ainsi appelée car cette peinture représente l'Adoration des Rois Mages. Elle a été commandée par l’archevêque Gaspard du Laurens pour être placée dans cette chapelle qu’il venait de faire construire. L’archevêque prêterait ses traits au roi Gaspard, le plus proche de la Vierge, avec sur sa poitrine les armoiries de sa famille[23]. Le tableau est inspiré de l’évangile selon saint Mathieu[24] et rappelle que le Christ est venu pour toutes les nations. Pour André Villard ce tableau a des reflets véritables de l'éclat de Rubens[25]. Il est classé au titre objet par les Monuments historiques depuis le 6 juin 1902[26].
- Enfin le troisième tableau, placé à l’ouest du transept nord, représente l’Annonciation ou, selon l'abbé Louis Paulet, la Salutation Angélique[27] ; il est classé au titre objet par les Monuments historiques depuis le 6 juin 1902[28].

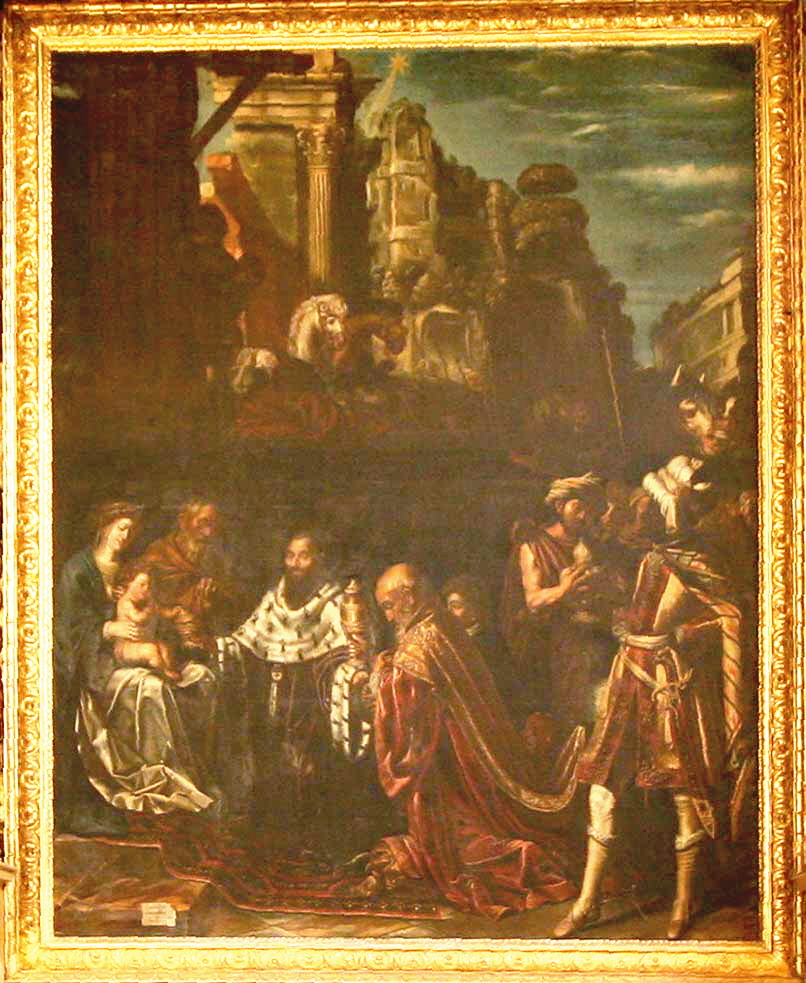
Adoration des rois mages.
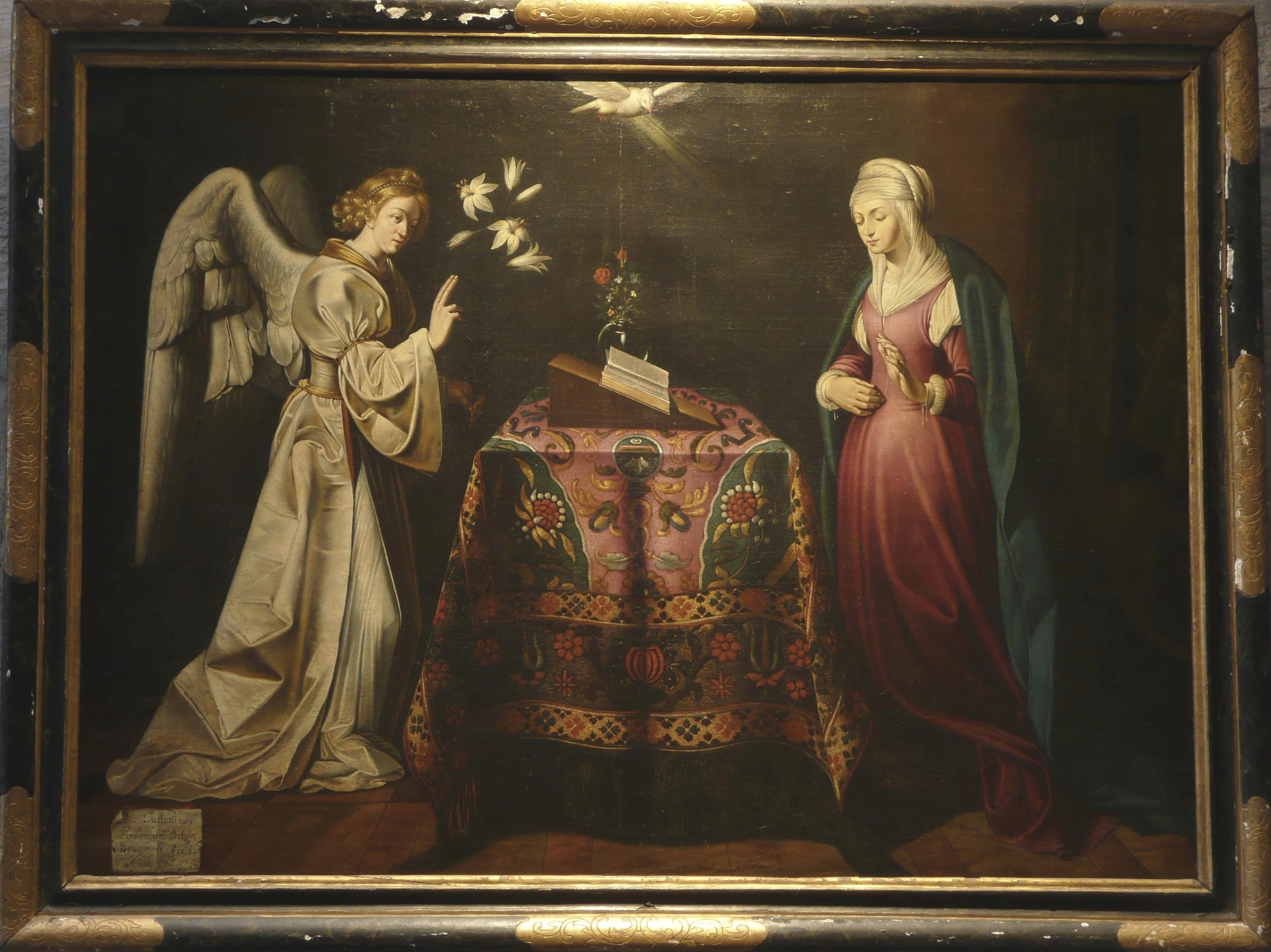
Annonciation.
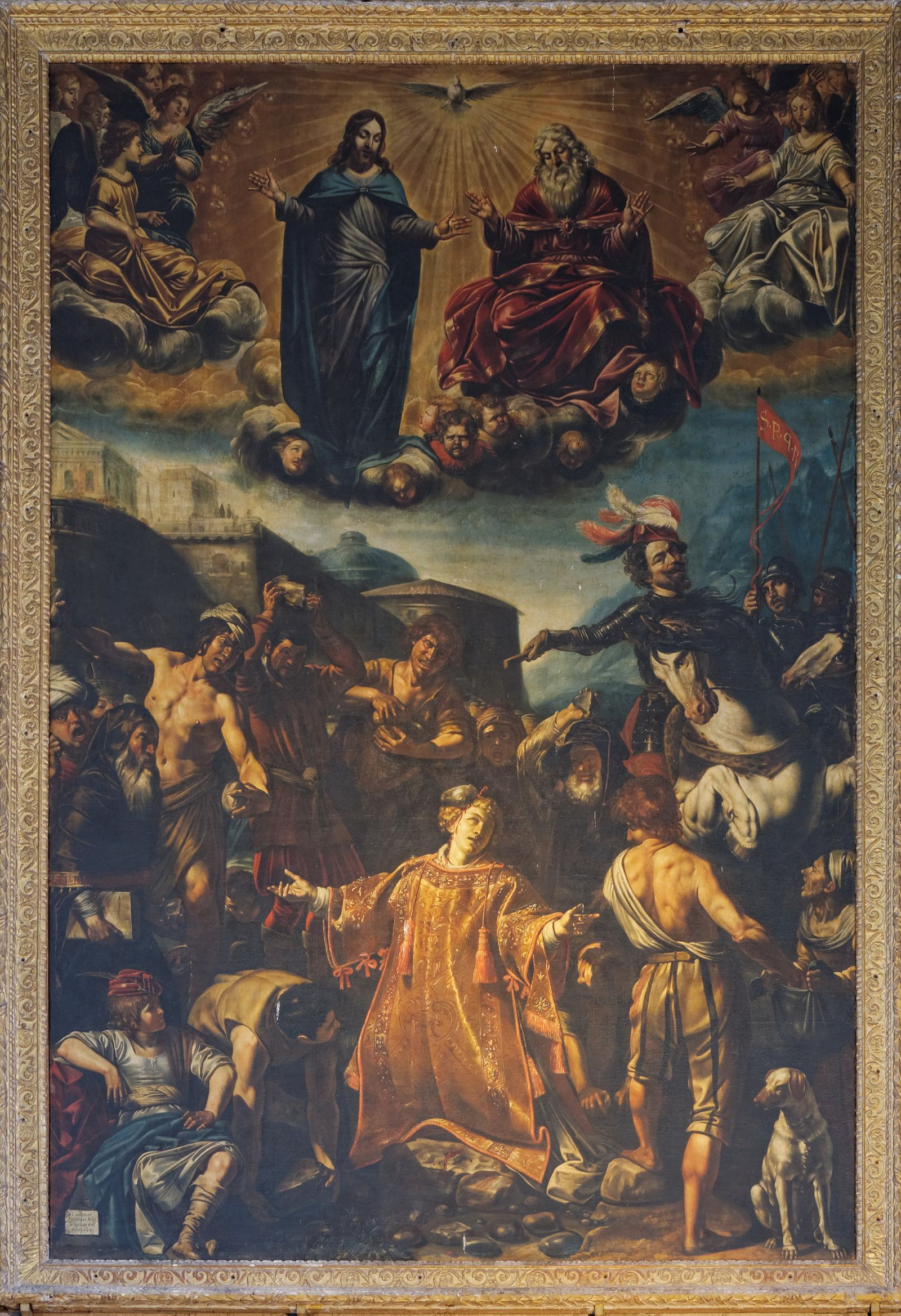
Lapidation de saint Étienne.

Dans le collatéral sud se trouve un tableau montrant saint Trophime devant Arles, du XIXe siècle, et attribué par l’abbé Louis Paulet au peintre Jean Baptiste Marie Fouque. Il est classé au titre objet par les Monuments historiques depuis le 10 juin 1998.
Dans le croisillon sud, côté ouest, une peinture sur bois exécutée à la fin du XVIe siècle par un artiste anonyme représente probablement un concile provincial d’évêques placé sous le patronage de la Vierge Marie avec l’Enfant Jésus et de saint Étienne placés au centre pour juger l’évêque de Riez, le sixième à partir de la gauche, qui avait dilapidé l’argent de l’église. Ce panneau est classé au titre objet par les Monuments Historiques depuis le 6 juin 1902.
Toujours dans le croisillon sud, très haut placée côté est, est une Immaculée Conception du peintre avignonnais Philippe Sauvan (XVIIIe siècle). En pendant de ce dernier, on trouve dans le croisillon nord une Assomption par le peintre arlésien Trophime Bigot, signée et datée de 1635.

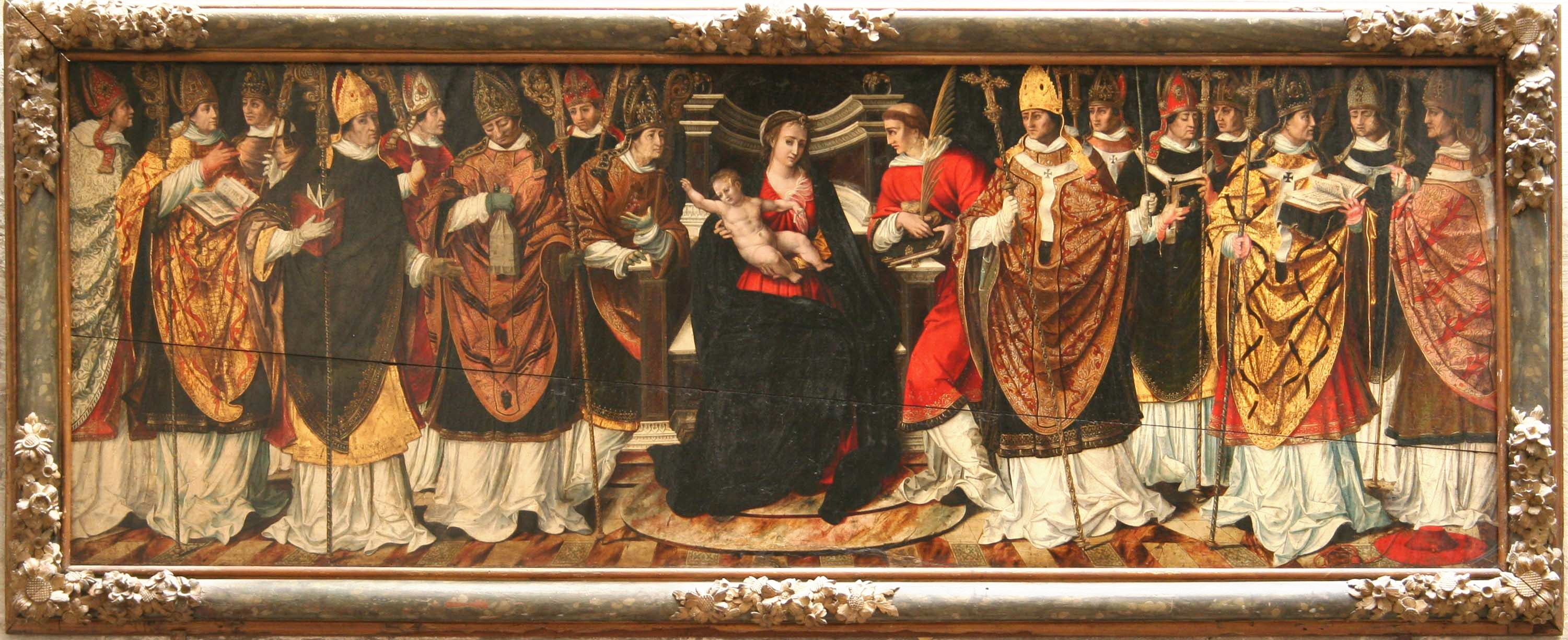
Concile provincial, panneau sur bois..
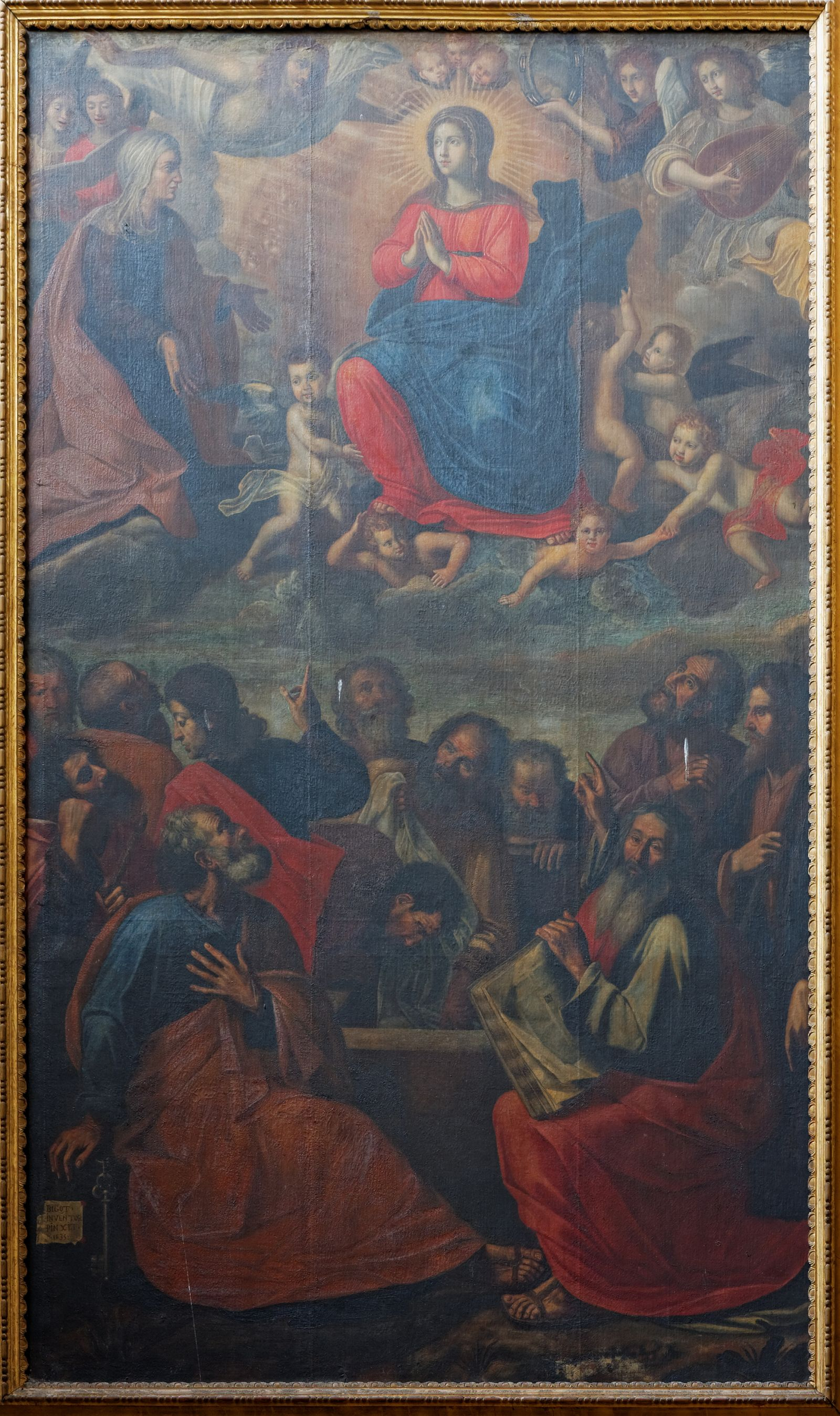
Assomption par Trophime Bigot..
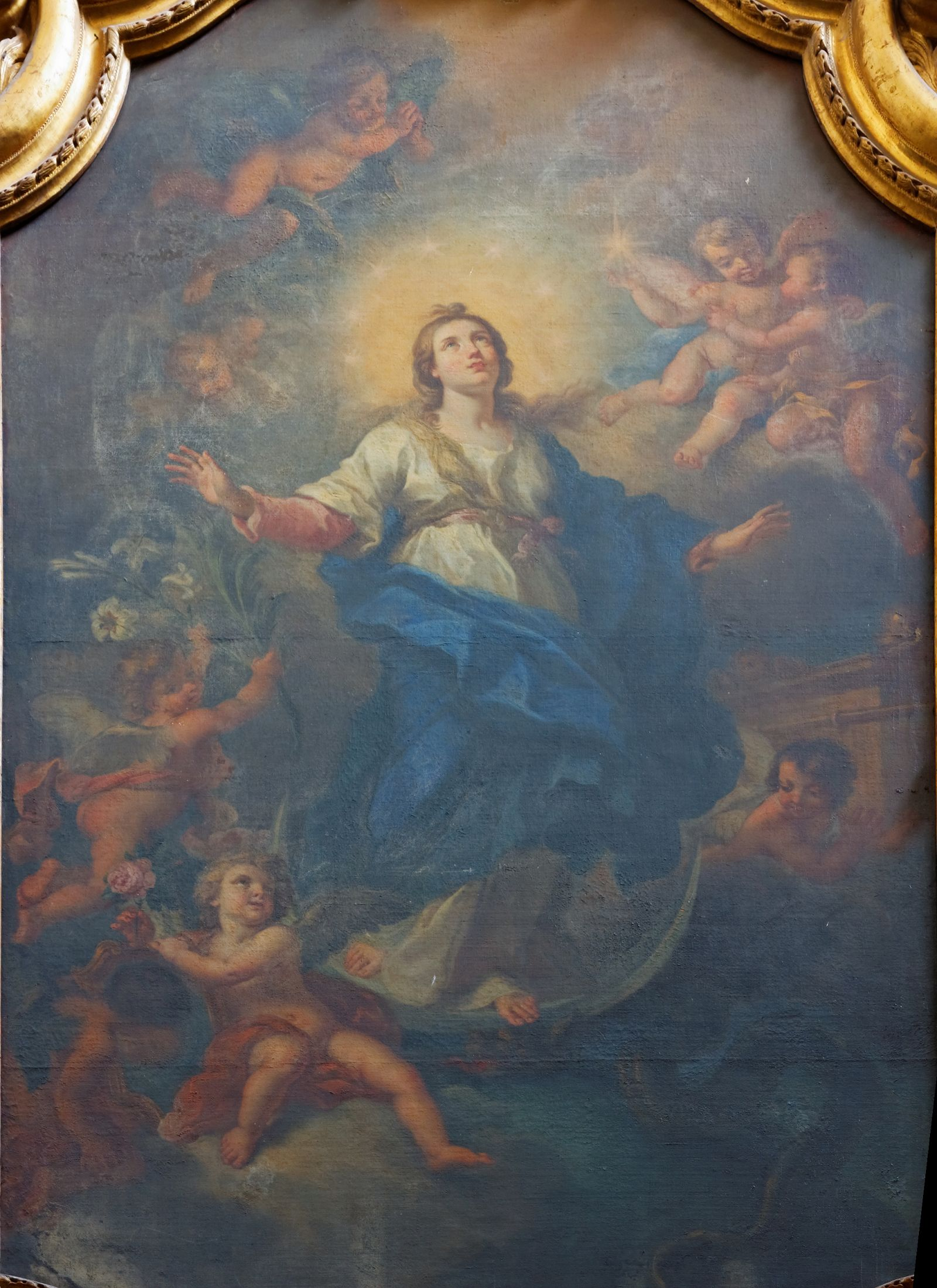
Immaculée Conception par Philippe Sauvan..

Les chapelles ouvrant sur le déambulatoire sont ornées de plusieurs tableaux du XVIIe siècle, tous anonymes :
- Franciscain faisant l'aumône, dans le goût de Pierre Parrocel,
- La lapidation de saint Étienne,
- Le baptême de Clovis (?),
- La Transfiguration, copie du thème central du célèbre tableau de Raphaël.

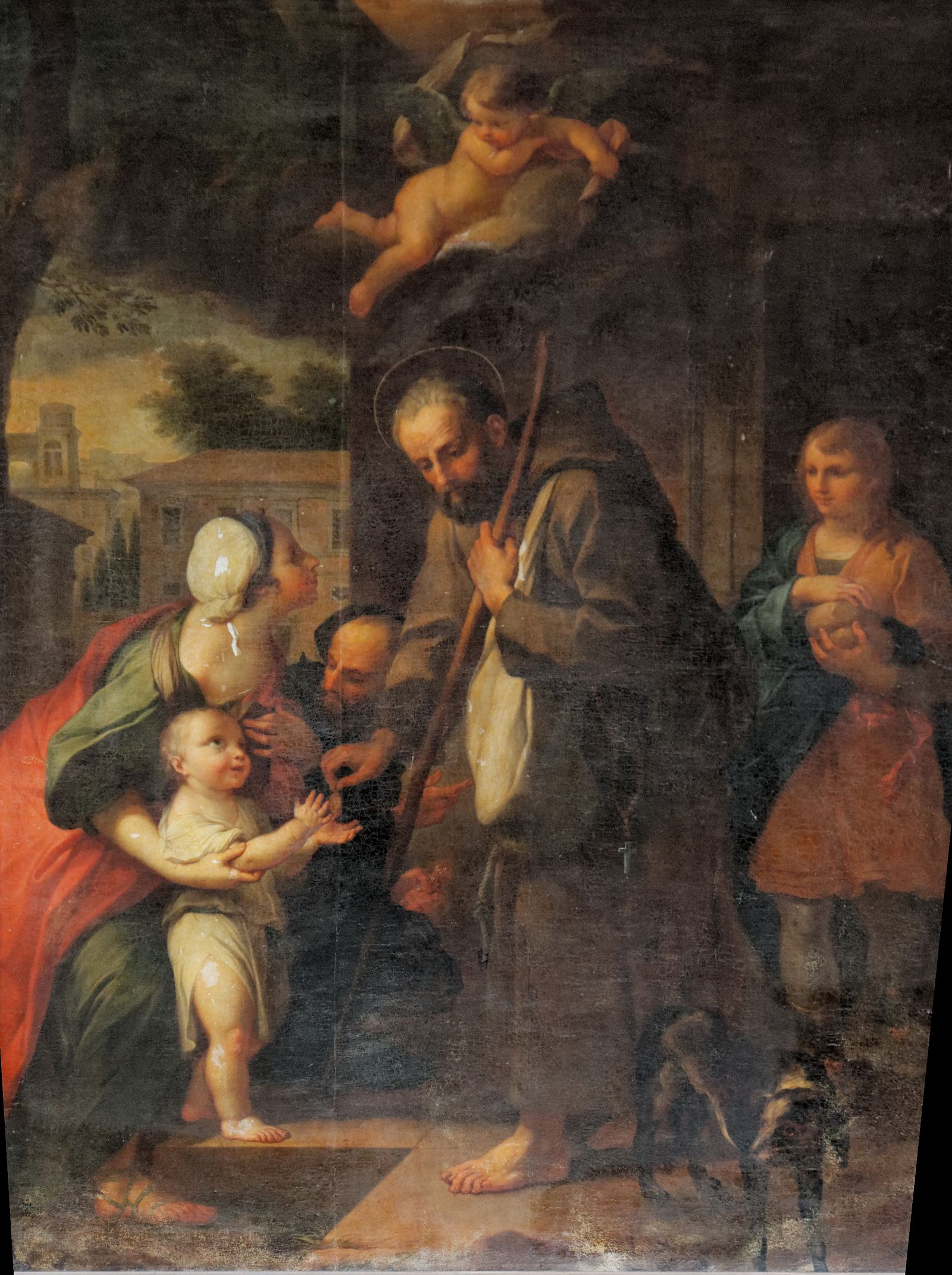
Saint Antoine faisant l'aumône.
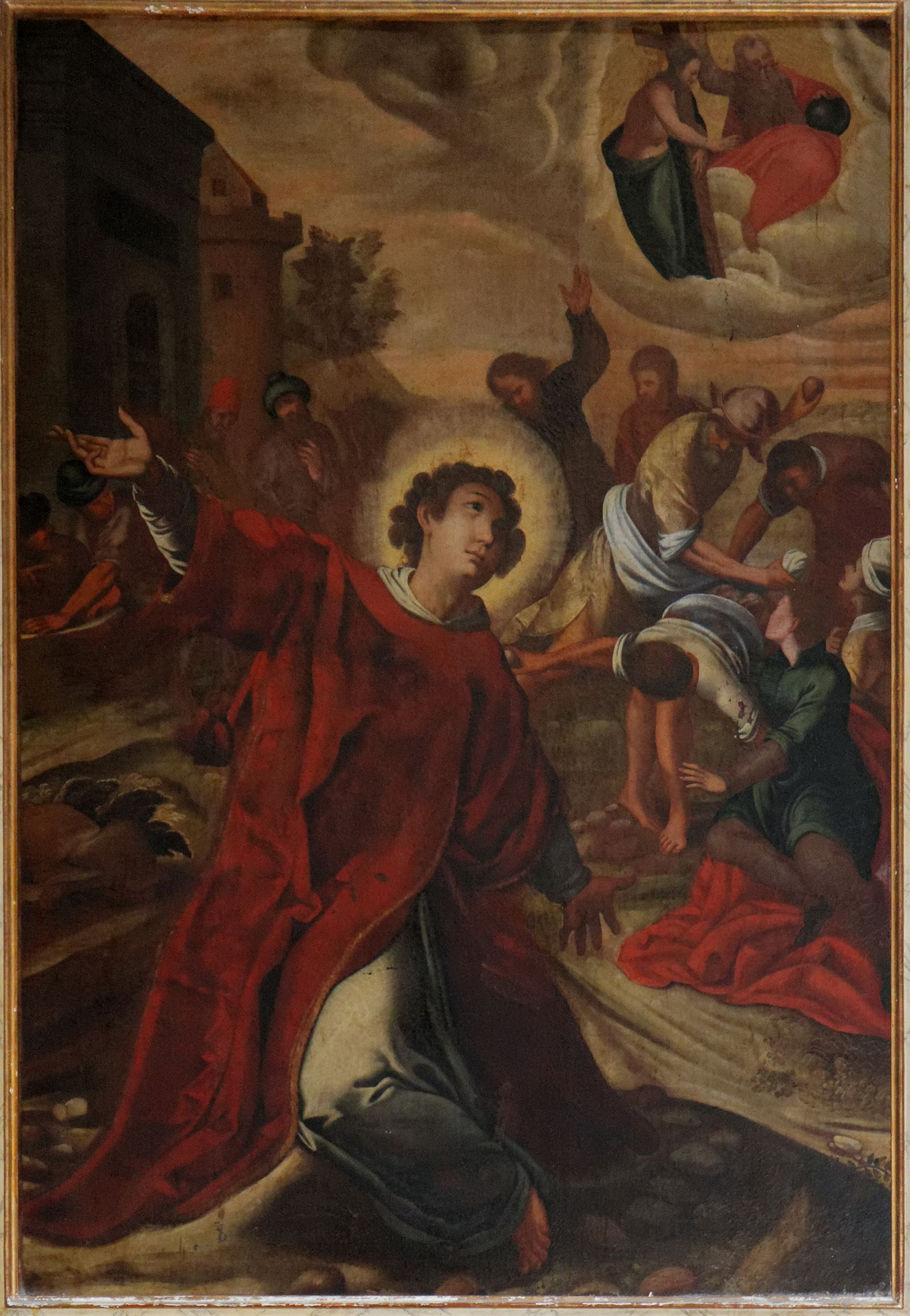
Lapidation de saint Étienne.
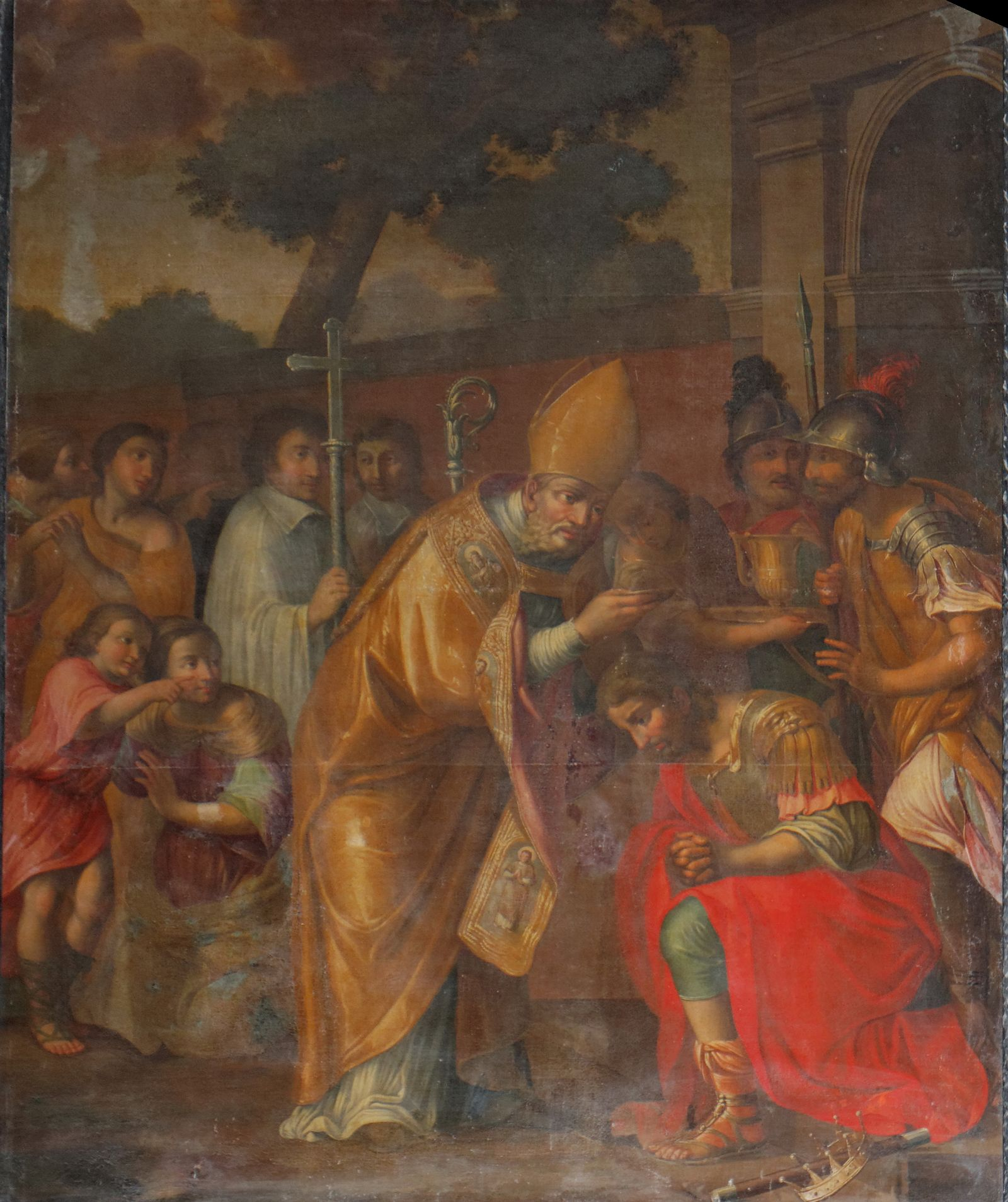
Le baptême de Clovis (?).
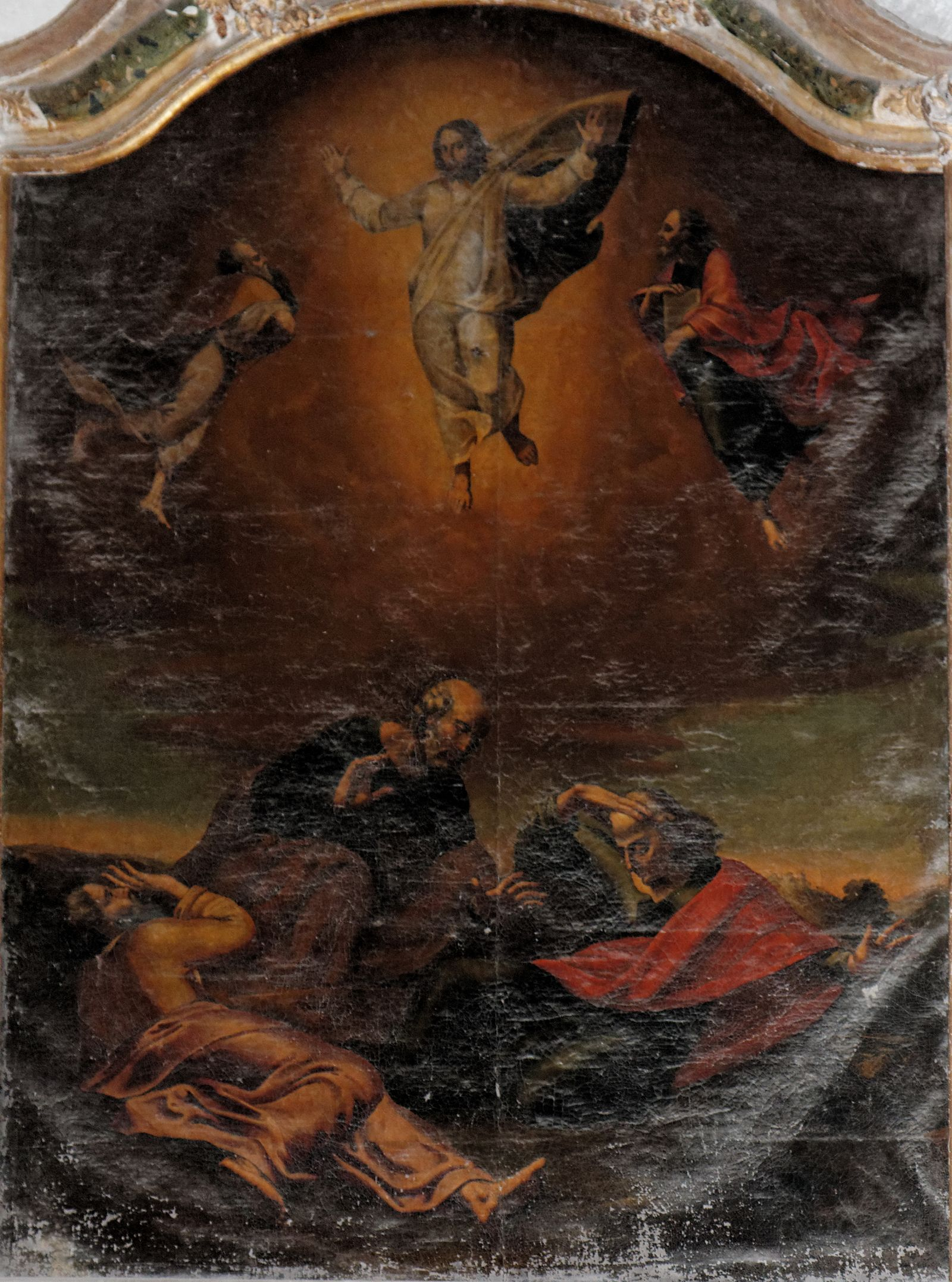
La Transfiguration, d'après Raphaël.

### Sarcophages paléochrétiens
Trois sarcophages paléochrétiens sont apportés dans l’église au XIXe siècle.
Le premier date du IVe siècle et a été encastré dans le mur latéral nord, à hauteur de la deuxième travée, où il servit autrefois  de fonts baptismaux. Il est composé de deux registres superposés décorés de sept arcades à frontons cintrés et triangulaires, ses faces latérales comportant également deux registres. Il est classé au titre objet par les Monuments historiques depuis le 4 juillet 1903.
Le deuxième sarcophage en marbre de Carrare datant également du IVe siècle est placé en 1832 dans la chapelle saint Genès, côté nord du transept. Il représente la Traversée de la mer Rouge par les Hébreux et est classé au titre objet par les Monuments historiques depuis le 4 juillet 1903. Au-dessus de ce sarcophage servant d’autel, se trouve un bas-relief en marbre représentant l’Assomption.
Le troisième sarcophage décore l’autel de la chapelle du Saint-Sépulcre où il a été apporté en 1804. C’est le sarcophage de Paulus Geminius (début Ve siècle), administrateur du Trésor des cinq provinces de Gaule, ayant exercé ses fonctions à Vienne puis à Arles lorsque y fut transférée vers 395 la préfecture du Prétoire. En marbre de Carrare, ce sarcophage a une composition unique à Arles : il est divisé en trois niches par des pilastres cannelés, dans celle du centre est représenté le Christ barbu avec au-dessus de sa tête une croix, dans celle de droite saint Pierre et celle de gauche saint Paul ; une autre interprétation est possible : le Christ serait entouré de deux représentations du défunt Geminius soumis à l’Évangile (à gauche) et à la Croix (à droite). Il est classé au titre objet par les Monuments historiques depuis le 24 juin 1964.

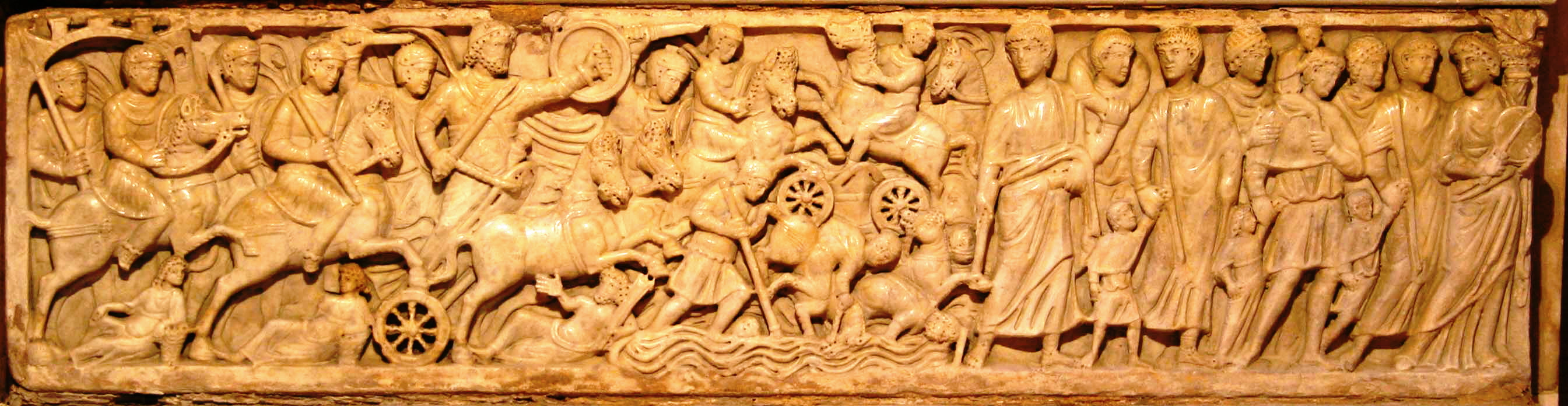
Sarcophage représentant la traversée de la mer rouge Chapelle Saint-Genès.
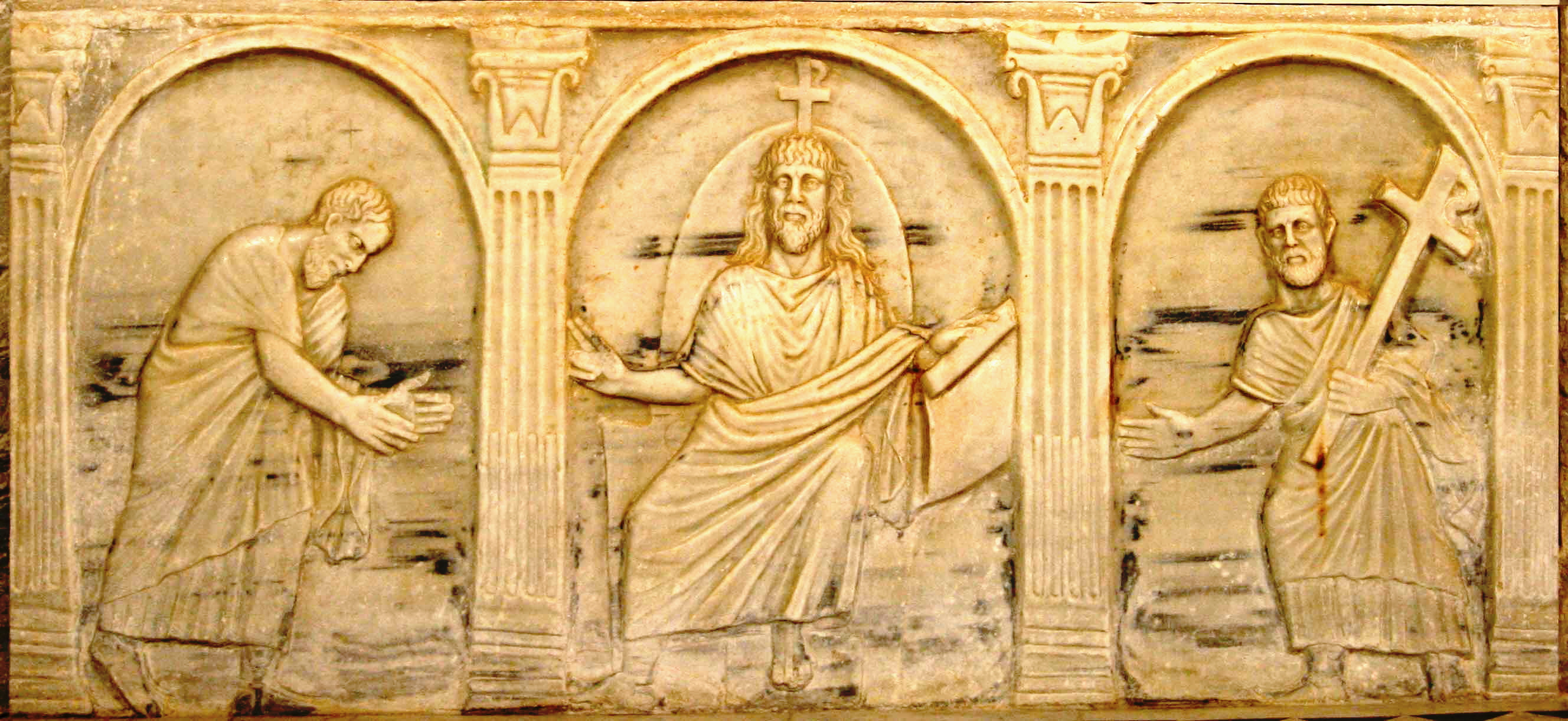
Sarcophage de Geminius Chapelle du Saint-Sépulcre.
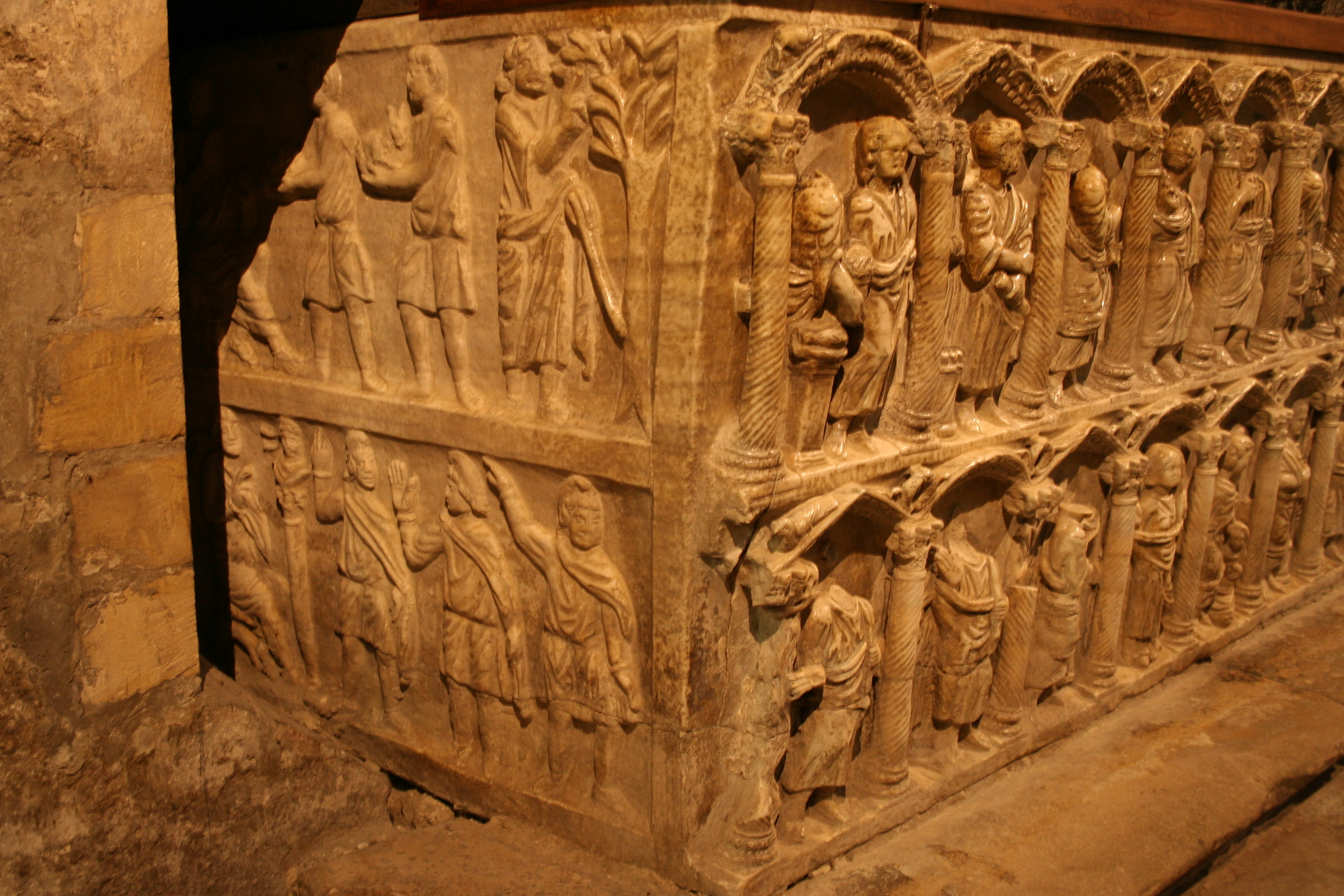
Sarcophage à deux registres Face latérale gauche.
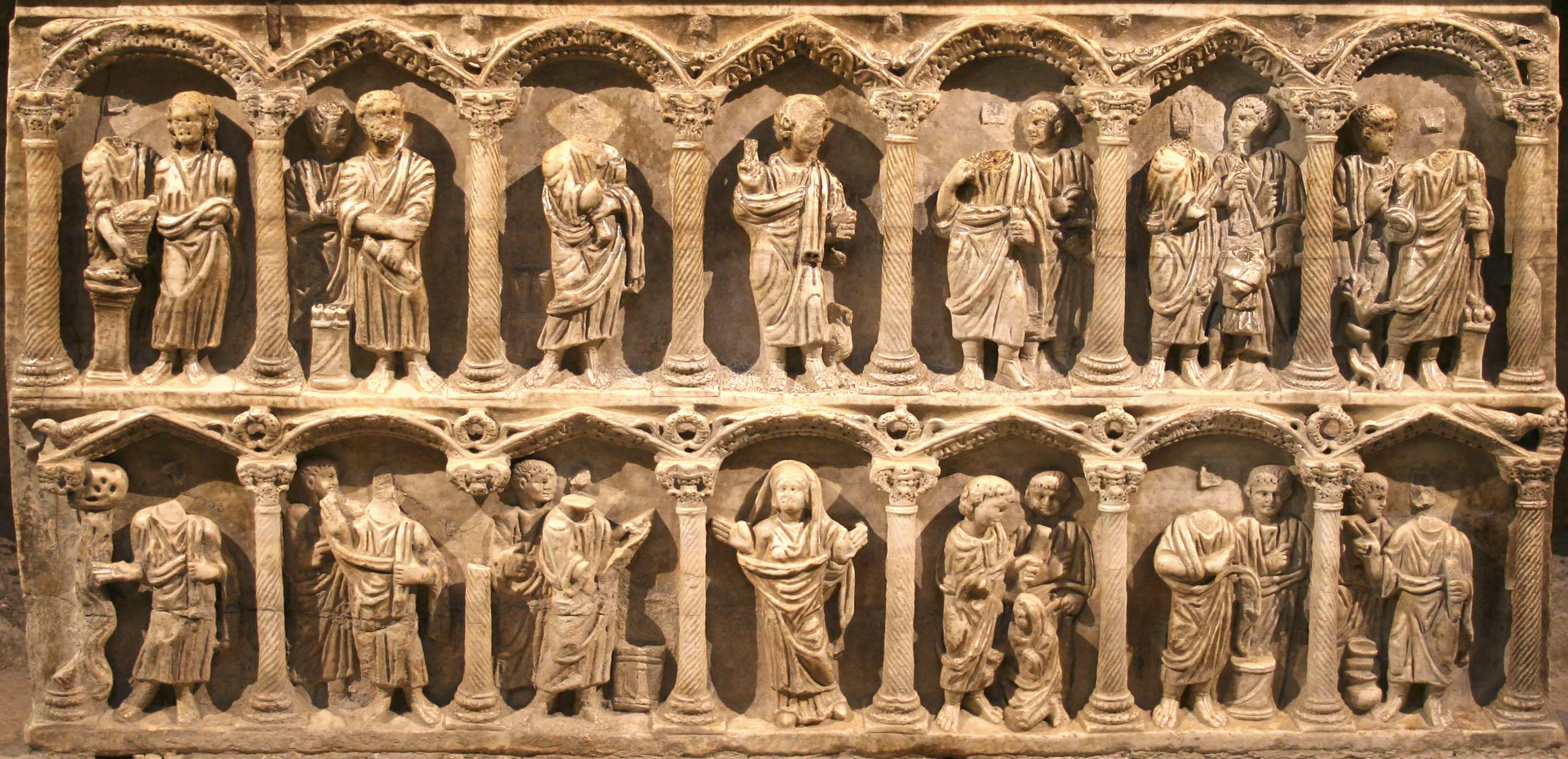
Sarcophage à deux registres Deuxième travée, mur nord.
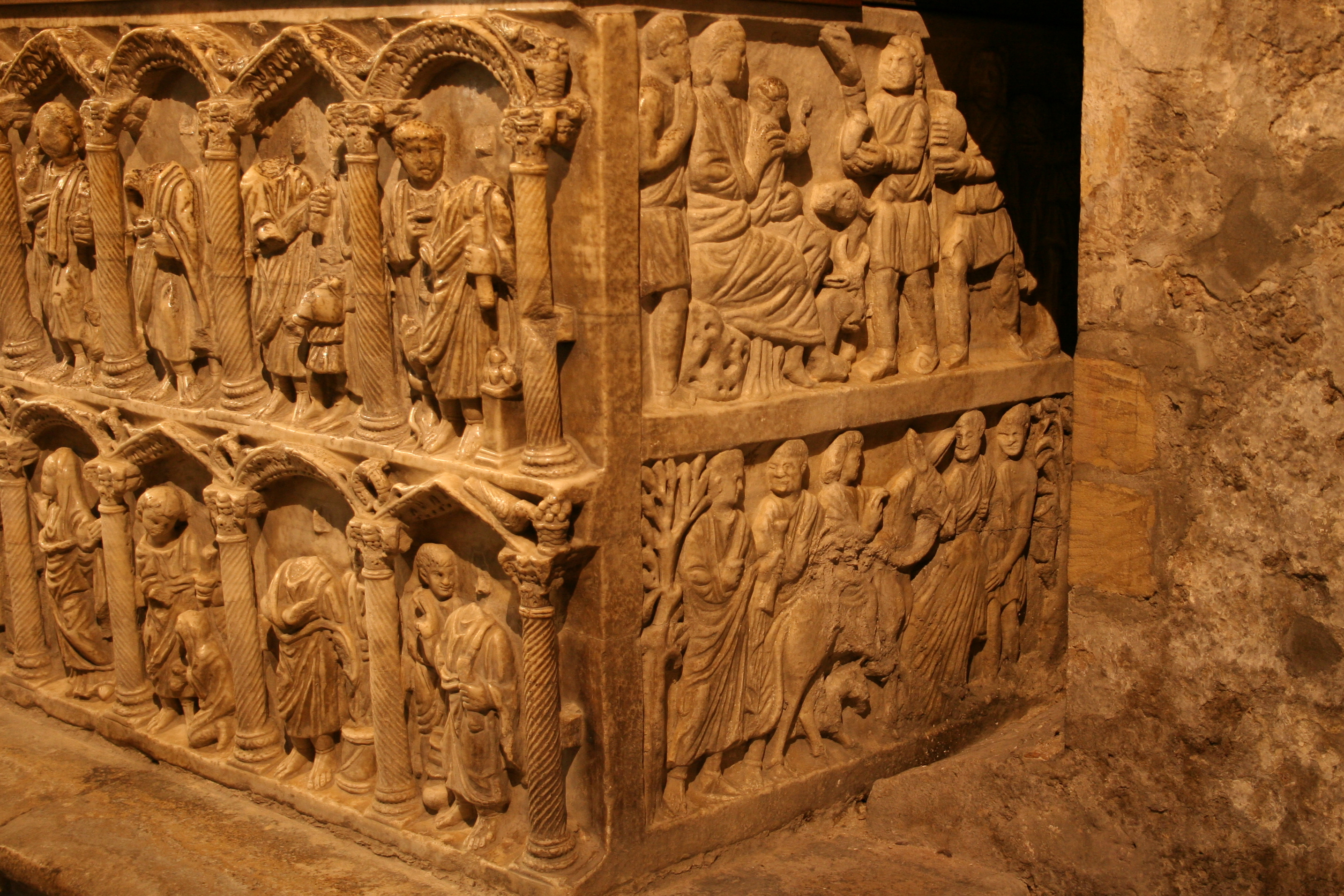
Sarcophage à deux registres Face latérale droite

### Sculptures

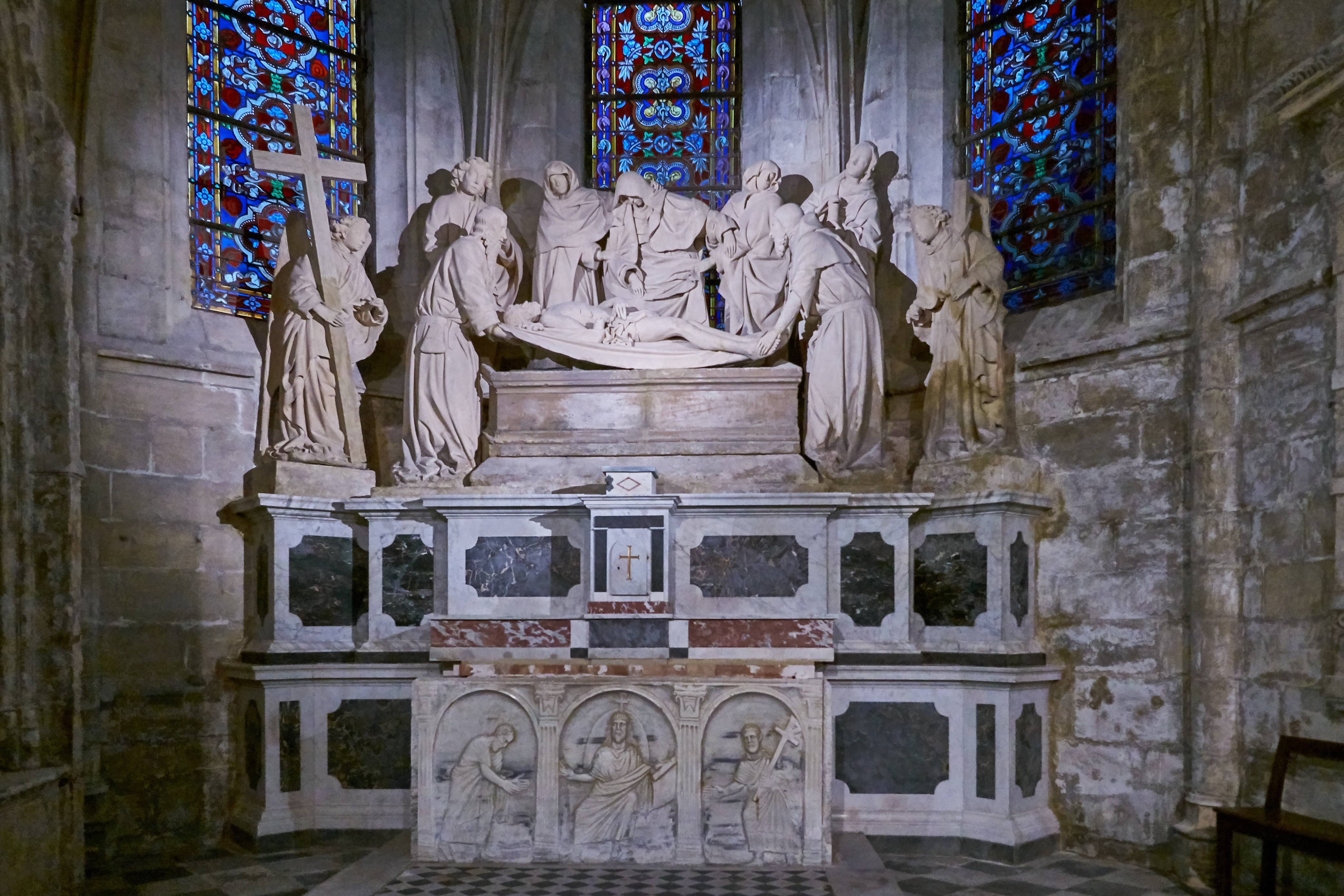
Mise au tombeau.

Dans la chapelle du Saint-Sépulcre se trouve, au-dessus du sarcophage de Geminius, un groupe sculpté dans la  pierre du XVIe siècle représentant la Mise au tombeau, provenant de l’église des frères prêcheurs (dominicains) et classé au titre immeuble par destination par les Monuments historiques dans la liste de 1840 . Il est composé de dix personnages : au premier plan, le cadavre du Christ étendu sur un linceul est entouré par Joseph d’Arimathie et Nicodème ; derrière eux la vierge Marie entourée de Marie Salomé et Marie épouse de Cléophas ; à droite sainte Marie Madeleine porte un vase à parfum et à gauche saint Jean tient la couronne d’épines ; deux anges portant les instruments de la passion encadrent le groupe.

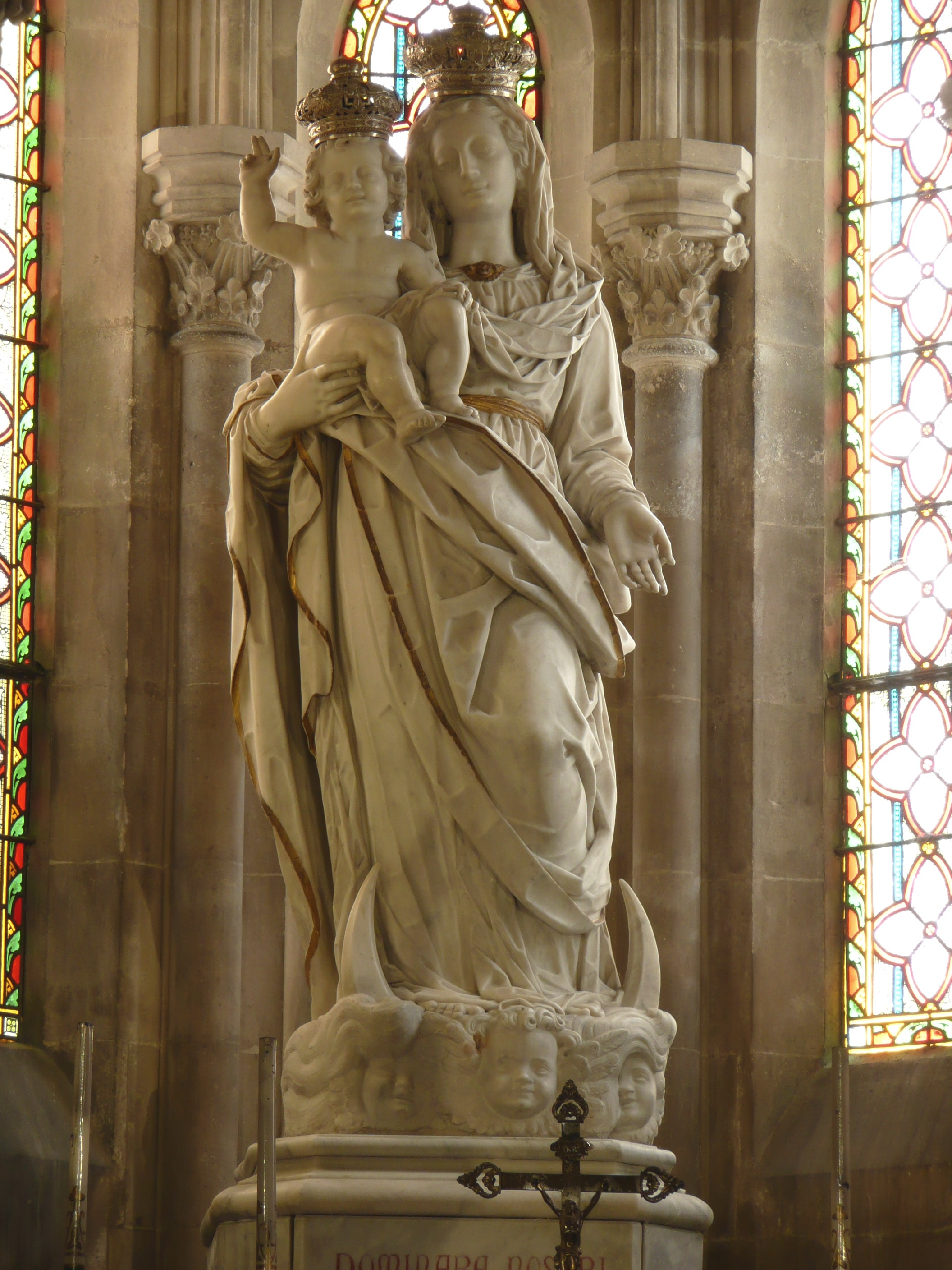
Vierge à l'enfant.

Dans la chapelle Saint-Genès, au nord du transept, se trouve au-dessus du sarcophage représentant le passage de la mer rouge, un bas-relief en marbre blanc représentant l’Assomption de la Vierge provenant de l’église des Grands Carmes et classé au titre objet par les Monuments historiques depuis le 30 septembre 1911. Douze apôtres sont représentés autour du tombeau ouvert. Ils sont vêtus de grandes tuniques, certains désignent le tombeau vide, d’autres montrent du doigt le ciel. Au-dessus la Vierge est entourée d’anges qui lui posent une couronne sur la tête.
Une statue en marbre blanc de la Vierge, classée au titre objet par les Monuments historiques depuis le 10 juin 1998 et commandée en 1619 au sculpteur lombard installé à Gênes Leonardo Mirano, orne la chapelle qui lui est dédiée à l’extrémité est du chœur. Elle était primitivement placée dans l’église Saint-Honorat-des-Alyscamps. Elle est vénérée sous le nom de Notre-Dame des Grâces.
On peut enfin signaler dans la chapelle des rois, la présence d’une chaire à prêcher en marbre polychrome commandée par le dernier archevêque d'Arles, Jean-Marie du Lau, au sculpteur lisboète Emmanuel Carvalho en 1780, inscrite au titre objet par les Monuments historiques depuis le 30 mars 1981, qui se trouvait autrefois dans la nef et qui fut remplacée en 1897 par celle visible de nos jours, dessinée par Henri  Révoil et sculptée par Jules Cantini.

### Tombeaux et autres monuments funéraires
À partir de la seconde moitié du XIIe siècle, les archevêques d'Arles sont inhumés à Saint-Trophime. La plus ancienne épitaphe concerne l'archevêque Raimond de Montredon (1160) ; on trouve ensuite celles de Raimond de Bollène (1182), d'Imbert d'Eyguières (1202), de Michel de Mouriez (1217), d'Hugues Béroard (1232), etc..

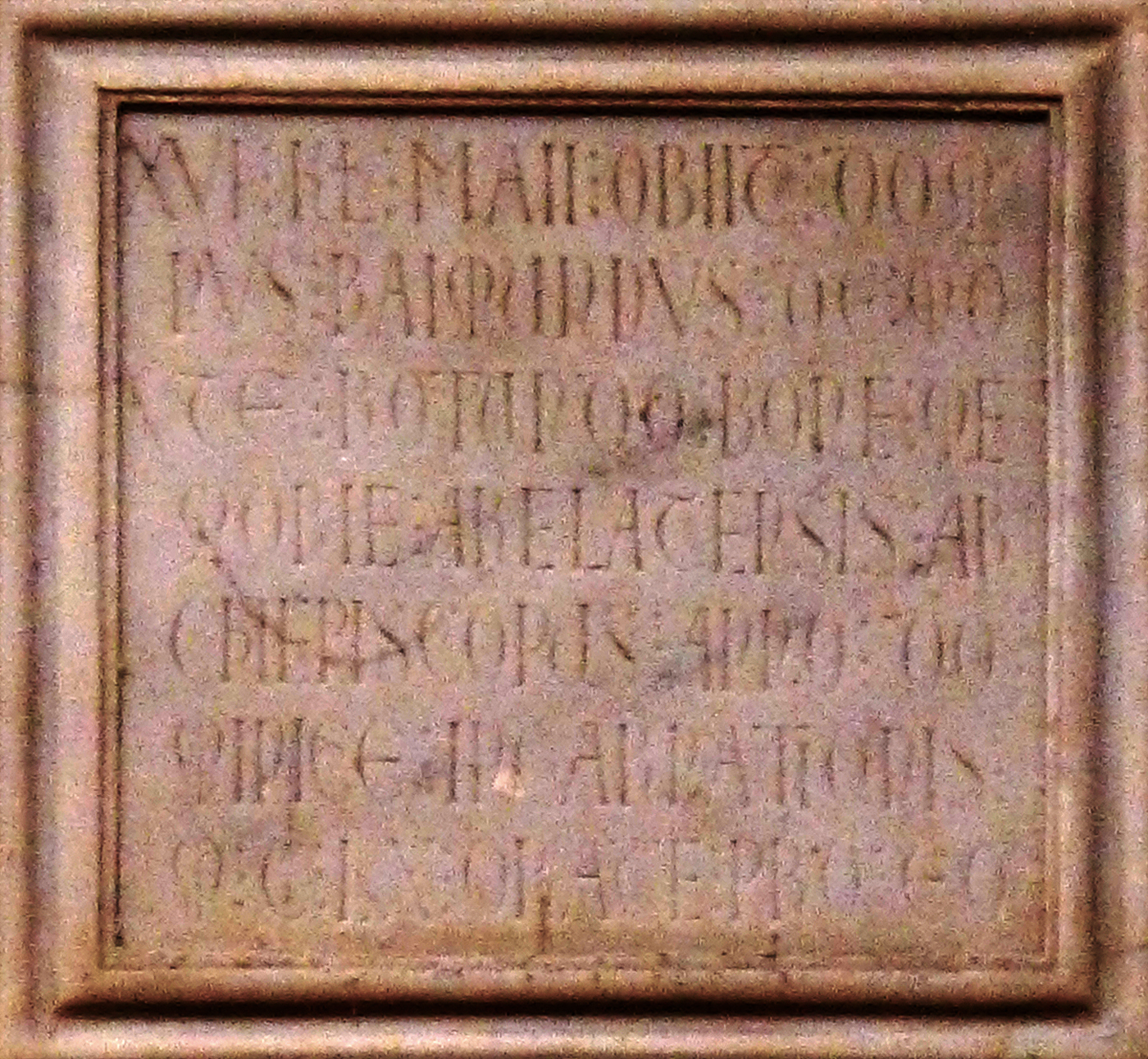
Épitaphe de Raimond de Montredon.
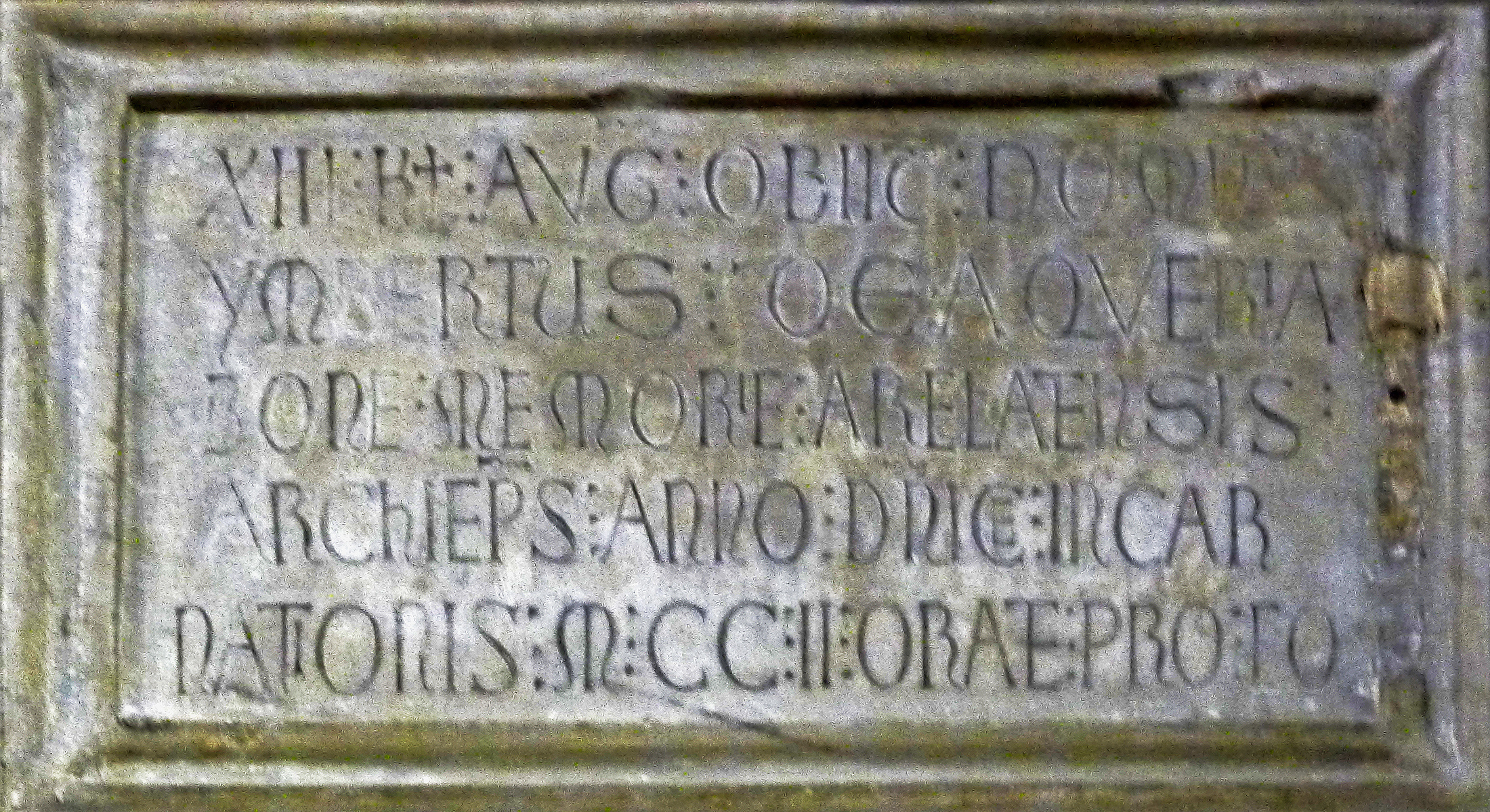
Épitaphe d'Imbert.
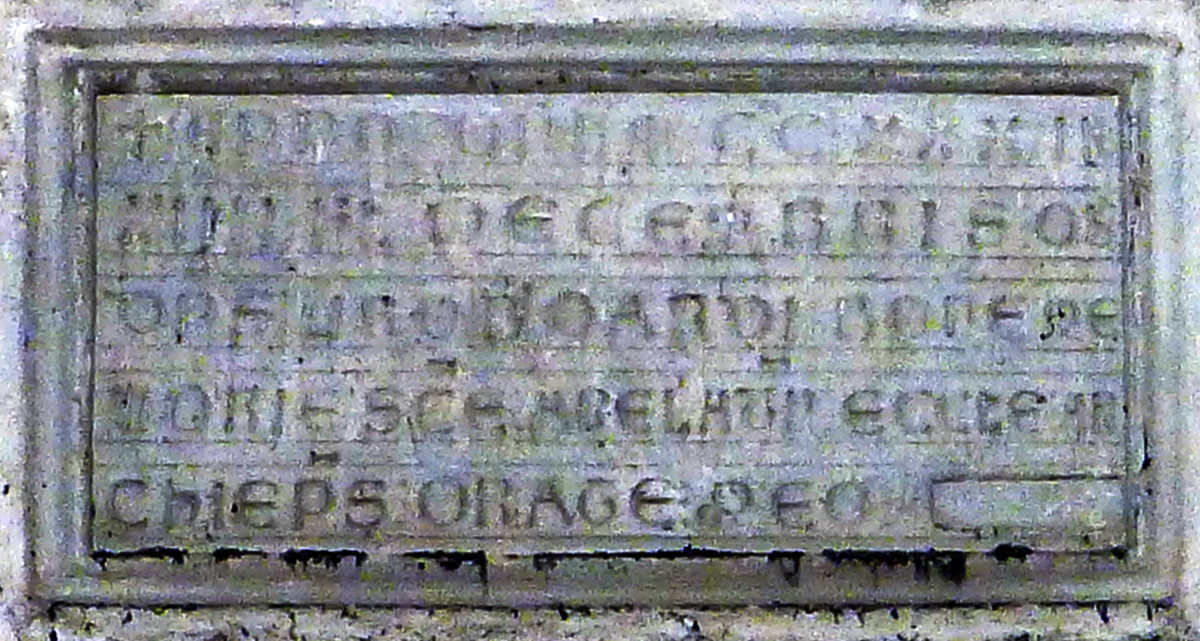
Épitaphe d'Hugues.

Dans la chapelle du Saint-Sépulcre on trouve : 
- à gauche le cénotaphe gothique (enfeu avec gisant) du cardinal Pierre de Foix (1386-1464), archevêque d'Arles,
- et à droite le tombeau Renaissance de Robert de Montcalm (1542-1585), président du Parlement de Provence et principal promoteur et financeur de la prolongation du canal de Durance d'Eyguières à Arles permettant l'irrigation et donc la valorisation agricole de la Haute-Crau, avec la devise « L’innocence est ma forteresse » et quatre niches dans lesquelles se trouvaient des statuettes représentant la foi, l’espérance, la charité et la justice.

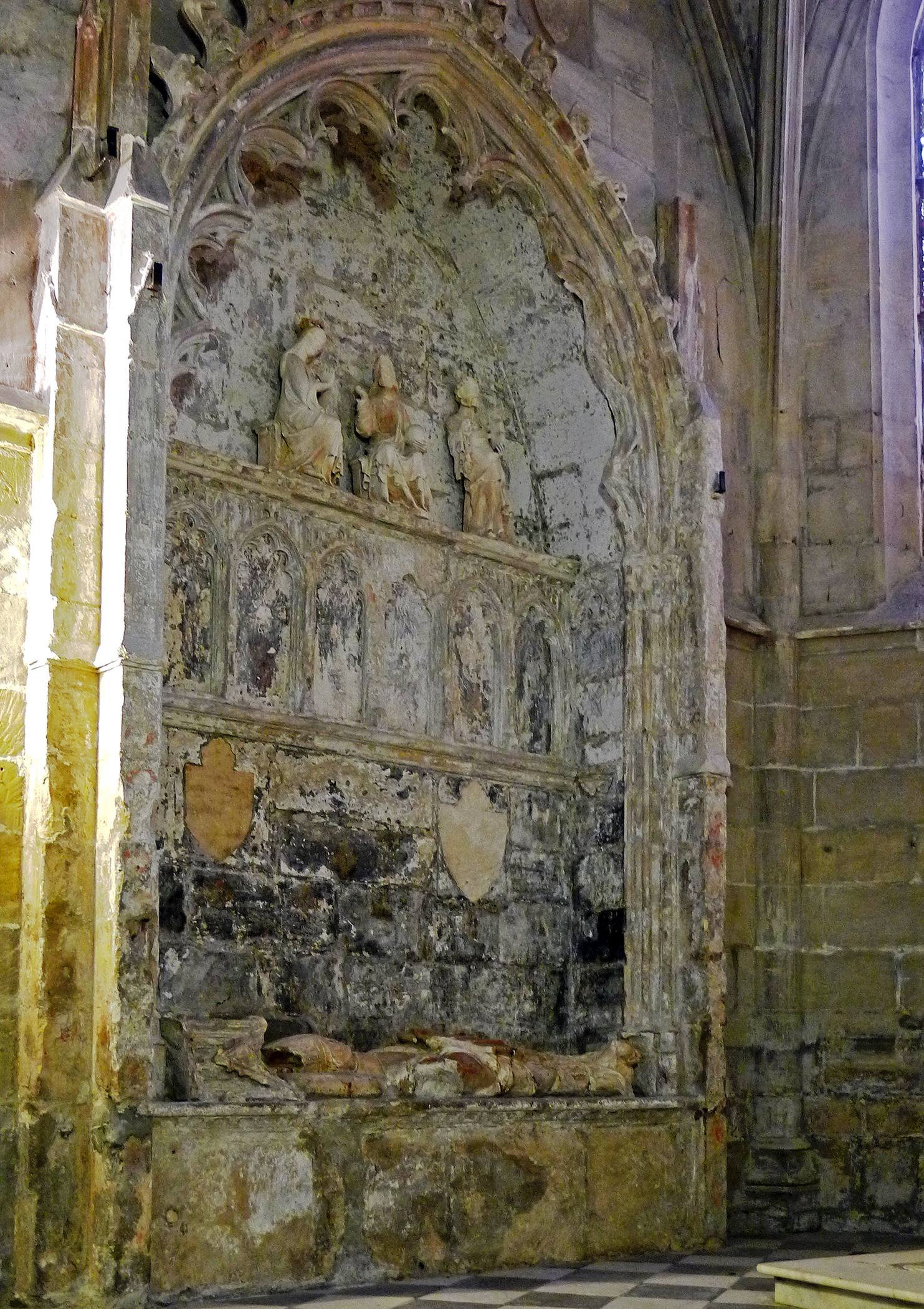
Cénotaphe de l'archevêque Pierre de Foix († 1464).
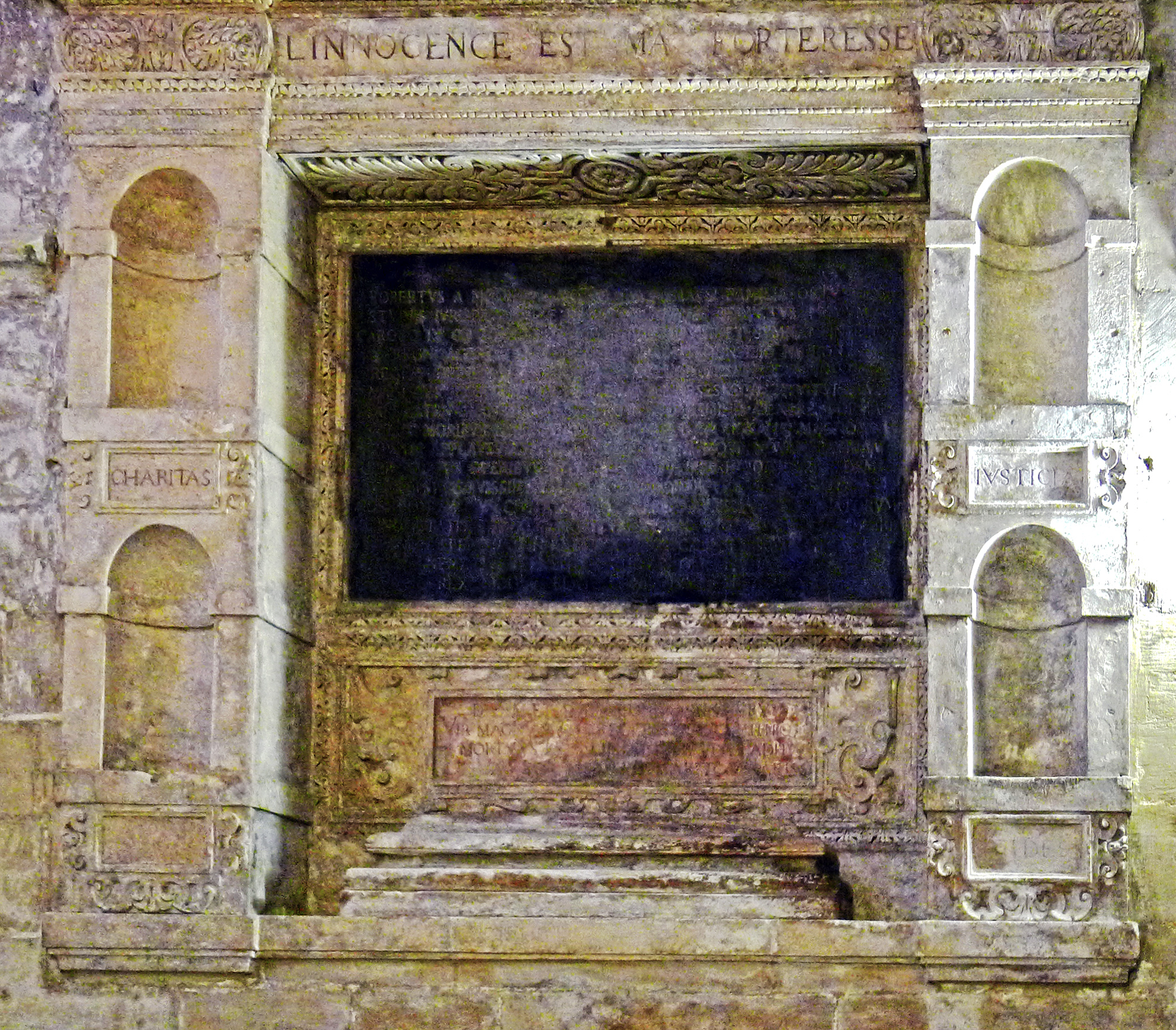
Tombeau de Robert de Montcalm († 1585).

Dans la chapelle des rois est placé le tombeau de l’archevêque Gaspard du Laurens réalisé par le sculpteur arlésien Jean Dedieu et classé au titre immeuble par destination par les Monuments historiques dans la liste de 1840.

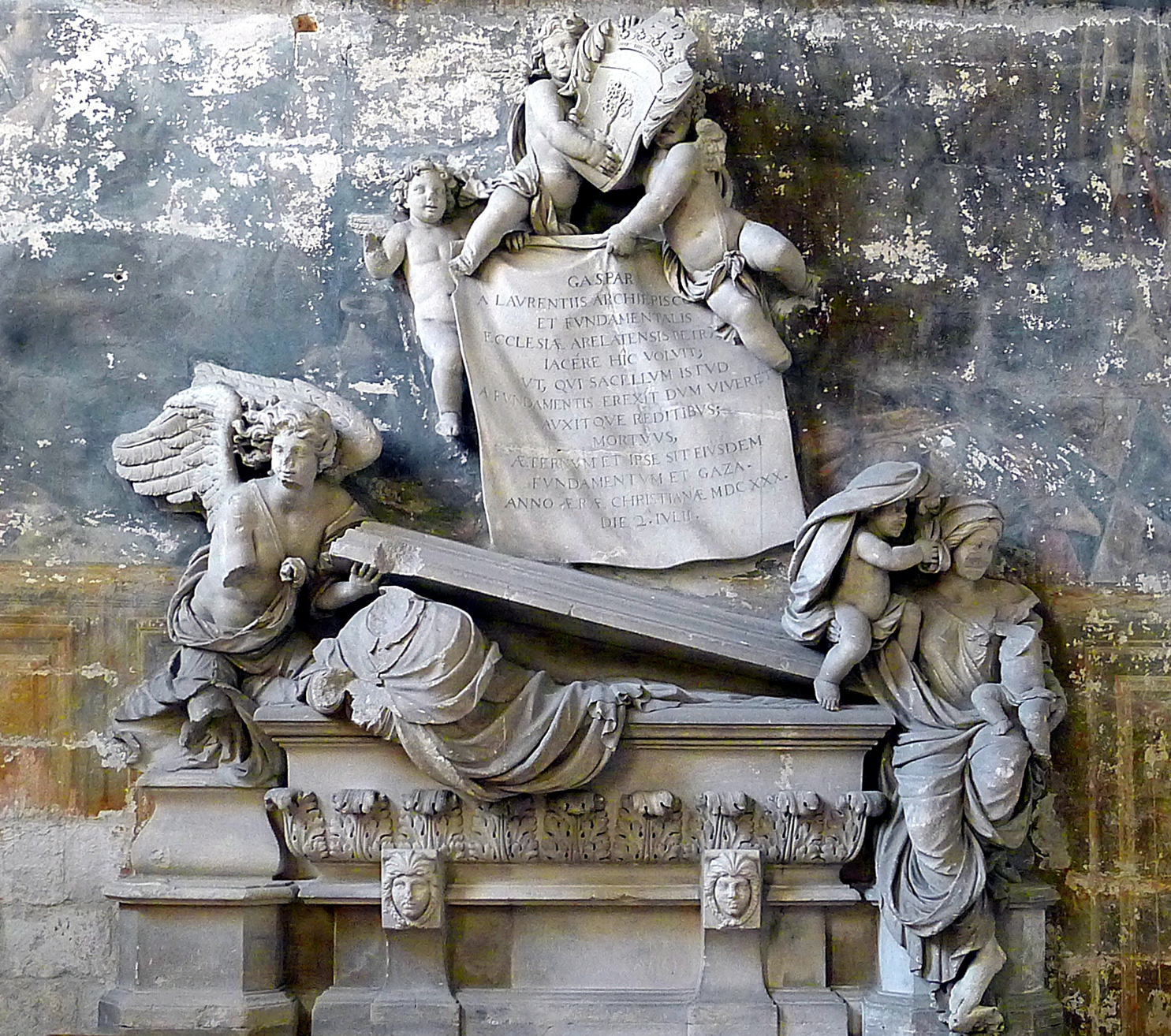
Tombeau de Gaspard du Laurens.
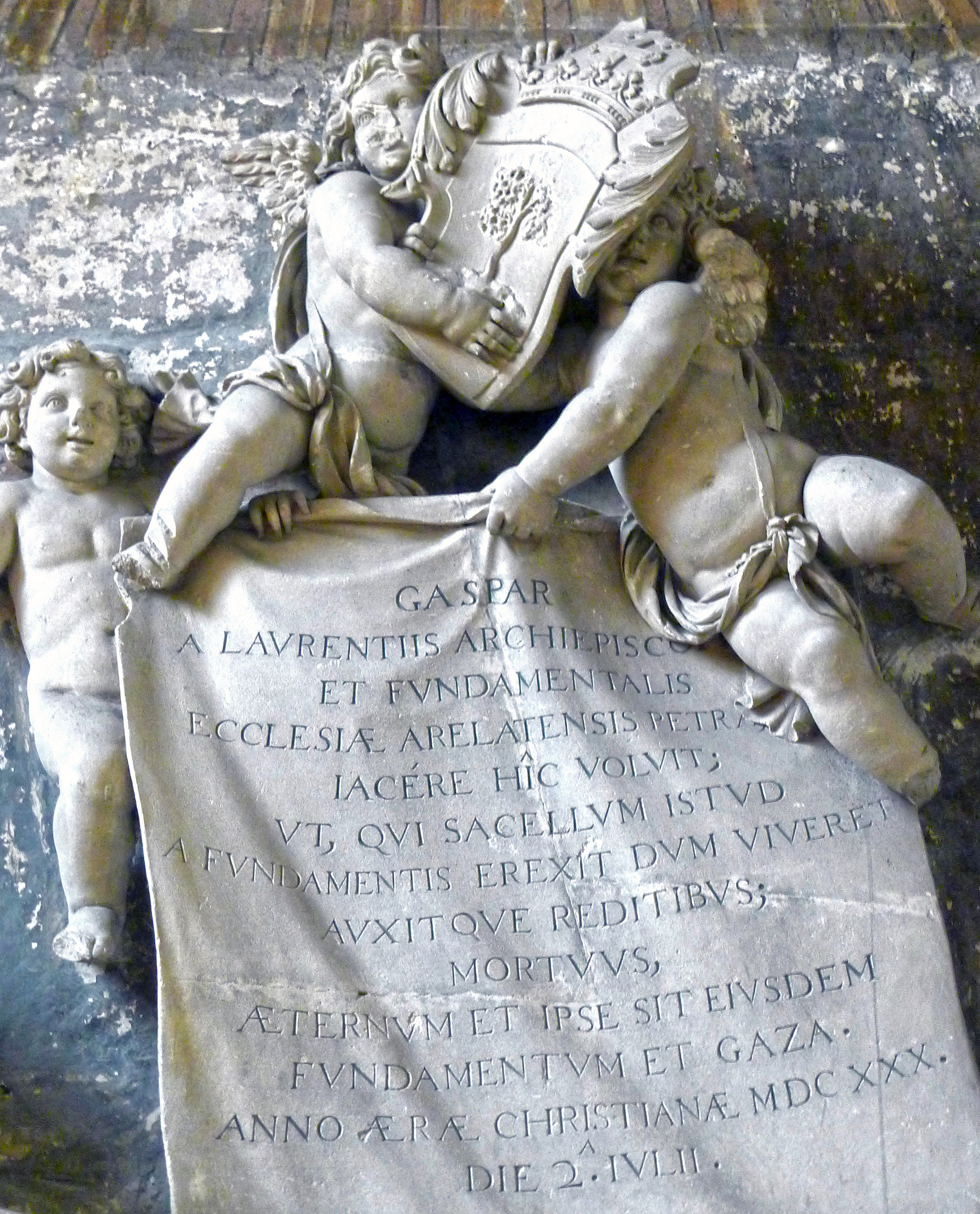
Détail.

La chapelle Saint-Genest abrite la tombe commune des archevêques d'Arles du XVIIe siècle, François et son neveu Jean-Baptiste Adhémar de Monteil de Grignan.

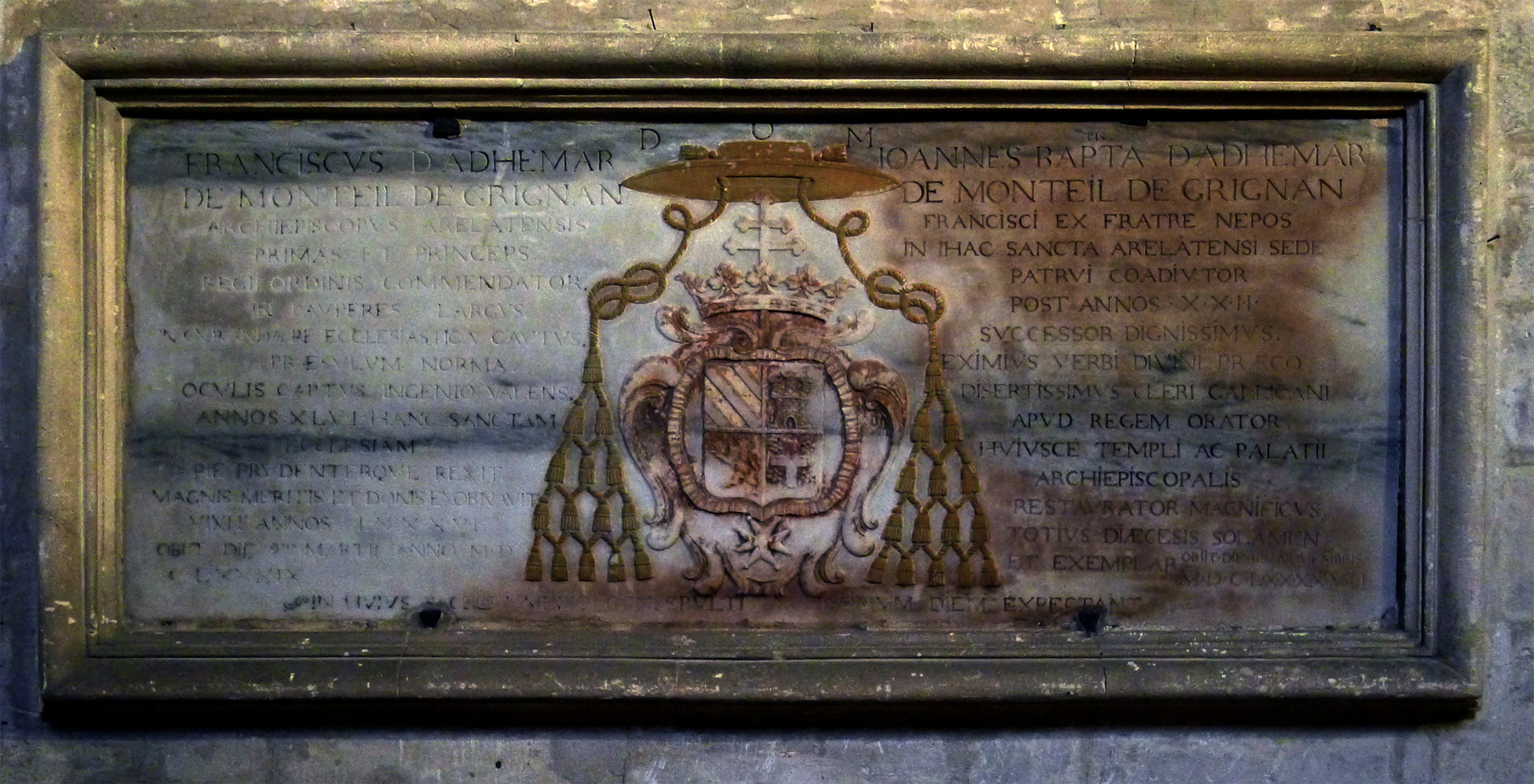
Plaque funéraire.
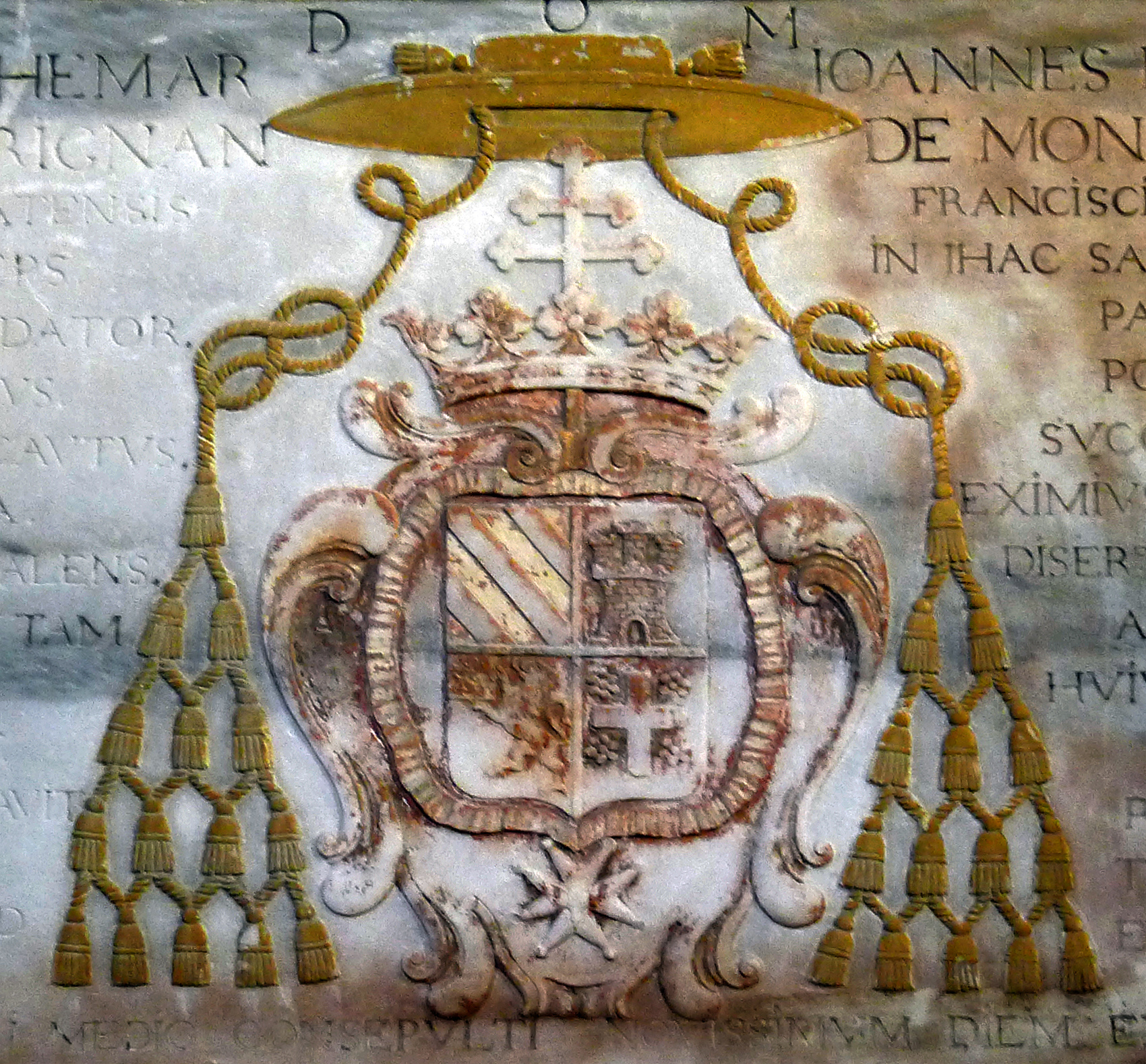
Armes de la famille.

On trouve également d'autres plaques mortuaires ou monuments funéraires concernant aussi bien des ecclésiastiques que des laïques.

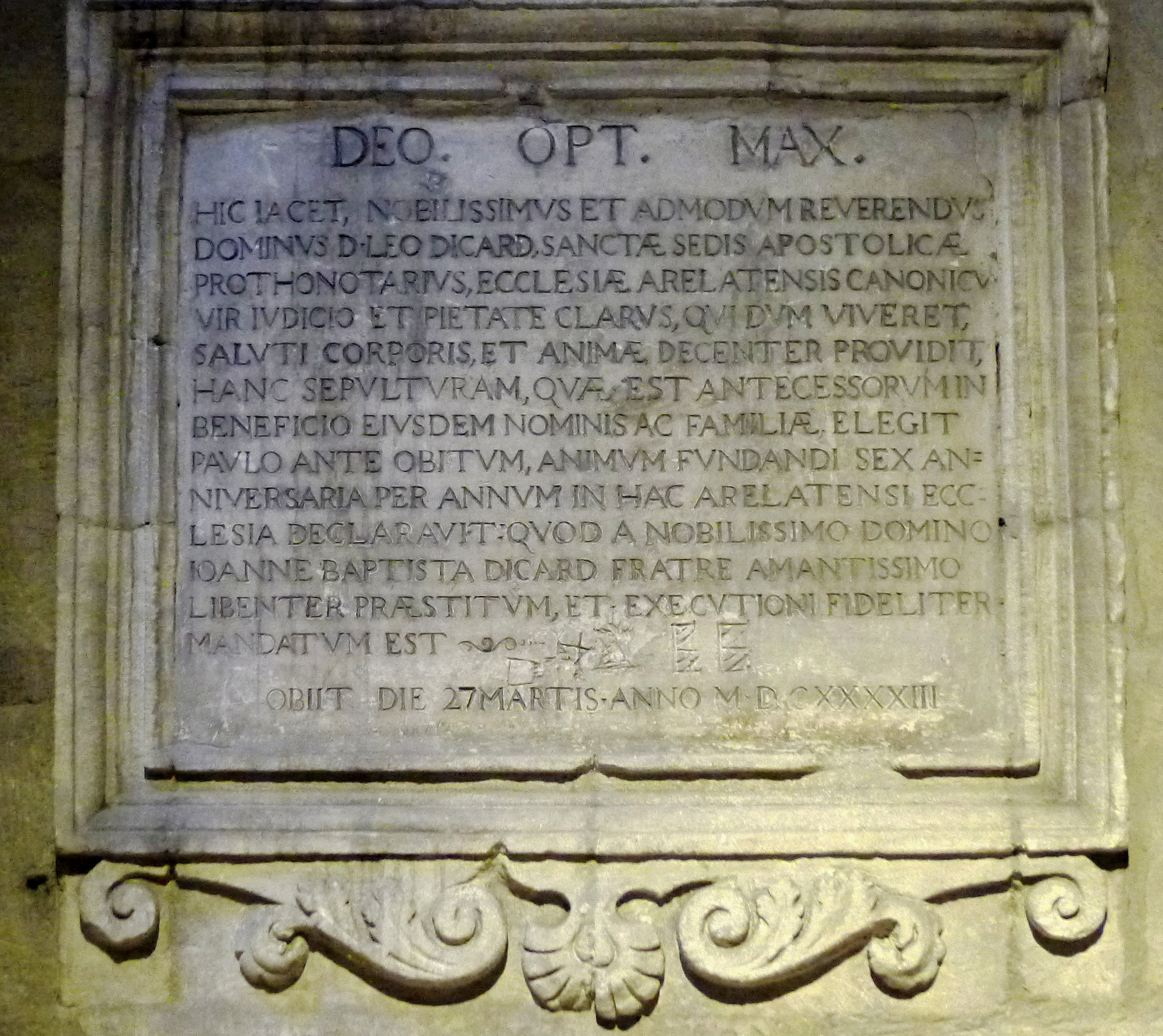
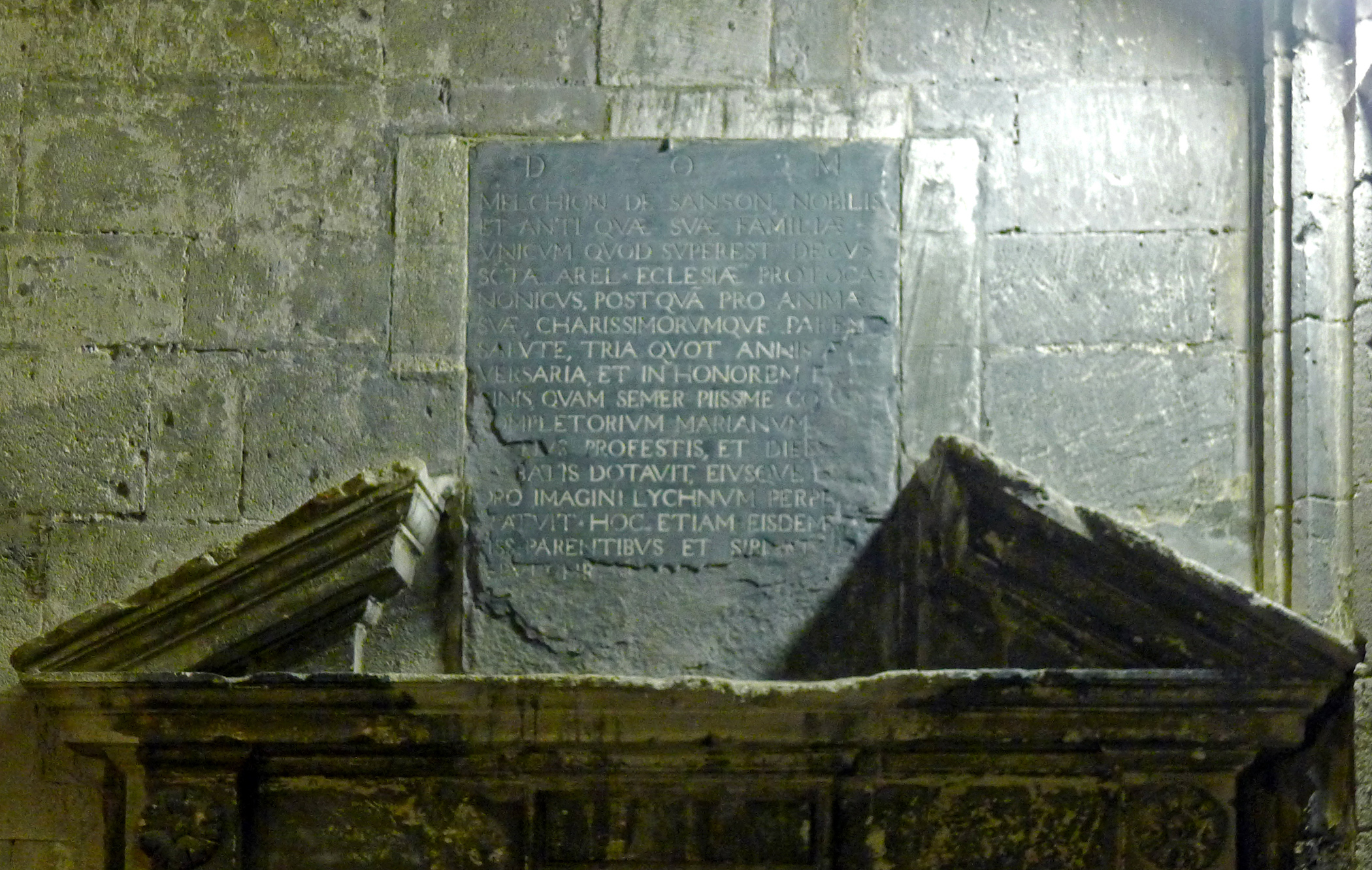
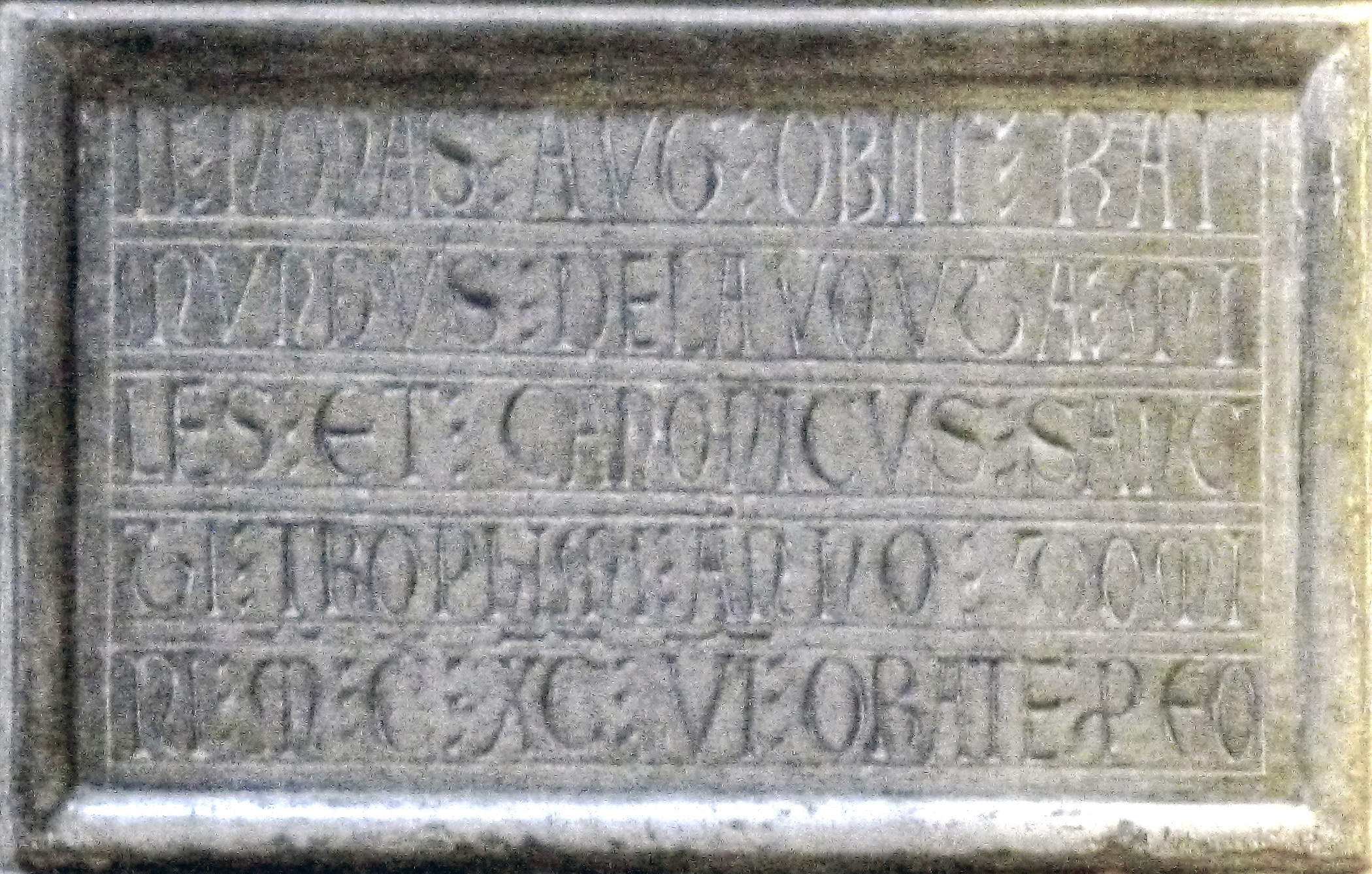
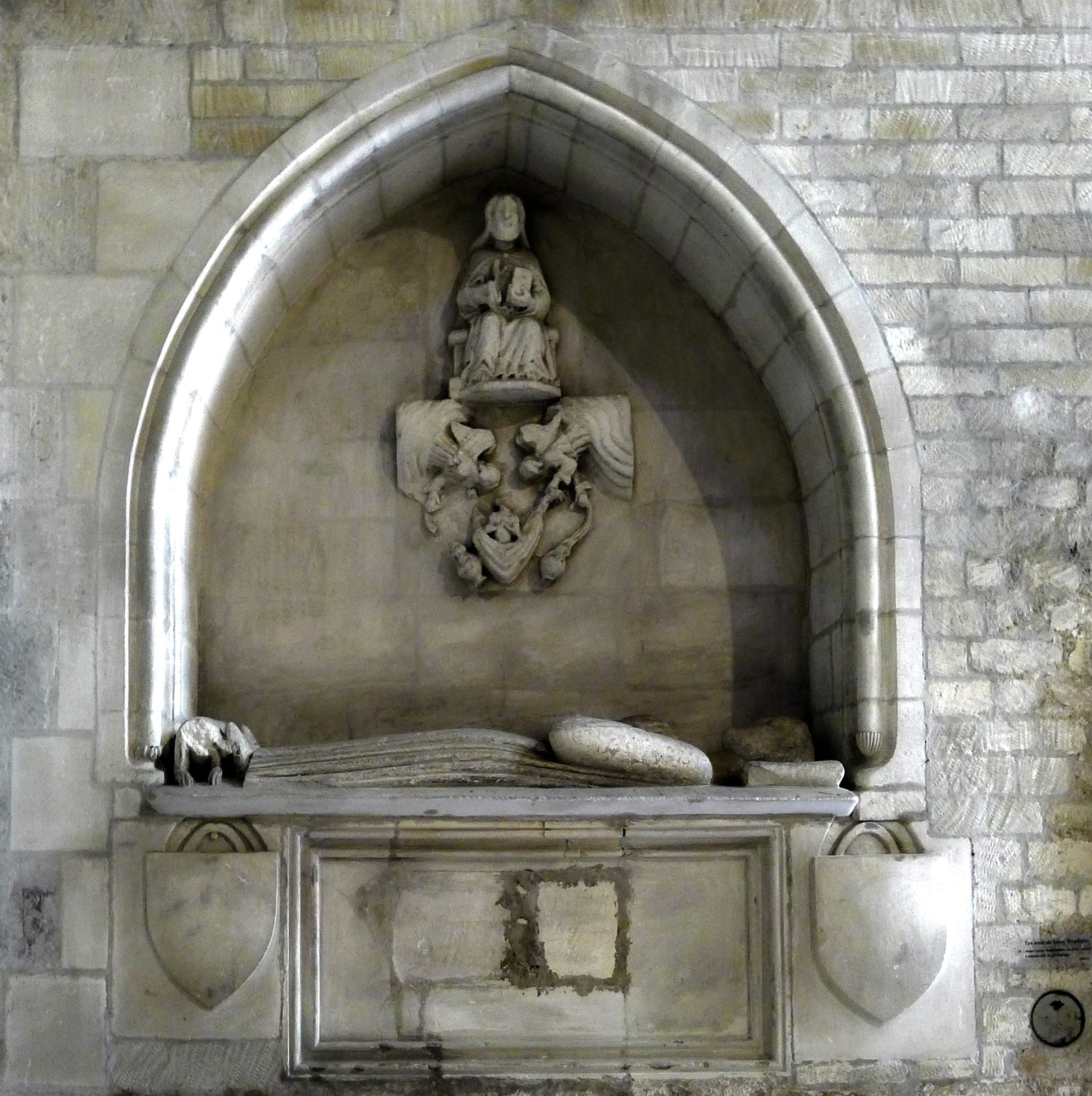
Tombeau du consul Balbi († 1468)[50].

### Vitraux
Les neuf fenêtres du chœur, murées à la Révolution, ont fait l’objet à la fin du XIXe siècle d’un ambitieux programme sous la conduite de Révoil qui envisageait la mise en place de vitraux dans toutes ces fenêtres. Pour en dessiner le programme iconographique, l’architecte s’adresse à Édouard Didron (1836-1902) peintre verrier et restaurateur déjà réputé pour ses œuvres à Marseille et Montpellier. Faute de moyens financiers, seuls trois vitraux seront réalisés en 1877 par Laurent Charles Maréchal ; ils représentent au centre la Vierge et saint Trophime, à gauche saint Étienne et saint Virgile et à droite saint Honorat et saint Genés.

Vitraux du chœur
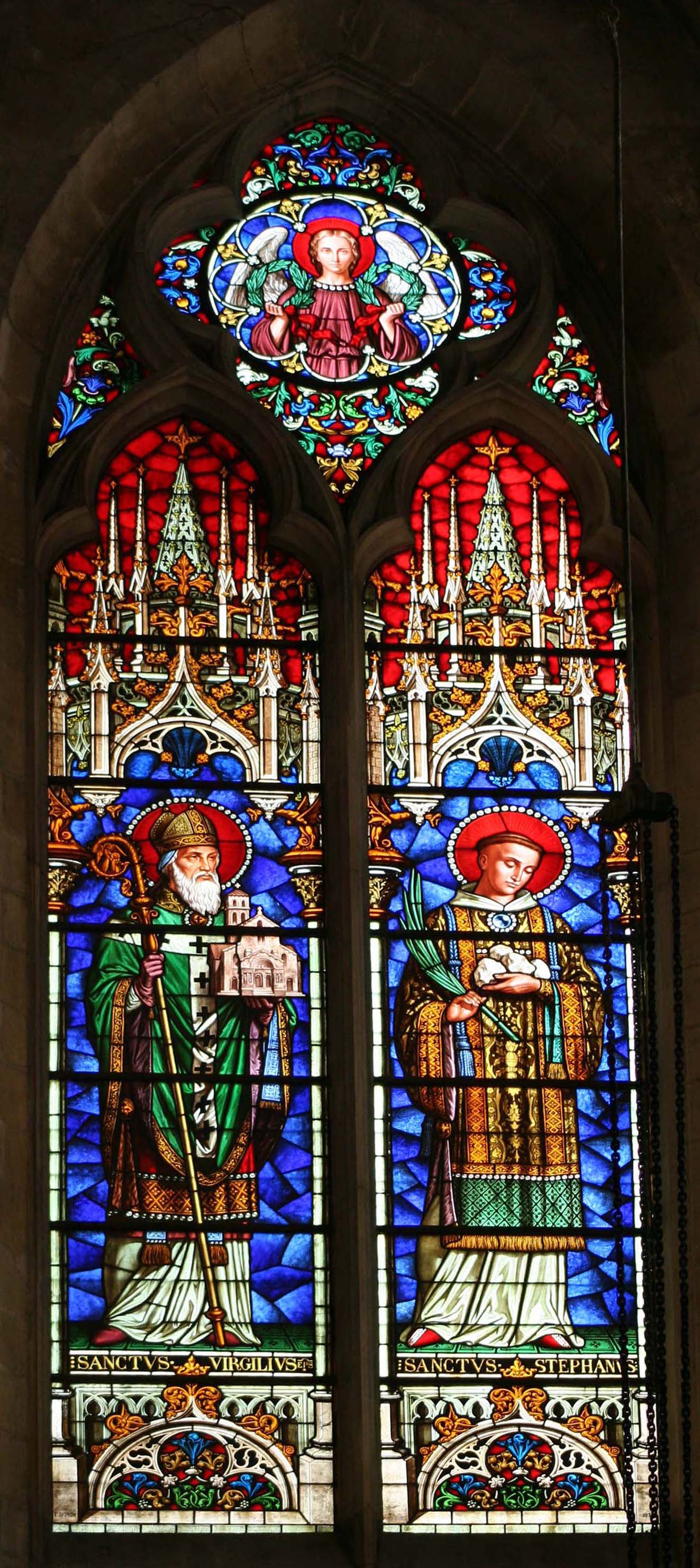
Saint Étienne et saint Virgile.
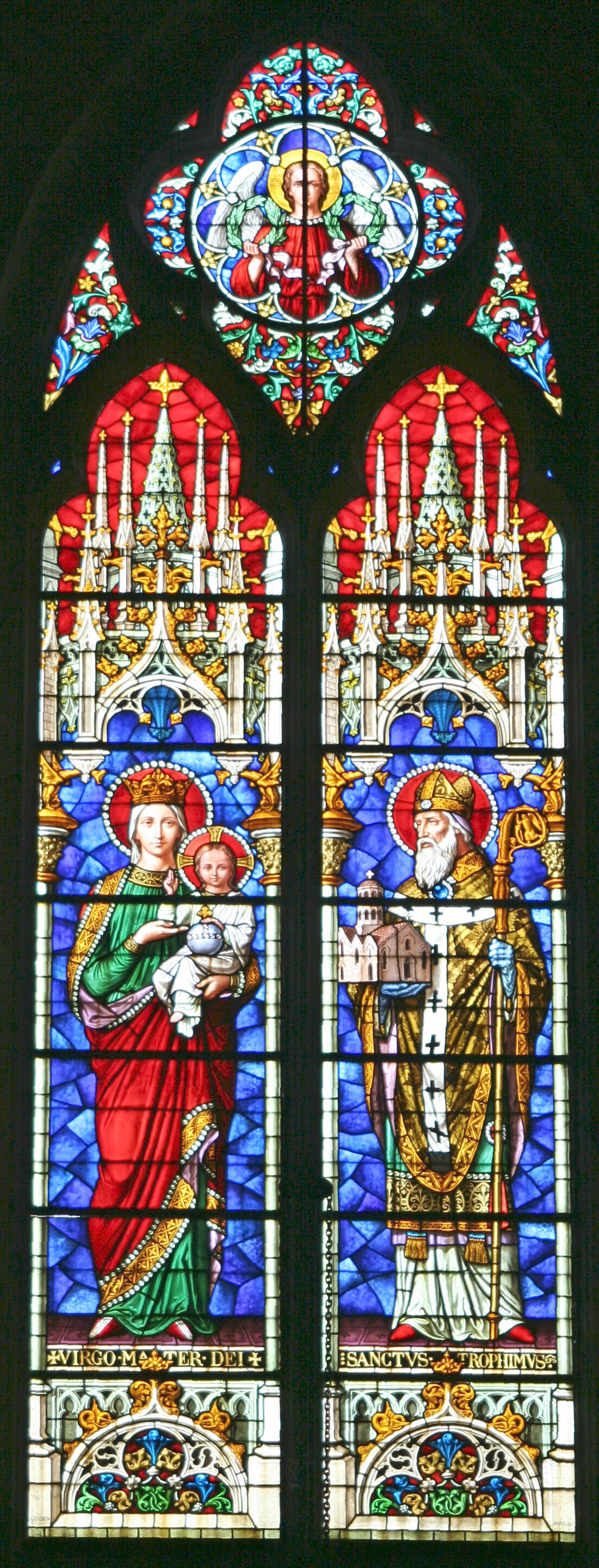
La Vierge et saint Trophime.
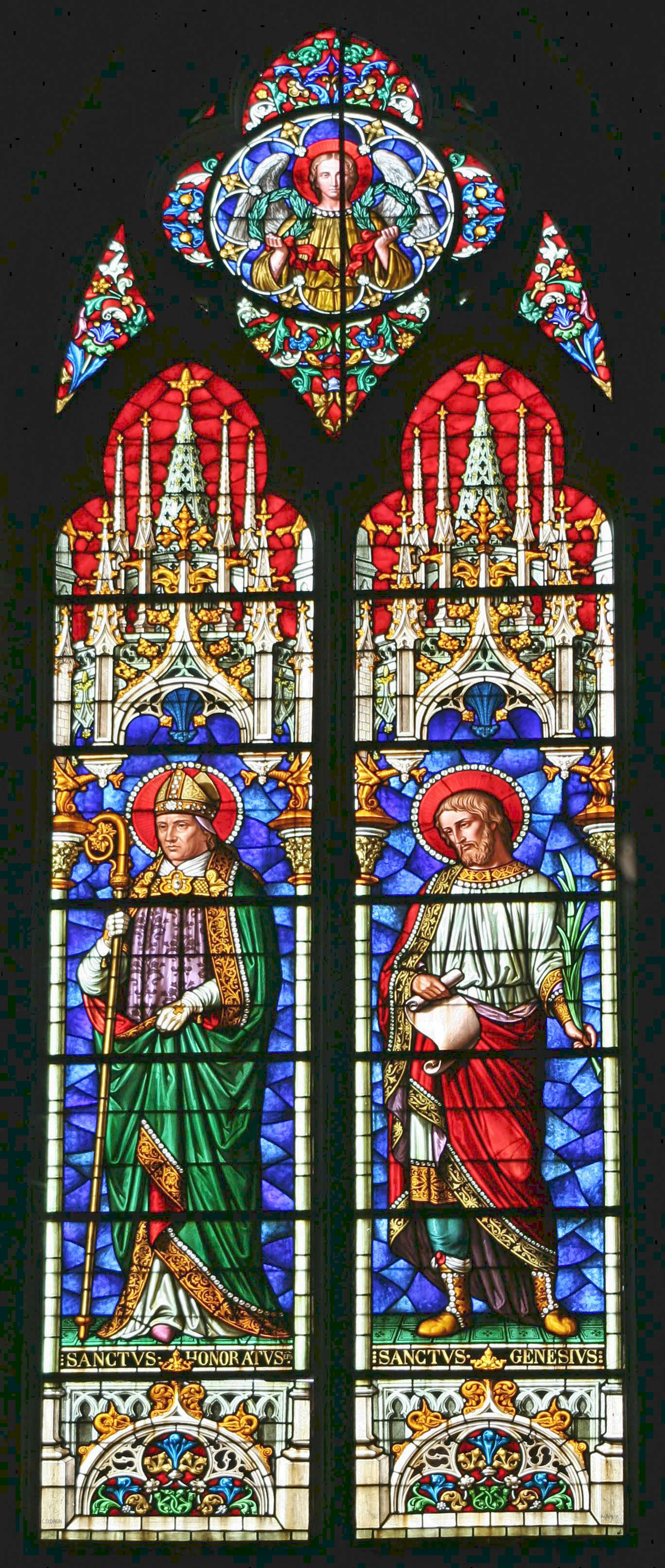
Saint Honorat et saint Genés.

La chapelle de la Vierge, restaurée par Léon Véran en 1897, fut également munie de vitraux ; malheureusement, nous ne connaissons pas le maître verrier qui les a réalisés. Mentionnés comme brisés lors des bombardements de 1944, il semble qu'il ne furent que soufflés et depuis remontés. Ils représentent : l'un une Annonciation, et l'autre une présentation au Temple.

Vitraux de la chapelle de la Vierge
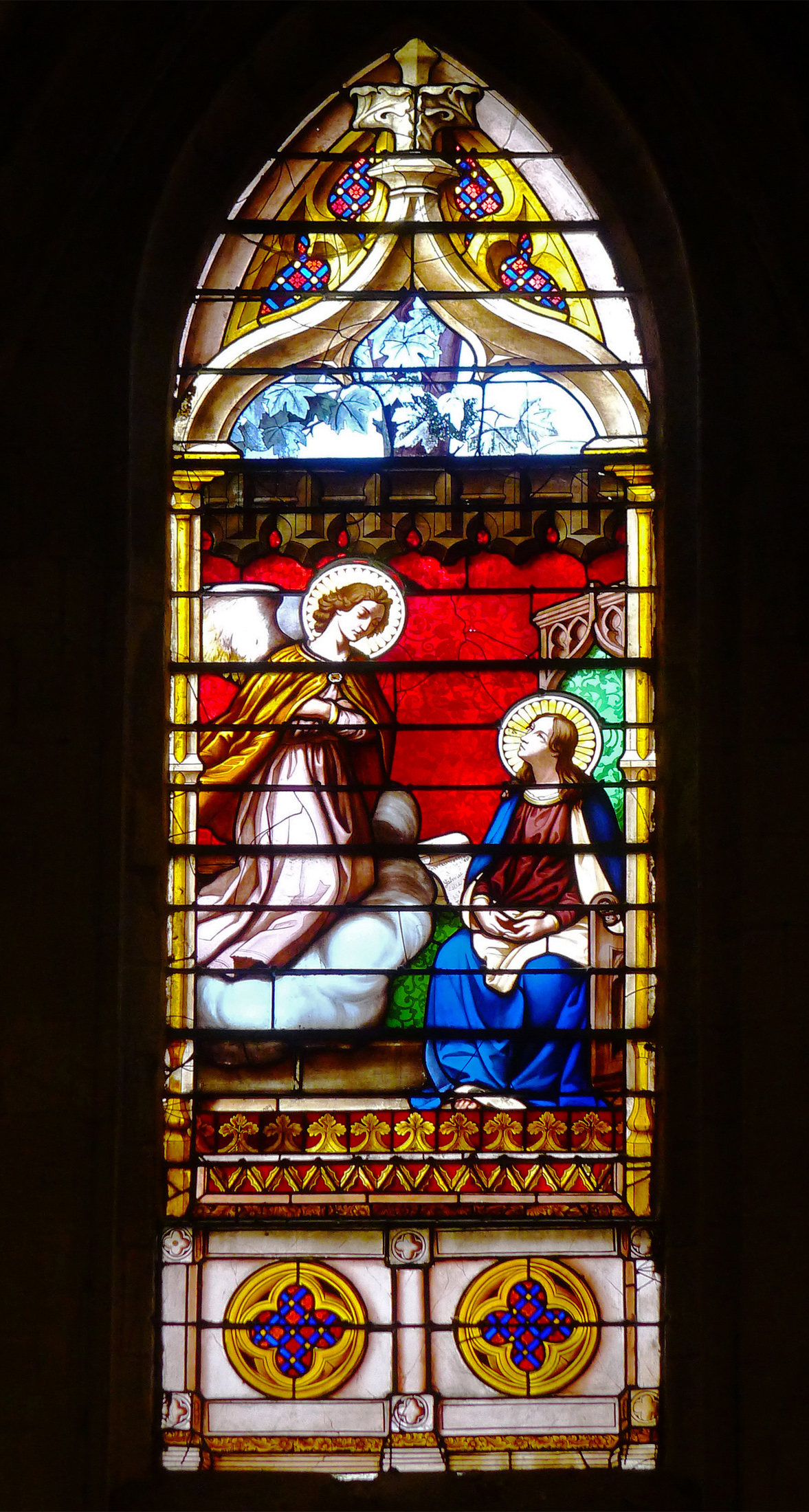
L'Annonciation.
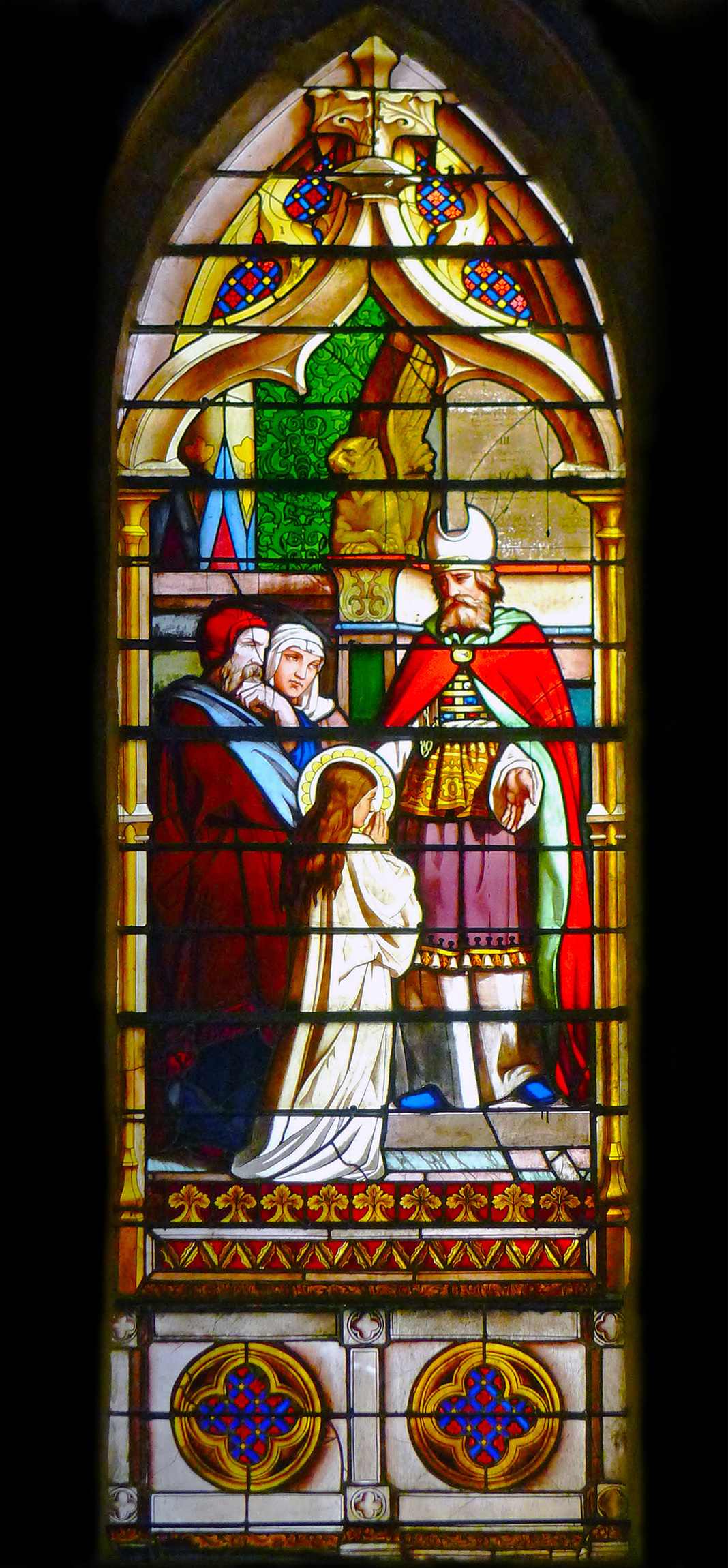
La présentation au Temple.

## Le portail
Ce portail sculpté est ajouté à l’église entre 1180 et 1190. Avec la façade de l’abbaye de Saint-Gilles qui lui est très légèrement antérieure, il constitue un des deux plus grands ensembles sculptés de l’art roman en Provence. Pour accentuer son caractère majestueux, le portail est placé en haut d’un escalier ce qui a nécessité le remblaiement de la nef sur une hauteur d’environ 1,5 m. Ce portail, de style roman provençal a fait l’objet dans les années 1990 d’une minutieuse restauration grâce à de nouvelles techniques de nettoiement de la pierre.
Le porche comprend divers éléments décoratifs : pilastres cannelés, chapiteaux à feuilles d'acanthe, frises de grecques, frises de feuilles d'acanthe, frises de palmettes, frises de rinceaux, bas-reliefs ornés de rinceaux.

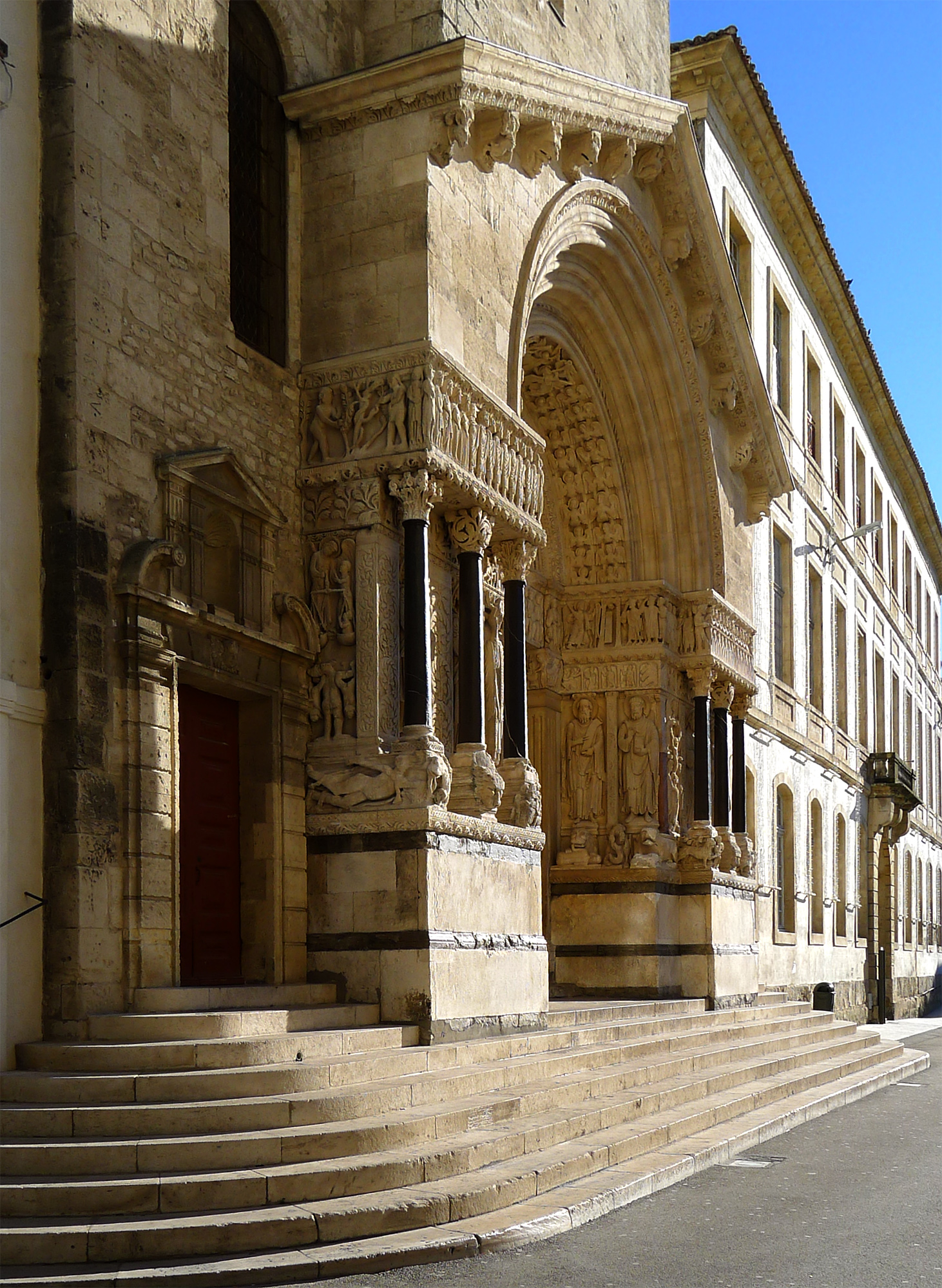
Portail et façade.
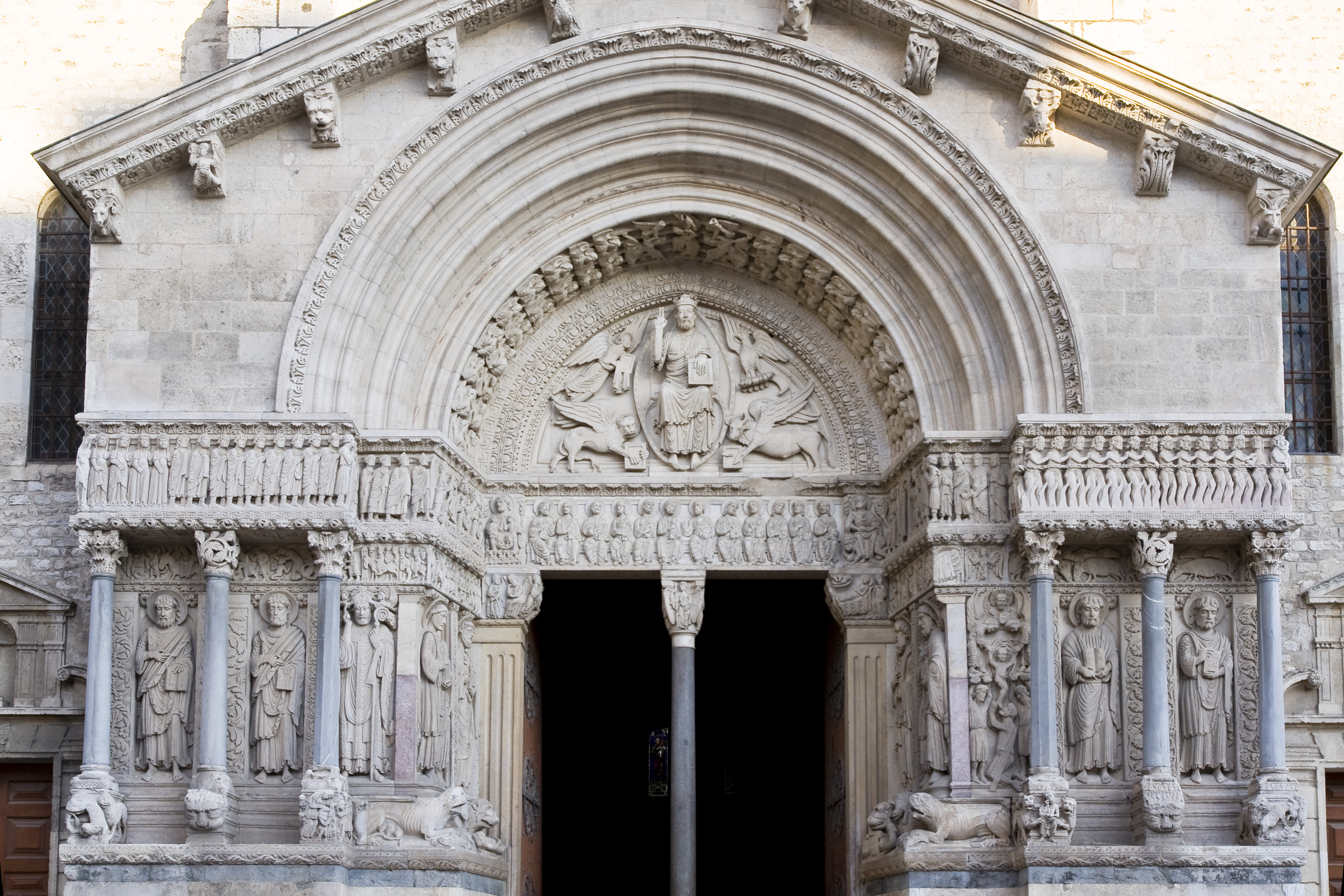
Cathédrale Saint-Trophime (Arles) : le portail.
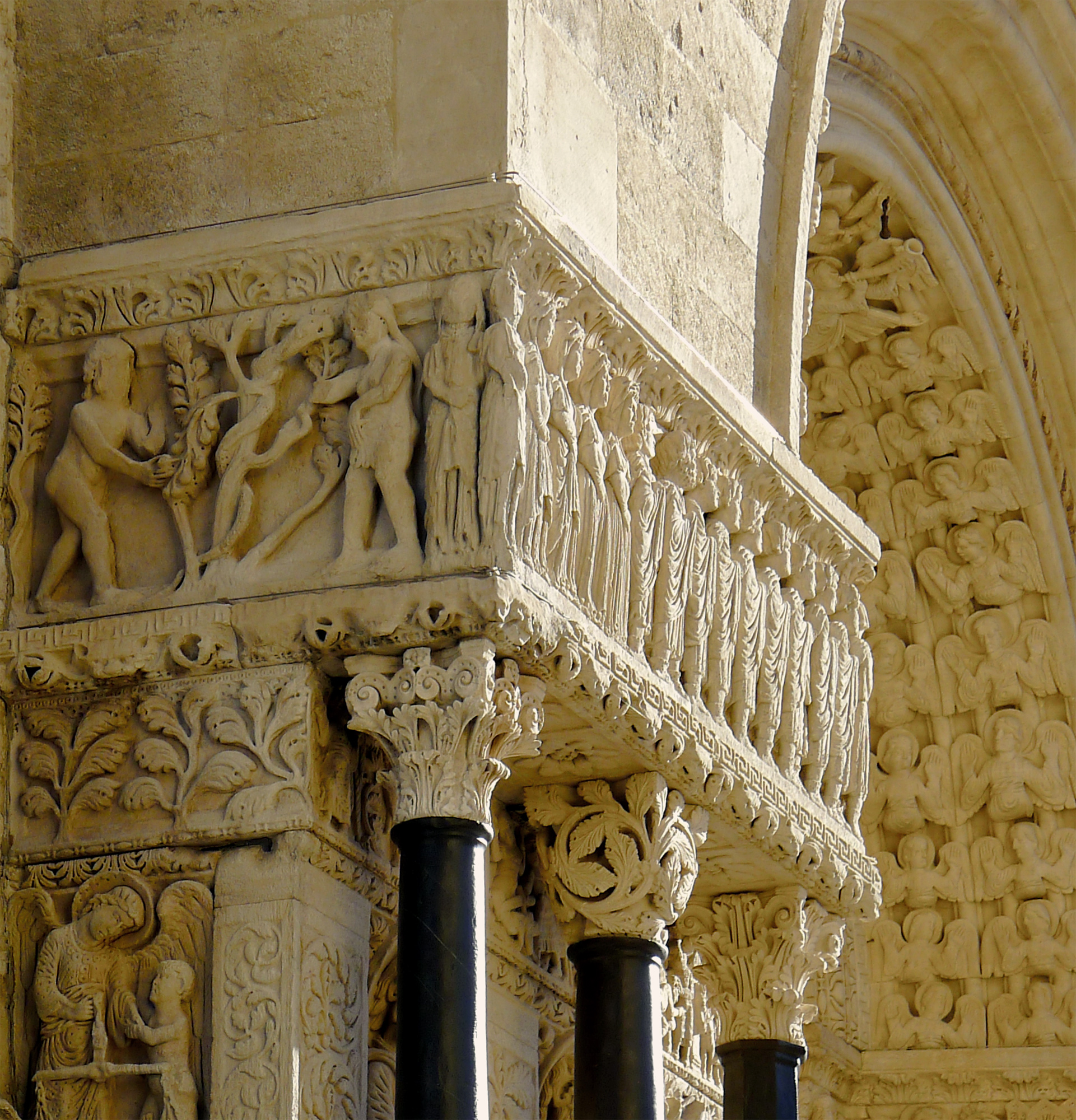
Sculptures.

L’ordonnance du portail est inspirée de l’art antique ; le portail ne peut qu’évoquer un véritable arc de triomphe romain s’ouvrant sur l’abbatiale et rappelant celui de Saint-Rémy-de-Provence[réf. nécessaire]. L’influence de l’art antique, notamment celui des sarcophages paléochrétiens, se retrouve dans le style des figures et des motifs végétaux du décor. Les motifs de décoration retenus concernent les thèmes de l’ancien testament, ainsi que des fauves et monstres maléfiques auxquels sont associés les deux titulaires de la cathédrale saint Trophime et saint Étienne.

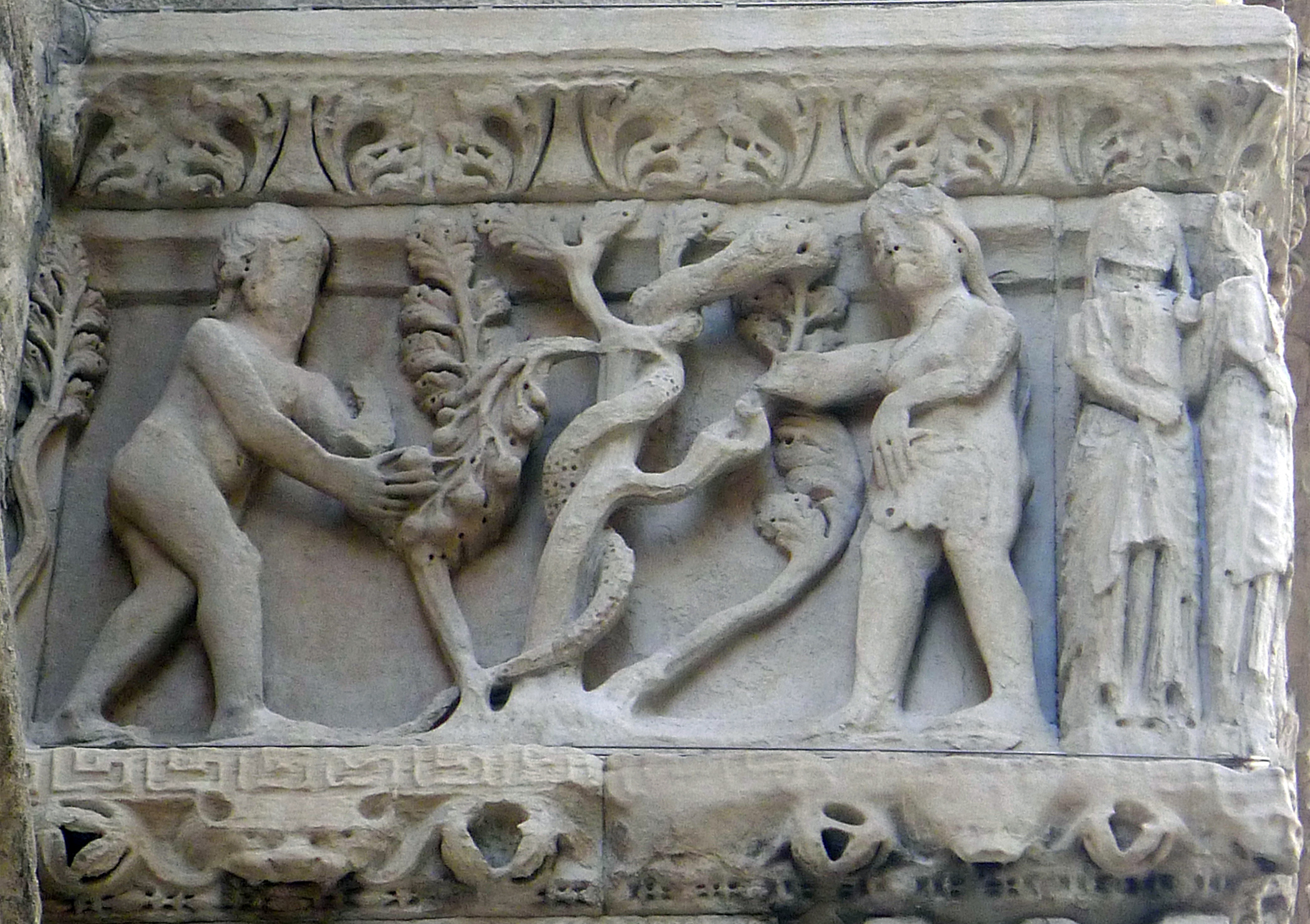
Adam et Eve tentés par le Démon.
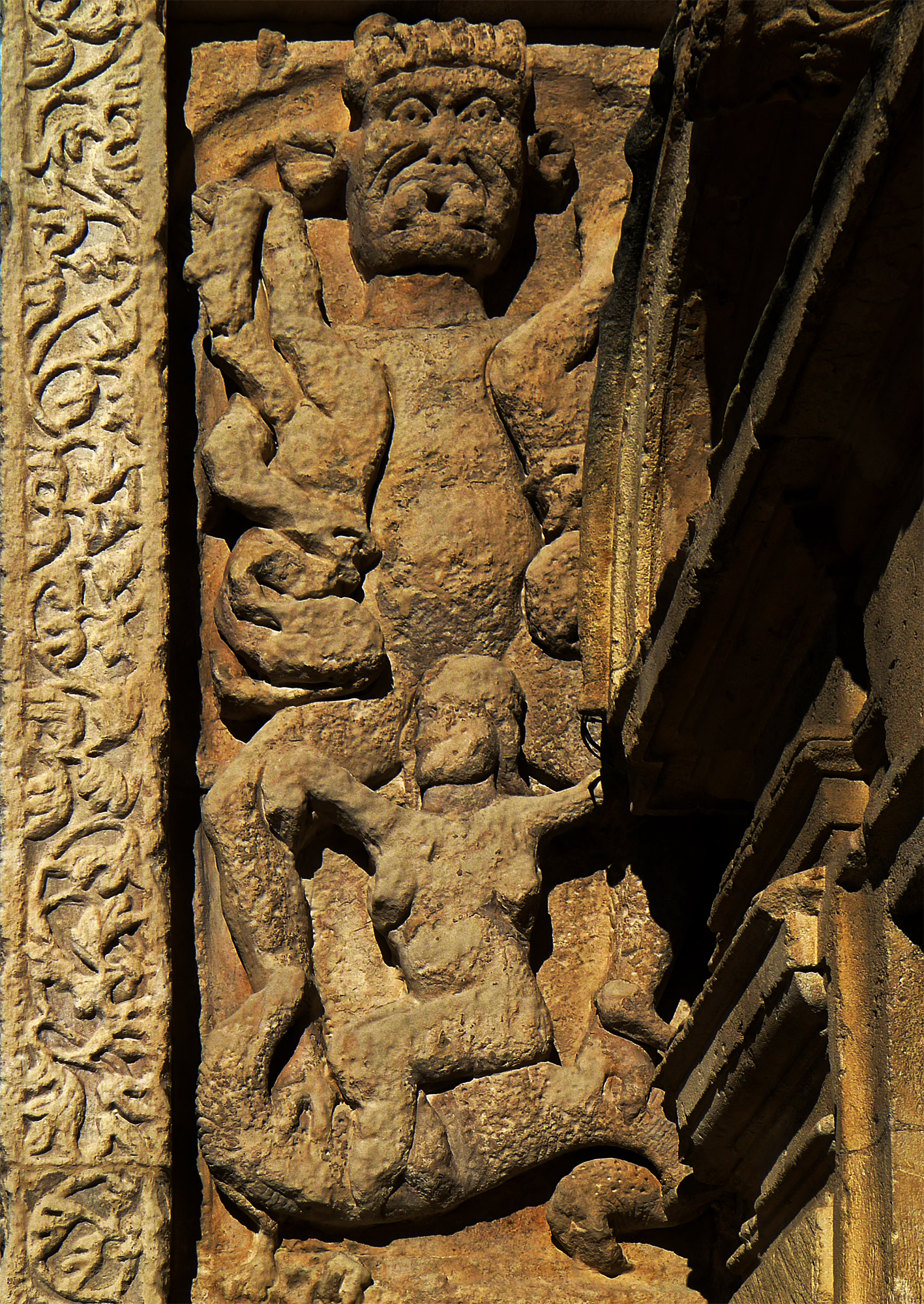
Détail.
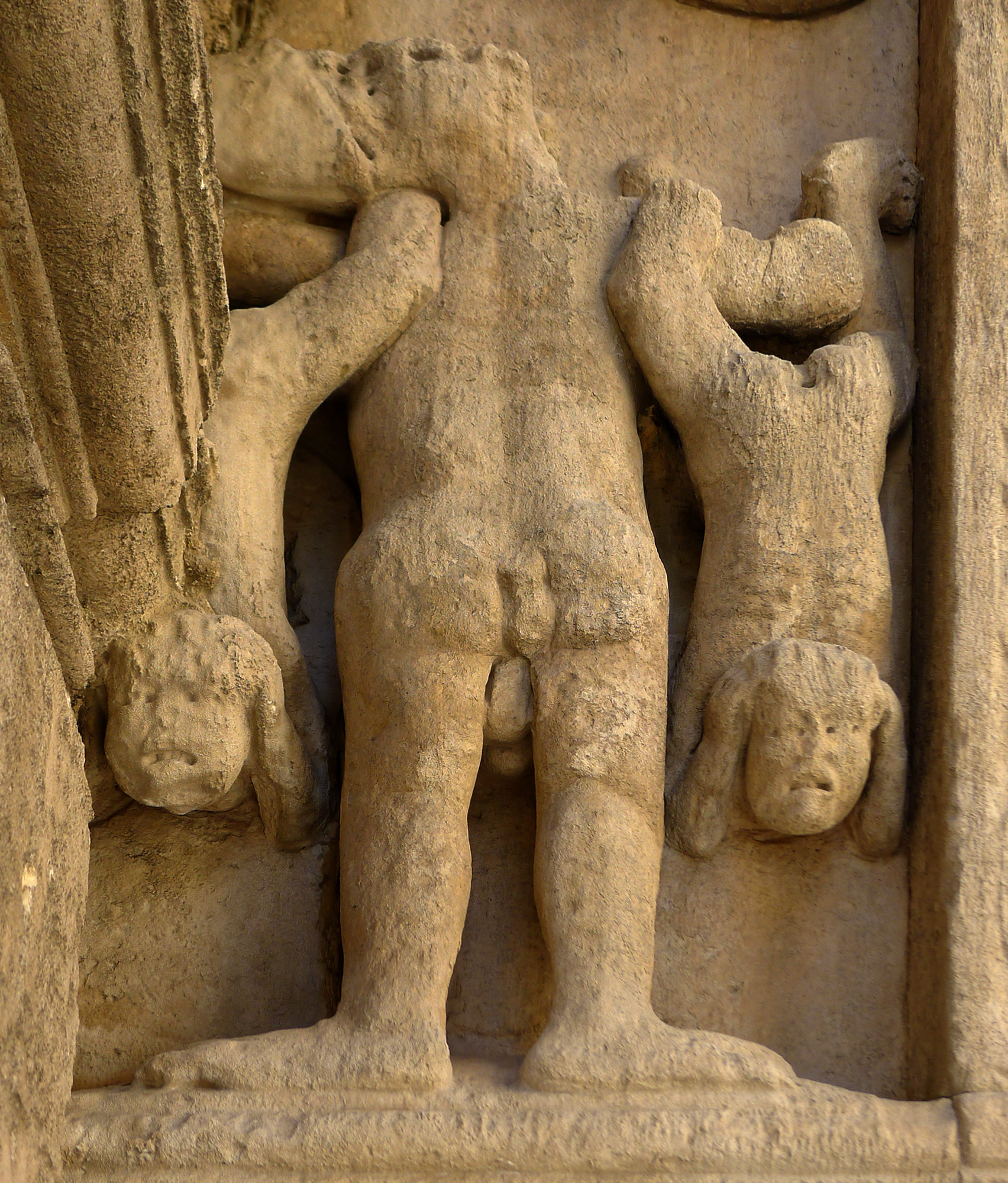
Homme nu, coiffé d'un bonnet phrygien, portant deux petits personnages appelés les Cercopes qui restés sourds à la parole divine (ils se bouchent les oreilles) vont en enfer.
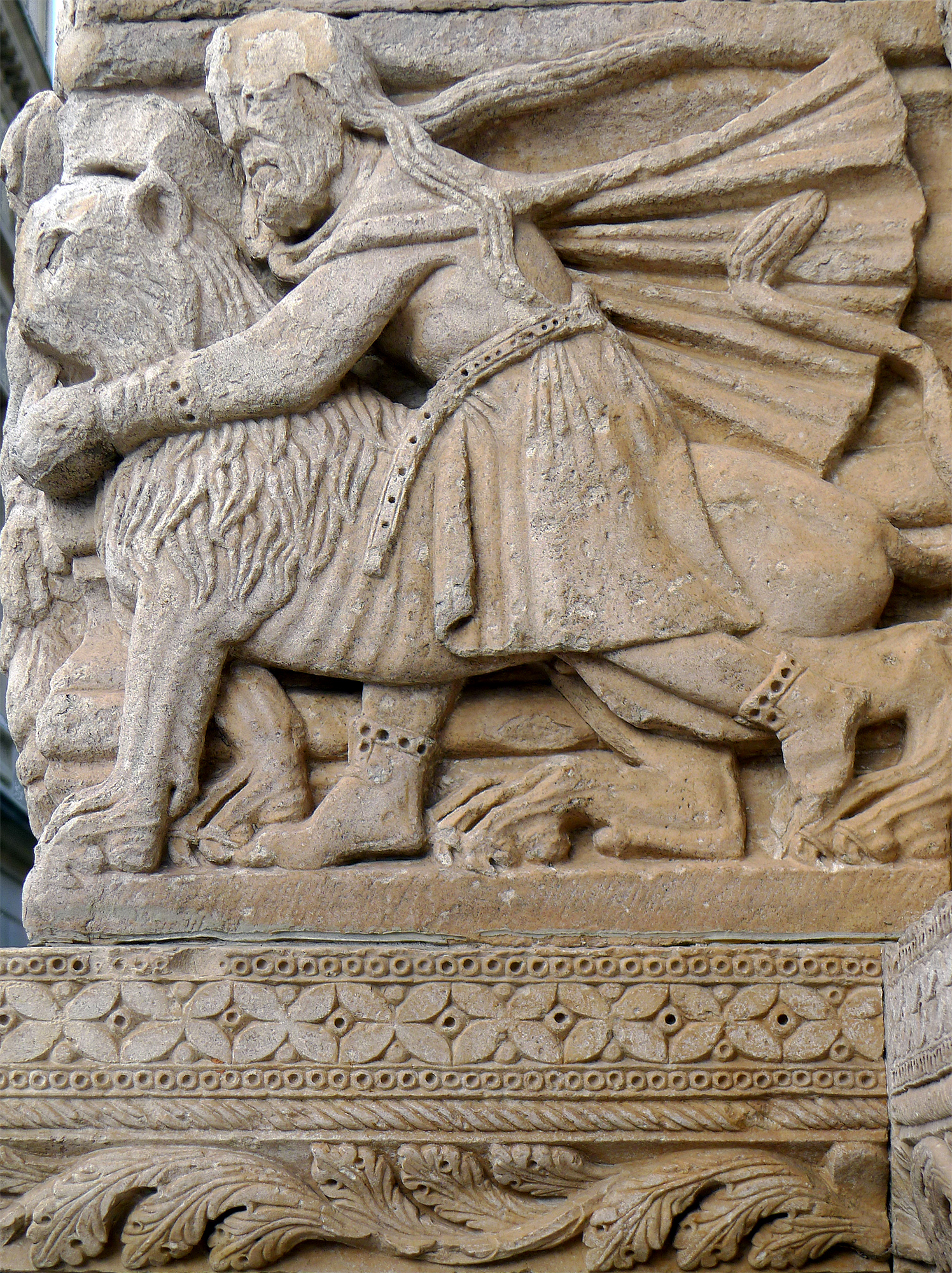
Samson terrassant un lion.

La structure générale est voisine de celle de Saint-Gilles mais ici réduite à une porte unique.
En mars 1888, Van Gogh qui vient d'arriver à Arles décrit ainsi le portique de Saint-Trophime :

« Il y a ici un portique gothique que je commence à trouver admirable, le porche de Saint-Trophime. Mais il est si cruel, si monstreux, comme un cauchemar chinois, que même ce magnifique exemple d'un style si grandiose me semble appartenir à un autre monde… »

### Tympan et archivolte
Le tympan et l’archivolte sont réalisés en calcaire oolithique.
Le tympan de Saint-Trophime reprend le thème biblique du tétramorphe évoquant la vision d'Ézéchiel ou l'Apocalypse de saint Jean, symbole ensuite des quatre Évangélistes ; il montre un Christ triomphant et justicier, assis, tenant sur ses genoux la bible et bénissant avec ses deux doigts de sa main droite levée. Il est entouré par les symboles classiques des quatre évangélistes : un lion ailé pour saint Marc, un ange (ou un homme ailé) pour saint Mathieu, un aigle pour saint Jean et un taureau ailé pour saint Luc. Les deux évangélistes figurant au bas du tympan  Marc et Luc, qui à la différence de Mathieu et Jean n'ont pas connu le Christ, ne regardent pas le fils de Dieu. Sur l’archivolte sont figurés les anges du jugement dernier et des anges en adoration.

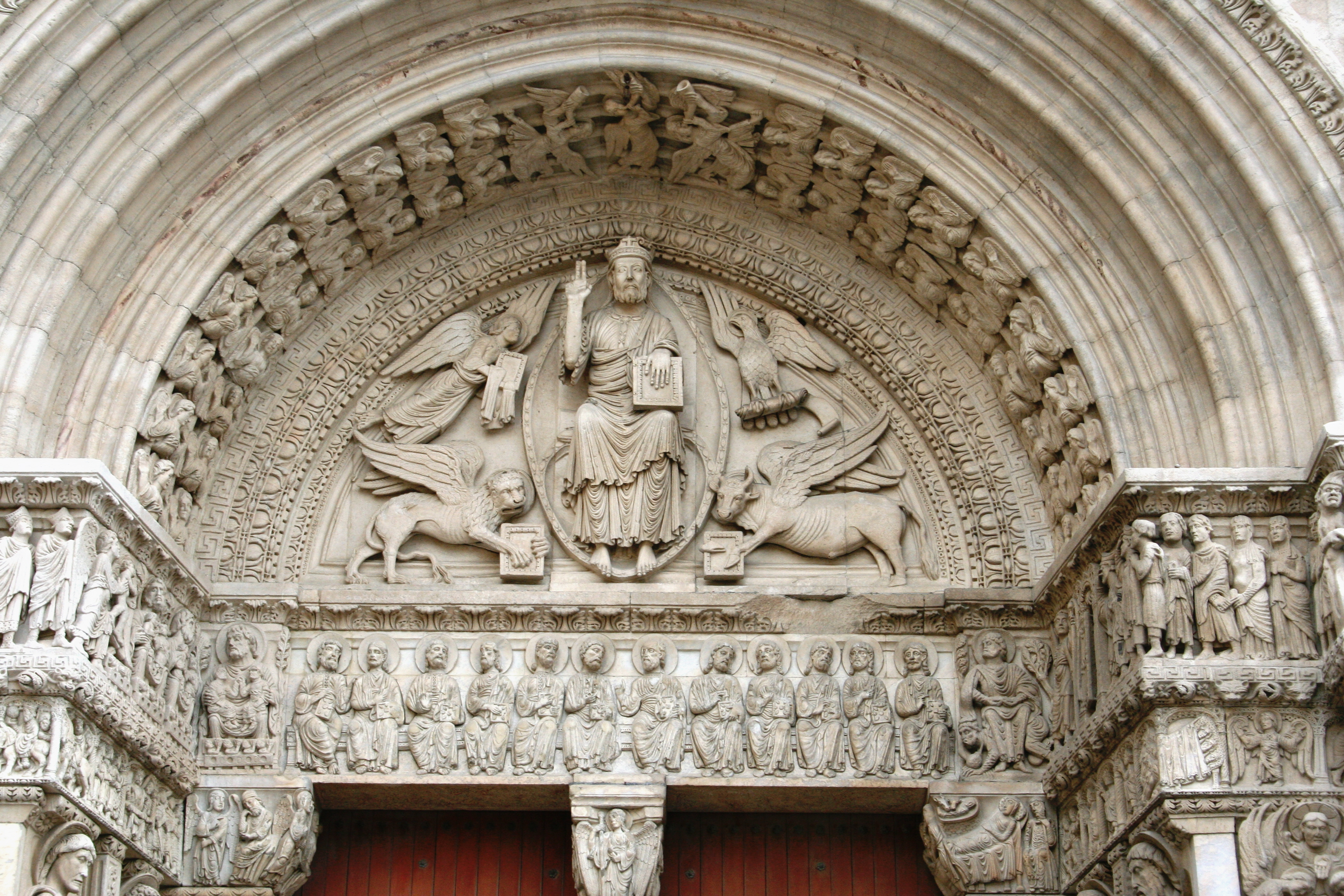
Portail de Saint-Trophime (Arles) : tympan à tétramorphe.
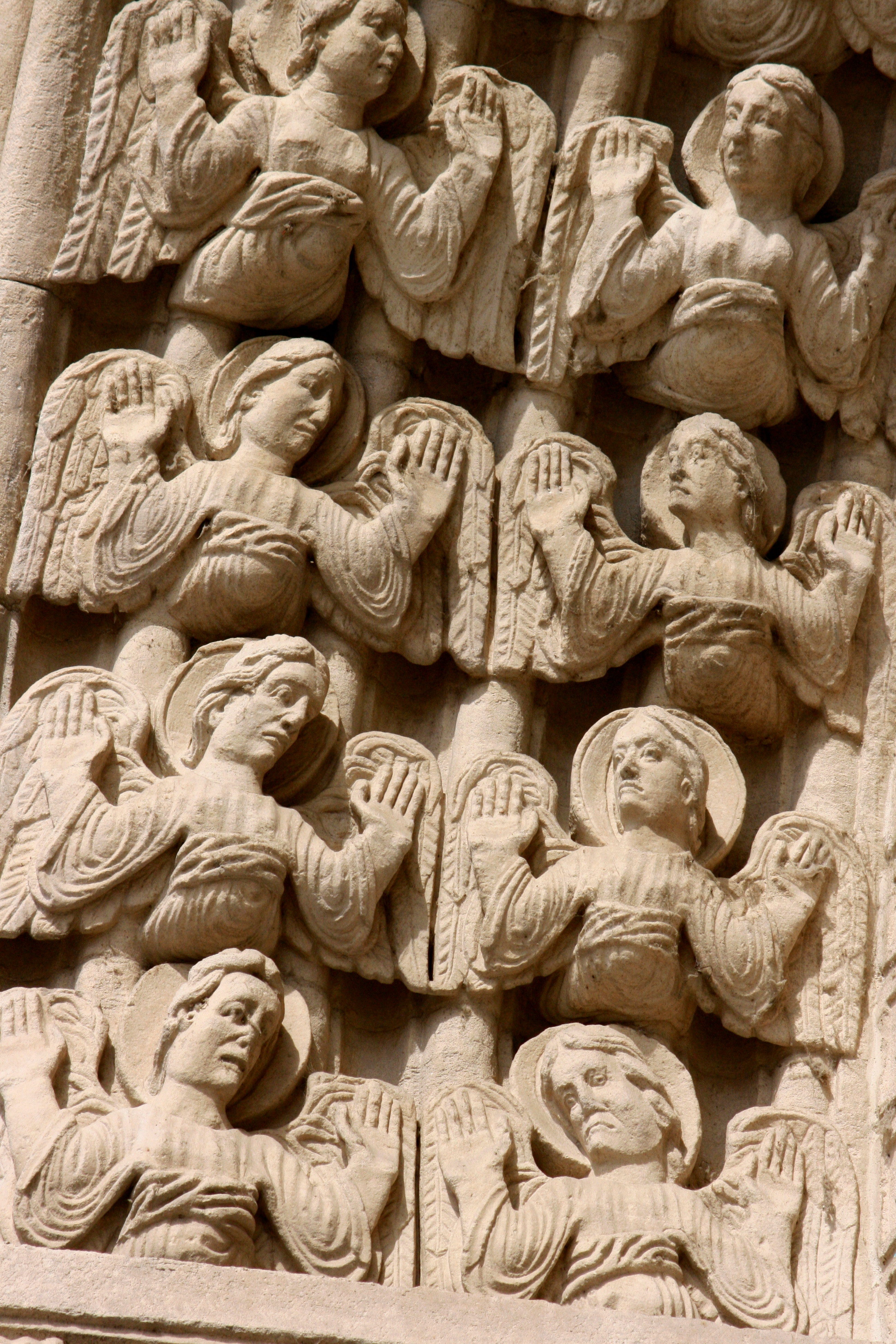
Portail de Saint-Trophime (Arles) : anges de l'archivolte.

Ce motif est fréquent dans l'art roman comme on peut le voir par exemple sur les tympans de l'abbaye de Charlieu, de Saint-Gilles, de Notre-Dame d'Embrun ou de Saint-Benoît-sur-Loire.

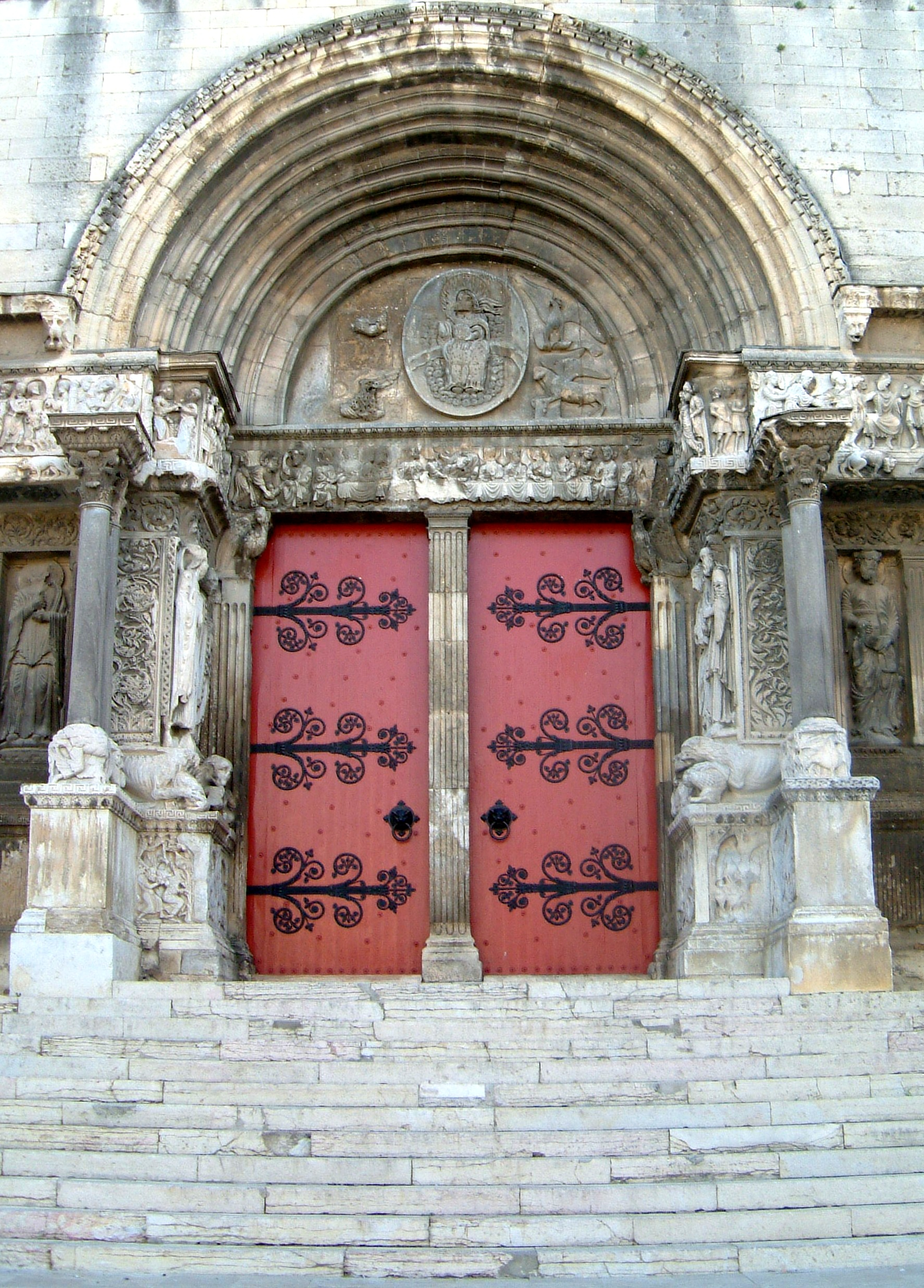
Abbatiale de Saint-Gilles.
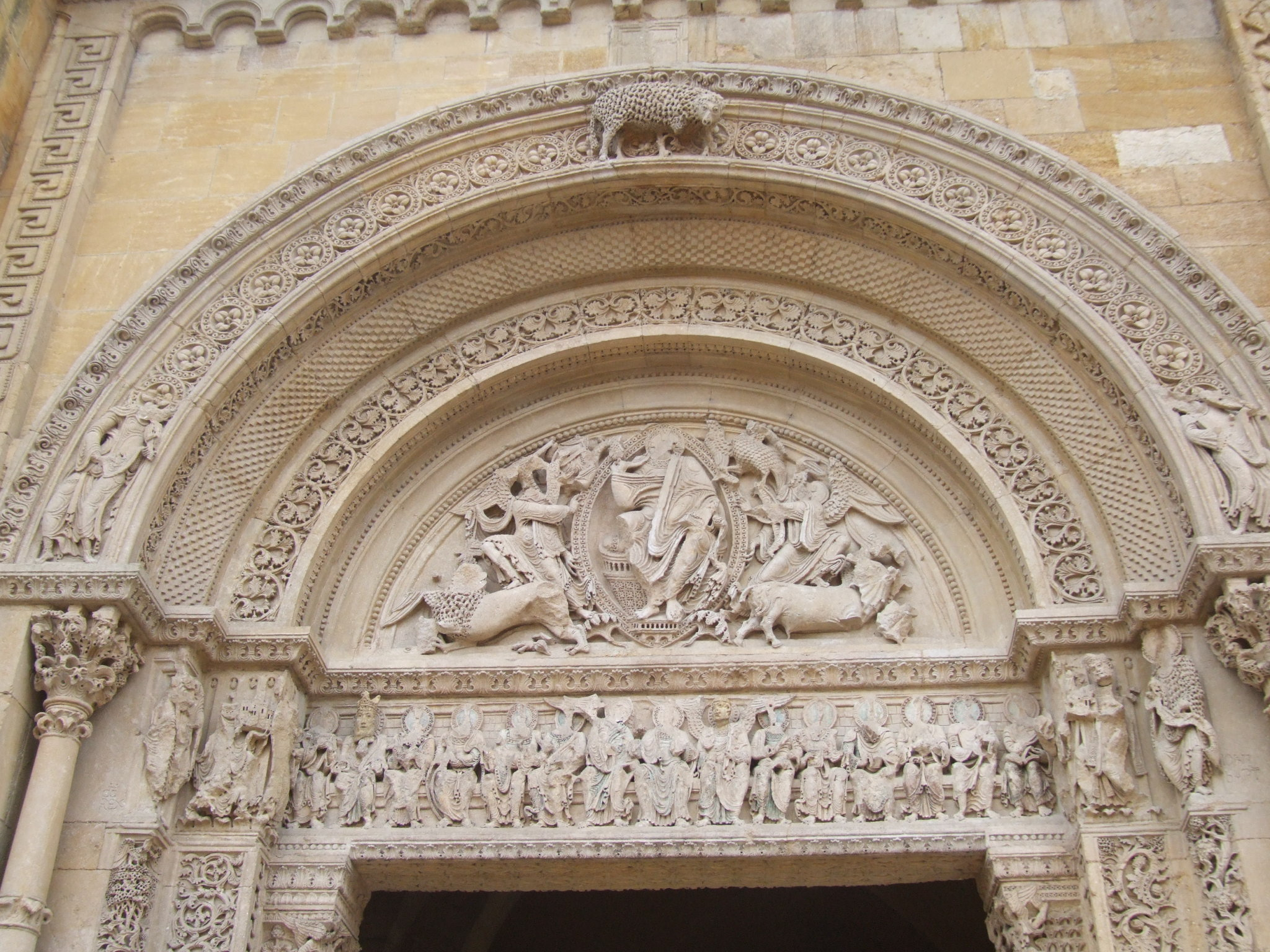
Abbaye de Charlieu.
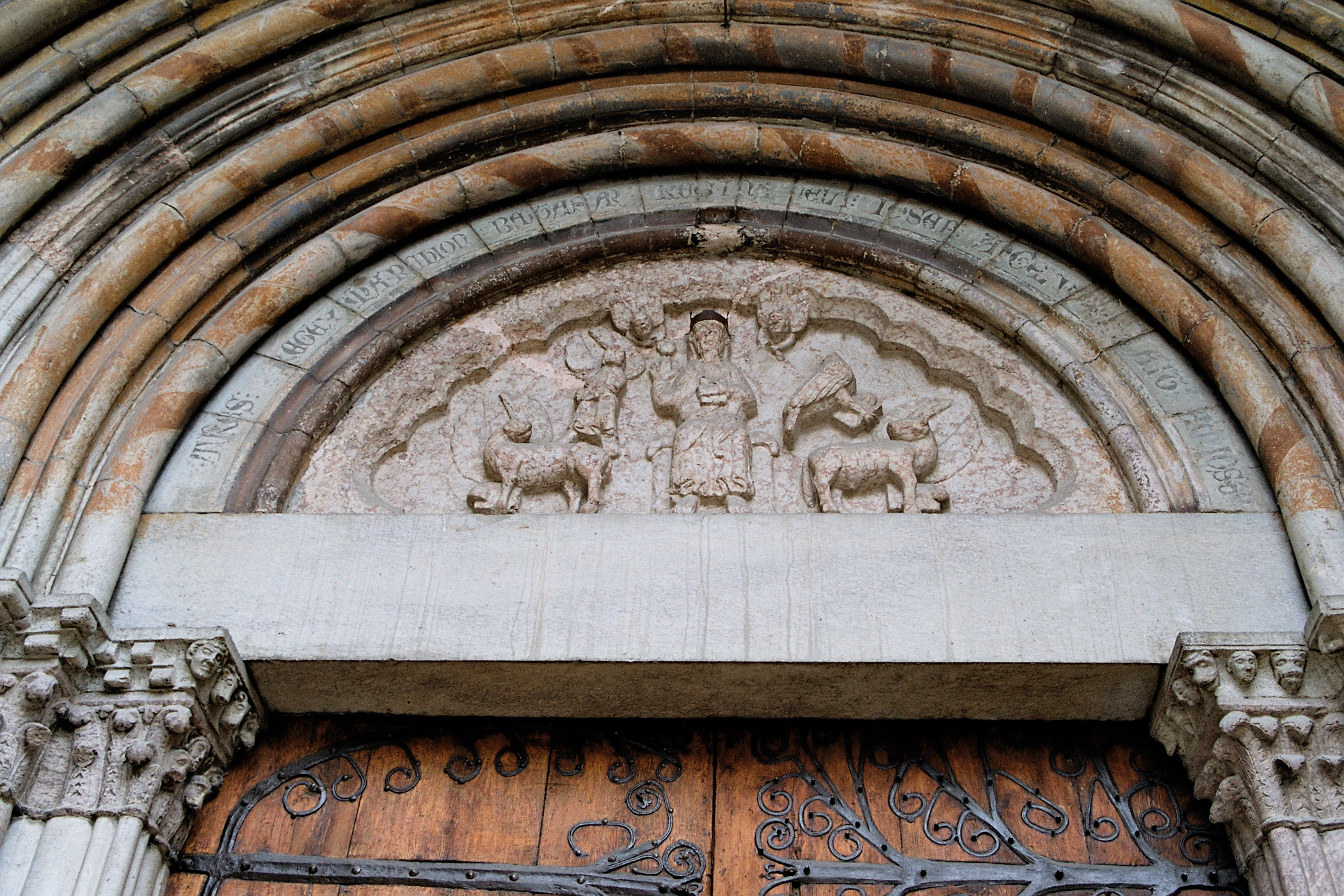
Notre-Dame d'Embrun.
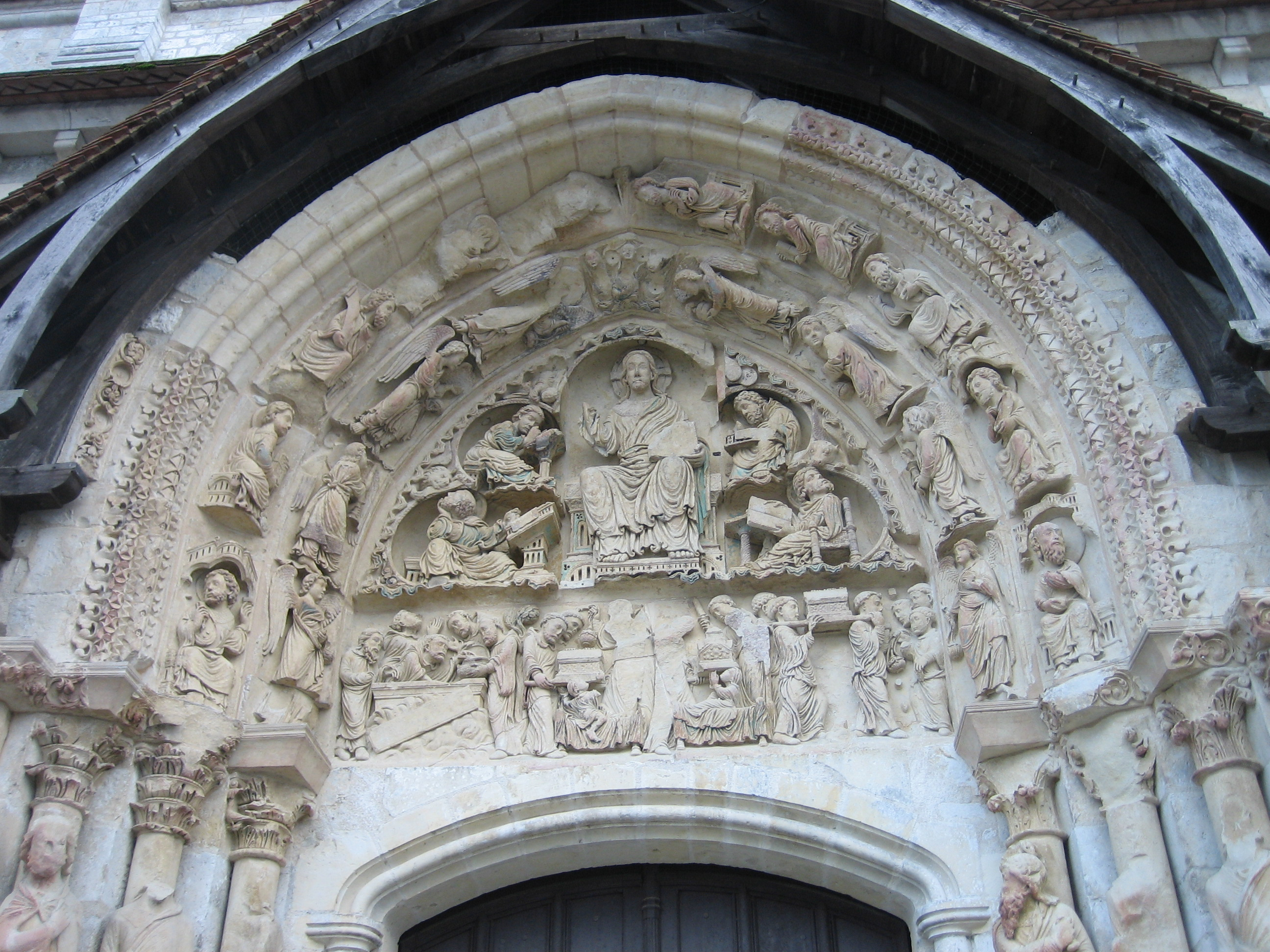
Saint-Benoit-sur-Loire.

### Frise de l’entablement
Sur cette frise, également en calcaire oolithique, sont figurés sous le tympan les douze apôtres assis et tenant un livre sur les genoux : ils sont les témoins de la Résurrection du Christ. Au nord, donc à la droite du Christ, on trouve sur le retour de la frise la représentation de la faute originelle avec une sculpture d’Adam et Eve, puis, se dirigeant vers le Christ, le cortège des bienheureux rangés suivant un ordre hiérarchique : des hommes représentés des trois quarts la main posée sur l’épaule de celui qui le précède, deux femmes voilées, des prêtres et des prélats mitrés. En tête du cortège un ange aux ailes déployées présente l’âme des justes représentée sous la forme d’un enfant aux trois patriarches : Abraham, Isaac et Jacob. Au sud, donc à gauche du Christ, le triomphe de la générosité sur l’avarice, l’archange saint Michel refusant l’entrée aux réprouvés, le cortège des damnés et enfin sur le retour de la frise la barque des damnés.

### Frise sous l’entablement
Cette seconde frise, d’une plus faible hauteur, est consacrée à l’enfance du Christ. Elle se situe en arrière-plan des colonnes du portail, au-dessus des panneaux verticaux. La première représentation sur le pilastre cannelé qui flanque la grande porte du côté nord, est l’Annonciation faite à Marie et le songe de Joseph voyant l’ange lui révélant la maternité de Marie. En continuant vers le nord on découvre les mages devant Hérode, la chevauchée des mages, le massacre des innocents et la fuite en Égypte. Symétriquement on trouve sur la partie sud le bain de l’Enfant Jésus, la Nativité, l’adoration des mages, les mages réveillés par l’ange et l’annonce aux bergers.
Au centre, le trumeau en granit, possède un chapiteau  où sont figurés quatre anges, un par face : au sud ange indiquant l’entrée de la porte du paradis, à l’ouest ange gardien de la porte, à l’est ange au phylactère et au nord ange au rotulus.

### Panneaux verticaux
Sous la frise, de grandes figures en pied séparées par des pilastres ornés de rinceaux représentant les saints majeurs de l’Église et tout particulièrement les deux patrons de l’église d’Arles : saint Étienne et saint Trophime. En partant de la partie centrale on trouve :
- à gauche : saint Pierre, saint Jean l’évangéliste, saint Trophime en costume épiscopal, saint Jacques le Majeur et saint Barthélemy ;
- à droite : saint Paul, saint André, la lapidation de saint Étienne qui fait pendant à la statue de saint Trophime, saint Jacques le Mineur et saint Philippe.

La statue de saint Paul, avec ses plis de la robe profondément creusés retombant raides sur les jambes, s’inspire des apôtres du portail de Saint-Gilles.

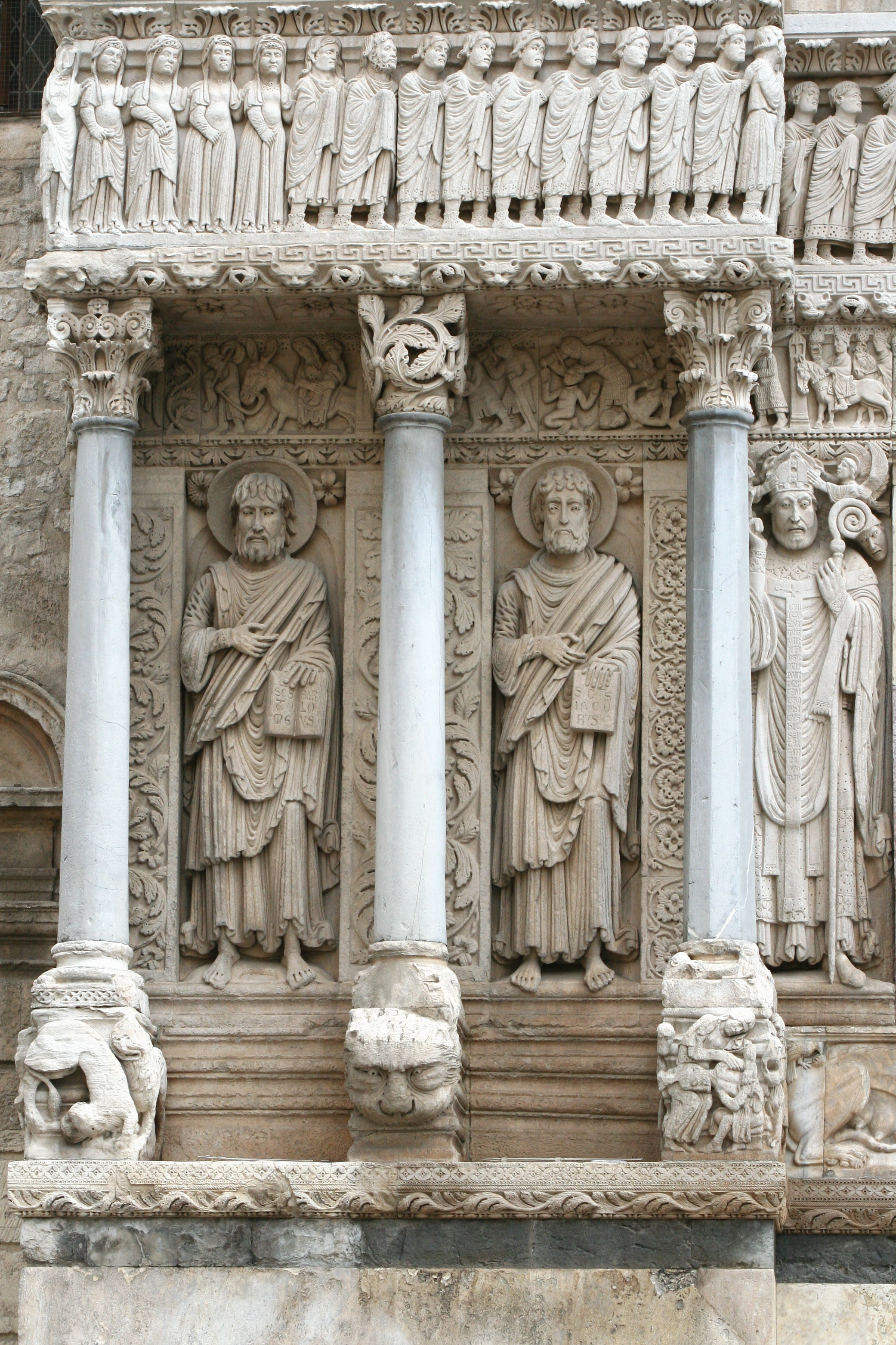
Saint Barthélemy, saint Jacques le Majeur et saint Trophime.
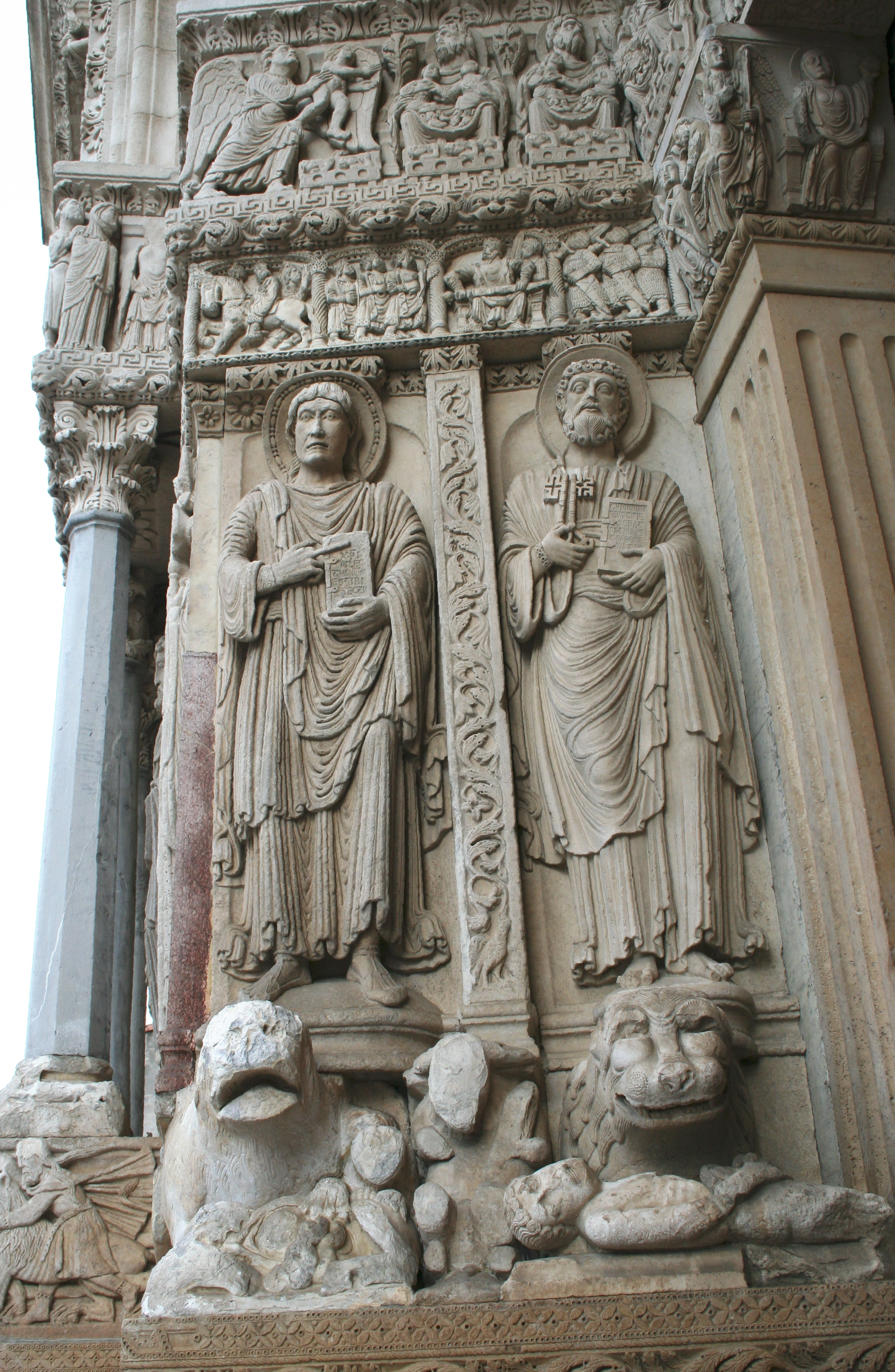
Saint Jean l'évangéliste et saint Pierre.
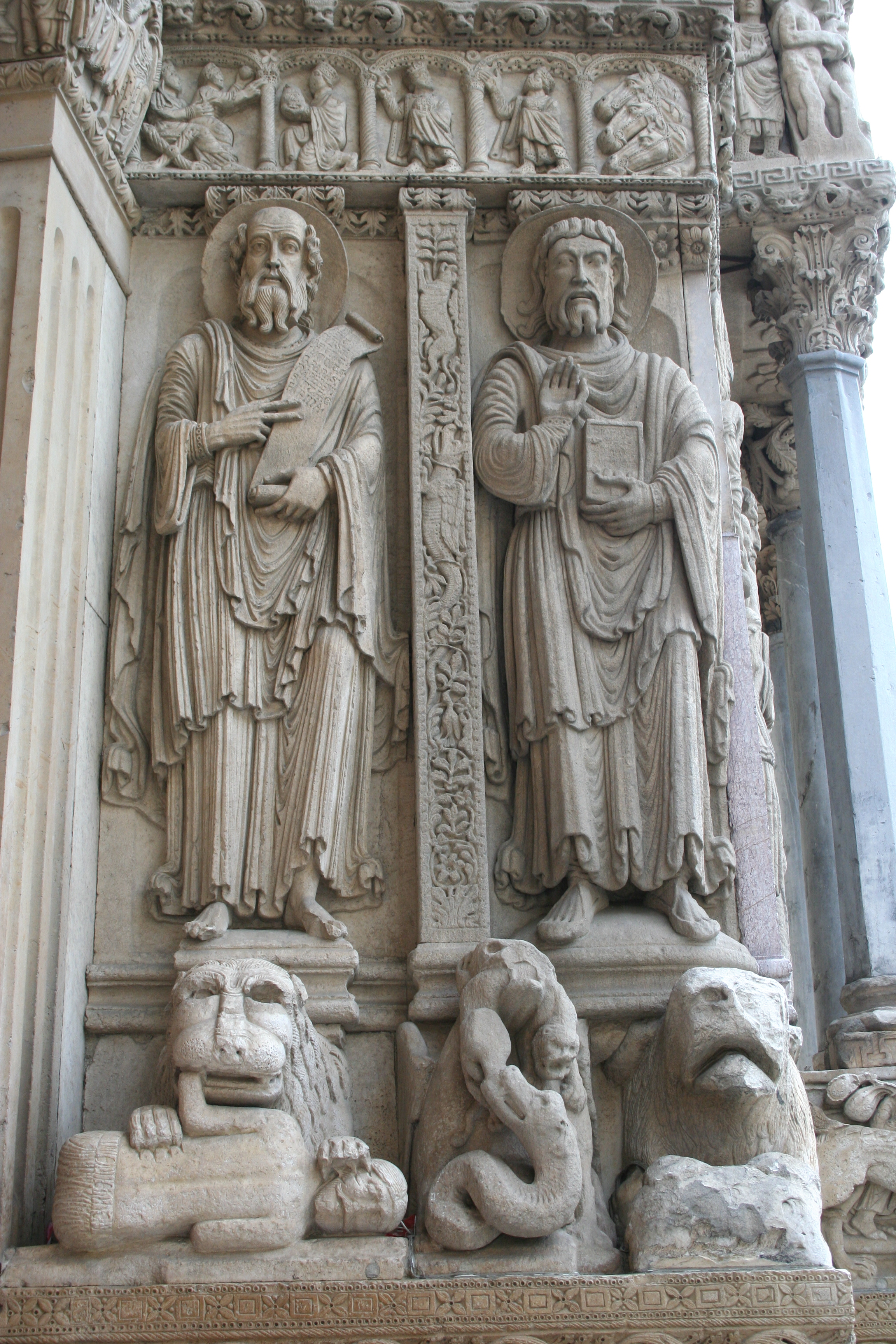
Saint Paul et saint André.
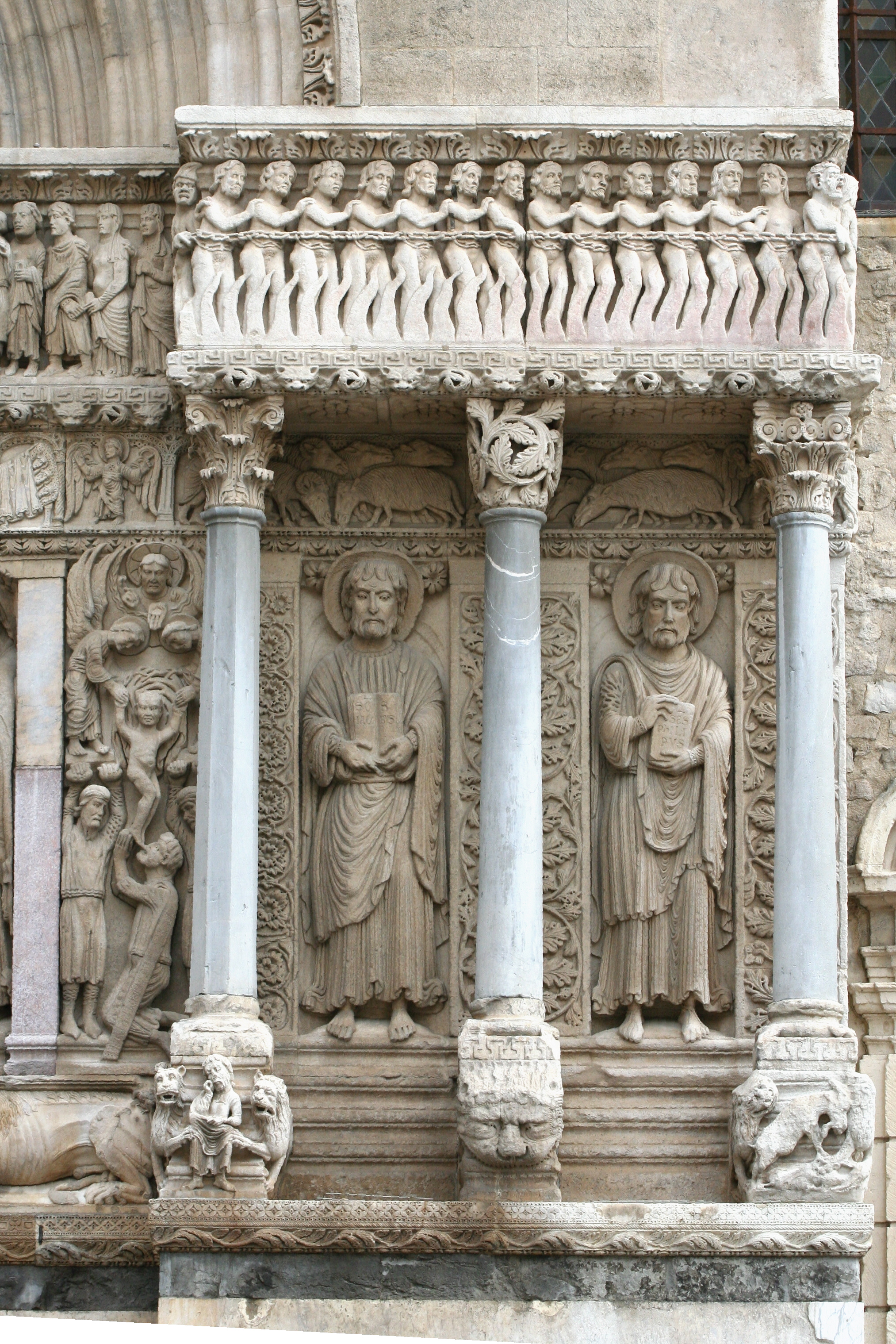
Martyre de saint Étienne, saint Jacques le Mineur et saint Philippe.

## Le cloître

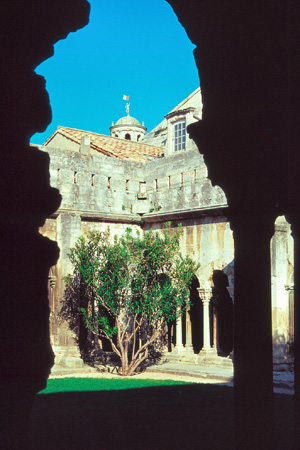
Cloître de Saint-Trophime.

Le cloître Saint-Trophime de l’ancienne cathédrale d’Arles date des XIIe et XIVe siècles. L’emplacement de ce cloître est inhabituel car il n’est accolé ni à la nef ni au transept. Il communique avec le chœur au moyen d’un escalier de vingt-cinq marches. Ce cloître présente une forme approximativement rectangulaire de 28 m de long sur 25 m de large. Des dimensions comparables ne se retrouvent dans la région Provence que dans les cloîtres du Thoronet, de Sénanque ou de Montmajour.
L’édification du cloître débute peu après 1150 avec la construction de la galerie nord qui sera suivie de peu par celle de la galerie orientale. Il faudra attendre la fin du XIVe siècle pour voir l’achèvement du cloître avec les constructions de la galerie ouest puis de la galerie sud qui sera terminée sous l’épiscopat de Jean de Rochechouart (1390-1398). Il résulte de ces différentes périodes de construction, deux styles différents pour les galeries : le roman pour les galeries nord et est, et le gothique pour les galeries ouest et sud.
Le cloître est classé monument historique en 1846, et les bâtiments claustraux autour du cloître en 1943,.
En 1935, la Poste française émet un timbre représentant ce cloître.

## Musique

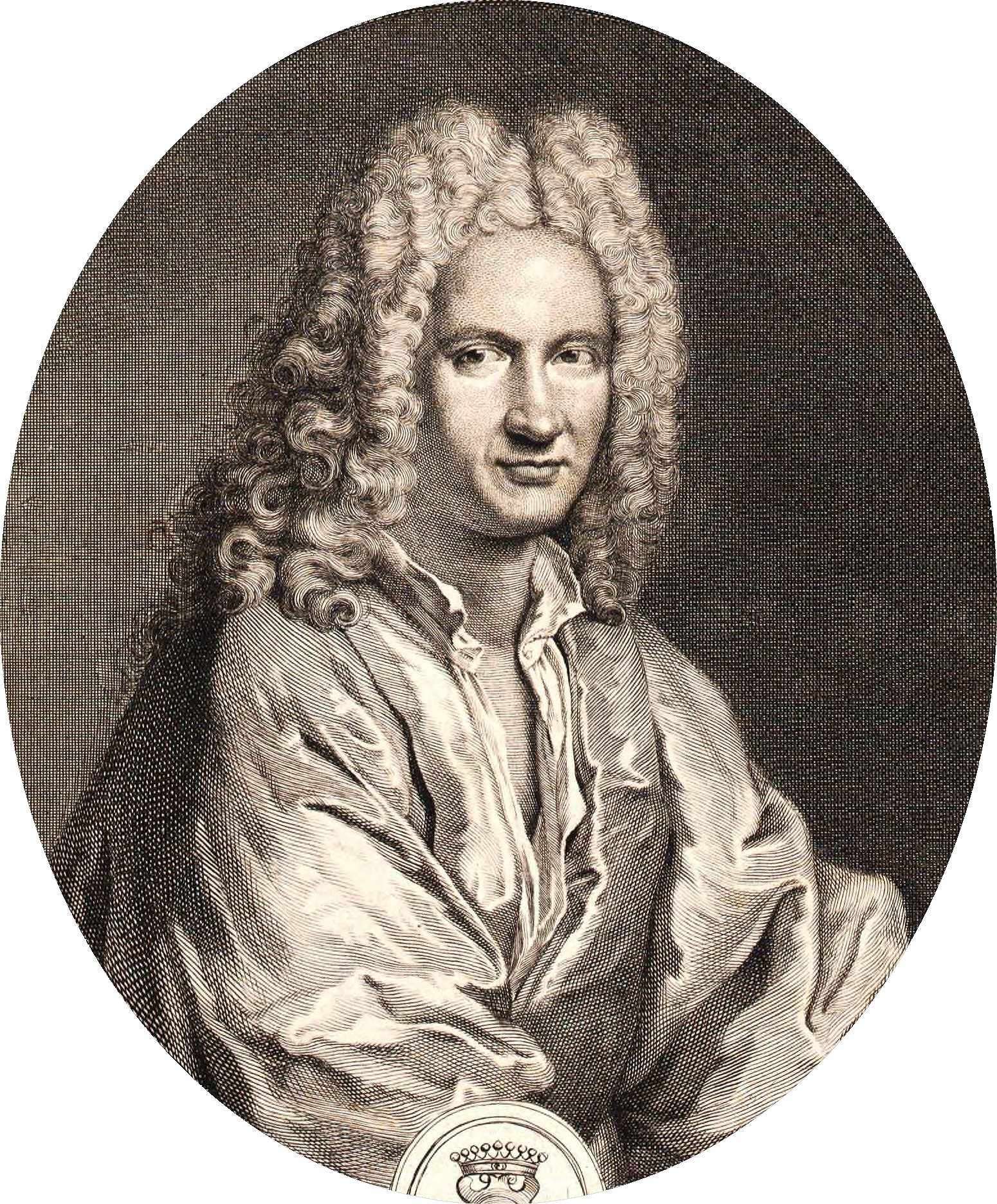
André Campra maître de musique.

André Campra fut maître de musique de la cathédrale à partir du 22 août 1681 jusqu'en 1683. Il y dirige les enfants de chœur également.